# Krefeld

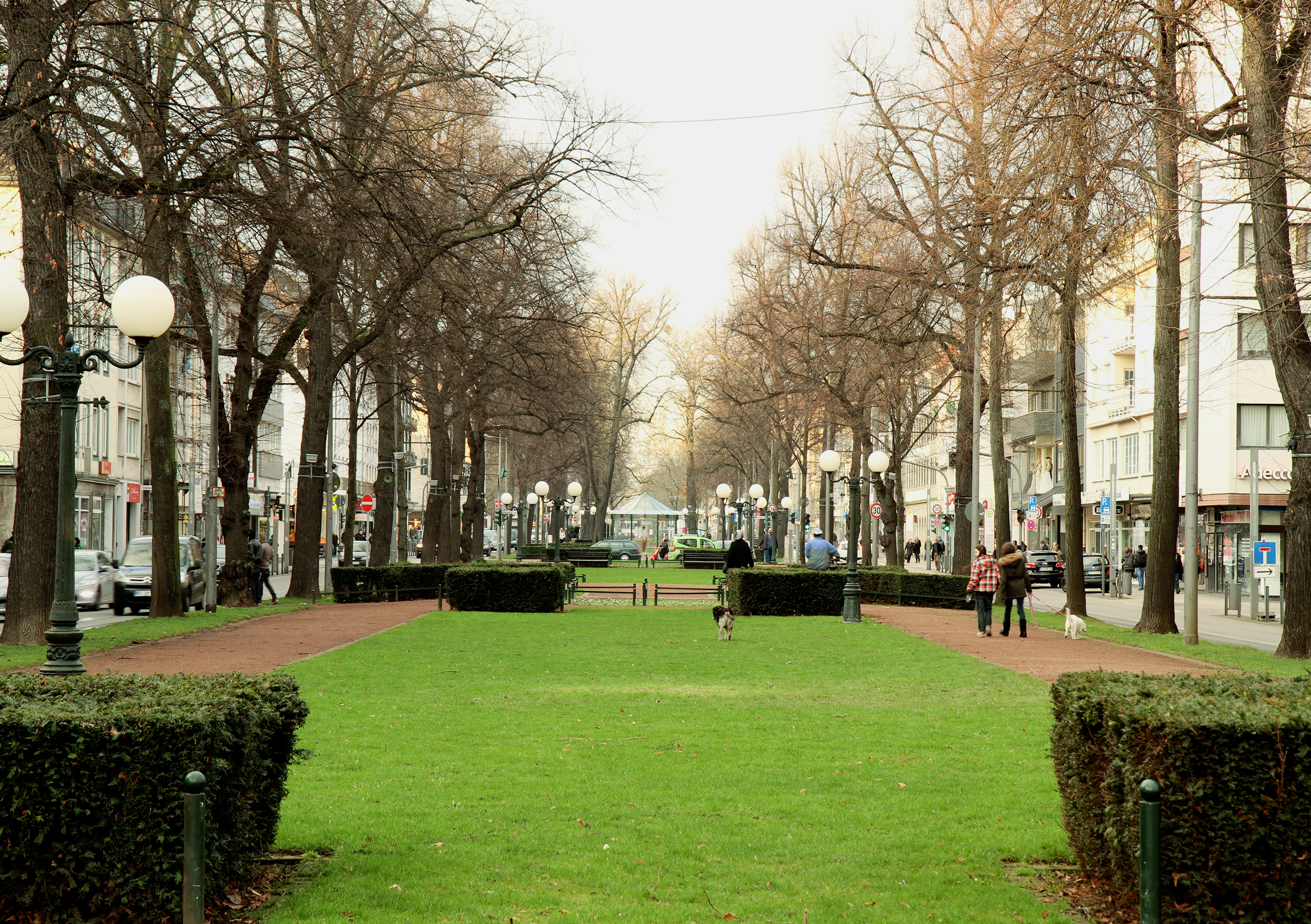
Die im 19. Jh. entstandenen vier Wälle prägen die Krefelder Innenstadt. Hier der als Prachtboulevard angelegte Ostwall

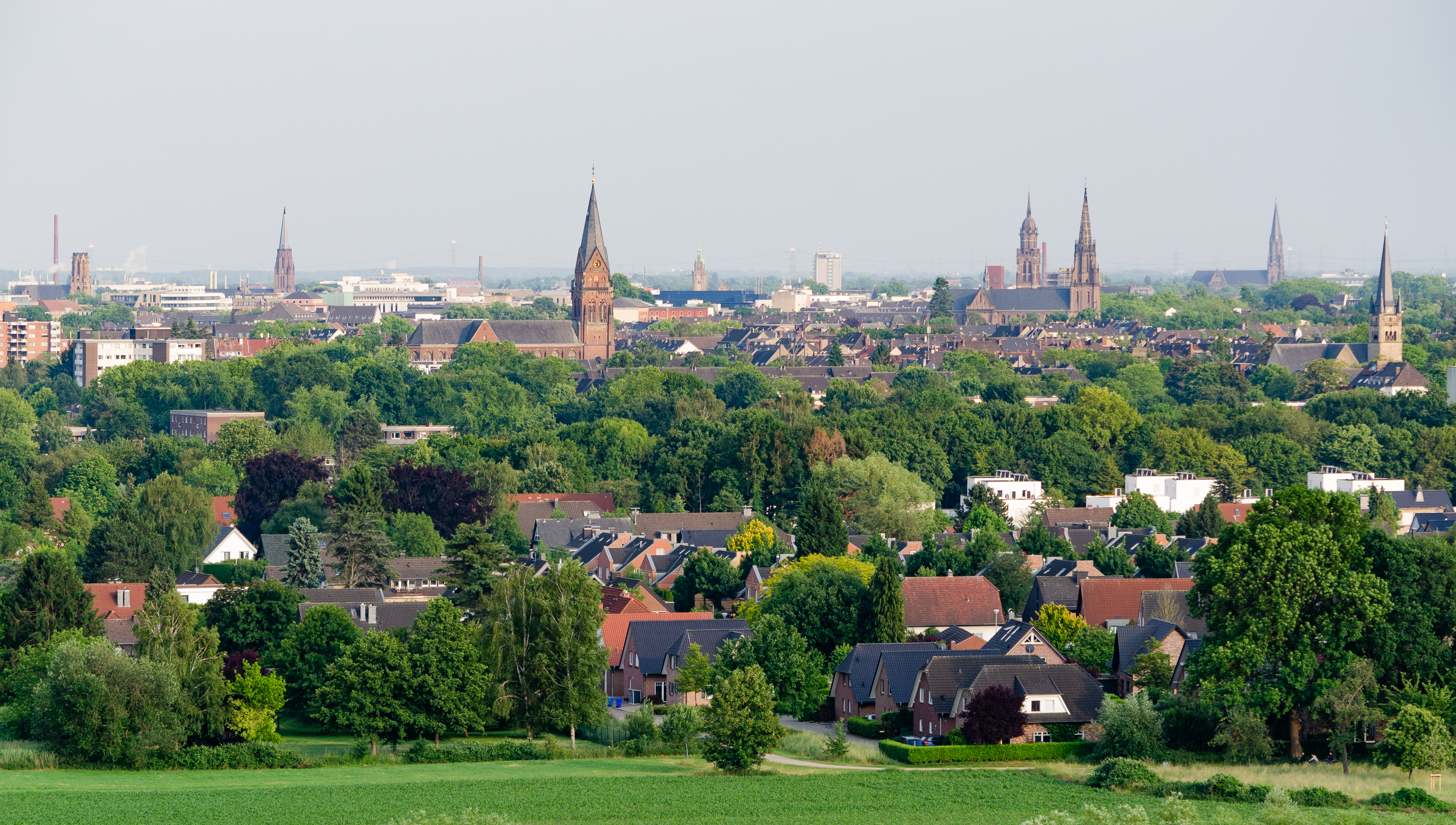
Blick auf Krefeld vom Kapuzinerberg

Krefeld (bis 25. November 1925 Crefeld) ist eine linksrheinisch gelegene Großstadt am Niederrhein. Die kreisfreie Stadt im Regierungsbezirk Düsseldorf wird aufgrund der Seidenstoffproduktion des 18. und 19. Jahrhunderts auch als „Samt- und Seidenstadt“ bezeichnet. Krefeld nahm Ende 2024 mit 231.406 Einwohnern unter den Großstädten Nordrhein-Westfalens den 14. Platz ein. Das Oberzentrum gehört zur Metropolregion Rhein-Ruhr sowie zur Metropolregion Rheinland.
Krefeld wurde 1105 erstmals urkundlich erwähnt und erhielt 1373 die Stadtrechte. Unter der Herrschaft der Oranier war die Stadt im 17. Jahrhundert aufgrund ihrer Neutralität ein Zufluchtsort für Glaubensflüchtlinge und erlebte ein starkes Bevölkerungswachstum. 1702 fiel die Grafschaft Moers, zu der Krefeld gehörte, an das Königreich Preußen. Begünstigt durch das preußische Seidenmonopol, entwickelte die aus der Flüchtlingsfamilie von der Leyen hervorgegangene Dynastie der Seidenbarone die Stadt zu einem bedeutenden Zentrum der europäischen Seidenindustrie. Die Textilproduktion machte Krefeld im 18. und 19. Jahrhundert zu einer der reichsten Städte Preußens. Mit dem Überschreiten der Marke von 100.000 Einwohnern im Jahr 1887 wurde Krefeld zur Großstadt.
Der Niedergang der Seidenindustrie ab Mitte des 20. Jahrhunderts löste eine Phase des Strukturwandels aus. Heute wird die Wirtschaft Krefelds vor allem durch die chemische Industrie, den Maschinen- und Anlagenbau sowie die Metallindustrie dominiert. Durch ihre verkehrsgünstige Lage hat sich die Stadt zudem als Logistikstandort etabliert. Seit deren Gründung 1971 ist Krefeld Sitz der Hochschule Niederrhein.
Zu den wichtigsten Sehenswürdigkeiten zählen die im 19. Jahrhundert entstandenen „vier Wälle“ mit dem als Prachtboulevard angelegten Ostwall, die Krefelder Kunstmuseen, das Deutsche Textilmuseum, der mittelalterliche Ortskern Linn mit der Burg Linn, der Krefelder Zoo sowie die gut erhaltenen historischen Zentren der Stadtteile Uerdingen und Hüls. Vom einstigen Reichtum der Stadt zeugen noch heute viele Gründerzeit- und Jugendstilfassaden. Wegen zahlreicher Werke von Architekten der 1920er und 1930er Jahre gilt Krefeld als eine bedeutende Bauhaus-Stadt in Nordrhein-Westfalen. Viele Parkanlagen sind aus Privatgärten ehemaliger Seidenfabrikanten hervorgegangen, z. B. der Krefelder Stadtwald, der Sollbrüggenpark und der Schönwasserpark.

## Geographie

### Räumliche Lage
Krefeld liegt in der „Krefeld-Kempener Platte“, die Teil der Niederrheinischen Tiefebene ist. Das Stadtzentrum liegt etwa sieben Kilometer vom Rheinufer entfernt, doch reicht das Stadtgebiet seit der Eingemeindung Linns bis an den Rhein heran. Die Uferlänge auf Krefelder Gebiet beträgt 6,2 Kilometer. Die Breite des Rheins variiert zwischen 320 und 400 Meter. Die größte Ausdehnung des Stadtgebiets beträgt in Nord-Süd-Richtung 12 Kilometer und in West-Ost-Richtung 13,1 Kilometer. Die Höhenlage der Stadtmitte beträgt 39 m ü. NN. Die höchste natürliche Erhebungen ist der Hülser Berg mit 63 m ü. NN. Künstliche Erhebungen sind höher: Der Inrather Berg ist eine Schuttdeponie aus den Trümmern des Zweiten Weltkriegs mit 87 m ü. NN, der seit 2004 frei begehbare Kapuzinerberg hat eine Höhe von 77 Metern und ist eine ehemalige Hausmülldeponie.

### Klima
Krefeld gehört makroklimatisch zum atlantisch-maritimen Klimabereich Nordwestdeutschlands, mit milden, schneearmen Wintern und mäßig warmen Sommern, in denen das Maximum des Jahresniederschlages liegt. Das langjährige Mittel des Jahresniederschlags in Krefeld liegt bei 760 mm. Die Jahresmitteltemperatur in Krefeld liegt zwischen 10,6 °C und 11,1 °C. Die Maxima der Lufttemperatur liegen zwischen 33,9 °C und 35,5 °C, die Minima zwischen −5,9 °C und −7,6 °C.
|                       | Jan | Feb | Mär  | Apr  | Mai  | Jun  | Jul  | Aug  | Sep  | Okt  | Nov  | Dez |   |      |
| Mittl. Tagesmax. (°C) | 6,5 | 8,6 | 11,5 | 15,7 | 20,6 | 24,0 | 26,3 | 24,8 | 21,1 | 15,6 | 10,3 | 8,4 | ⌀ | 16,2 |
| Mittl. Tagesmin. (°C) | 1,2 | 1,3 | 2,7  | 4,3  | 8,9  | 12,5 | 13,8 | 13,2 | 10,2 | 7,6  | 4,0  | 3,2 | ⌀ | 6,9  |
|                       |     |     |      |      |      |      |      |      |      |      |      |     |   |      |
| Niederschlag (mm)     | 57  | 64  | 56   | 34   | 52   | 74   | 32   | 62   | 52   | 48   | 58   | 73  | Σ | 662  |
|                       |     |     |      |      |      |      |      |      |      |      |      |     |   |      |
| Regentage (d)         | 19  | 15  | 18   | 12   | 12   | 13   | 13   | 14   | 13   | 14   | 18   | 19  | Σ | 180  |

| 1,2 |

| 1,3 |

| 2,7 |

| 4,3 |

| 8,9 |

| 12,5 |

| 13,8 |

| 13,2 |

| 10,2 |

| 7,6 |

| 4,0 |

| 3,2 |

| 1,2 |

| 1,3 |

| 2,7 |

| 4,3 |

| 8,9 |

| 12,5 |

| 13,8 |

| 13,2 |

| 10,2 |

| 7,6 |

| 4,0 |

| 3,2 |

### Geologie
Die Stadt Krefeld liegt im Niederrheinischen Tiefland. Die oberflächennahen Schichten bestehen überwiegend aus Kies- und Sandablagerungen des Eiszeitalters. Die bis zu 30 m mächtigen Schichten setzte der Rhein ab. Vor 240.000 Jahren wurden diese Schichten teilweise von den Rändern der Eisschildmassen zu Stauchmoränen aufgepresst, die heute die Niederrheinischen Höhen bilden. Der Hülser Berg ist ein Beispiel hierfür. Unter den Kies- und Sandschichten befinden sich Meeressande, die sich dort im Tertiär (2,4 bis 65 Mio. Jahre vor heute) ablagerten. Sie reichen bis in eine Tiefe von 250 m hinab. Darunter sind Meeresablagerungen (überwiegend aus Sandstein, Tonstein und Kalkstein bestehend) älterer erdgeschichtlicher Phasen zu finden. Am nördlichen Stadtrand kommen in größerer Tiefe auch kohleführende Schichten aus dem Karbon vor, die Verbindung zu den Kohlegebieten in Belgien und an der Ruhr haben.
Auf den höhergelegenen Flächen des Krefelder Stadtgebiets findet man überwiegend Parabraunerden und Braunerden. Diese stellen gute Ackerstandorte dar. Die im westlichen Stadtgebiet gelegene, durch Bruchtektonik etwas herausgehobene Kempener Platte hat eine etwa 1 m dicke Deckschicht aus Löss. Diese ist während der letzten Eiszeit hier abgelagert worden. Die daraus entstandenen fruchtbaren Lehmböden werden als Getreide- und Rübenfelder geschätzt.
In den Altarmrinnen des Rheins (Kendeln) entstand Niedermoortorf, der auch an den Niepkuhlen abgebaut wurde, heute aber keine wirtschaftliche Bedeutung mehr hat. Zum Ende der letzten Eiszeit hat der Rhein östlich der Terrassenkante Dießem – Inrath – Hüls sandige bis lehmige Sedimente abgelagert. Durch Grundwassereinfluss entstanden in den tiefergelegenen Bereichen Gleyeböden. Diese Flächen werden, wie z. B. der Hülser und Latumer Bruch, als Grünland und Wald genutzt. In der überflutungsgefährdeten Rheinaue entstanden aus angeschwemmtem Bodenmaterial ebenfalls fruchtbare Böden.

### Stadtgebiet
Das Stadtgebiet Krefelds gliedert sich in die neun Stadtbezirke: Stadtmitte, West, Nord, Hüls, Süd, Fischeln, Oppum-Linn, Ost und Uerdingen. Jeder Stadtbezirk hat eine eigene Bezirksvertretung und einen Bezirksvorsteher. Die Bezirksvertretungen werden durch die Wähler der jeweiligen Stadtbezirke im Rahmen der Kommunalwahlen gewählt. Im November 2023 beschloss der Stadtrat, zum 1. November 2025 die Zahl der Stadtbezirke von 9 auf 5 zu reduzieren. Dem Beschluss ging eine jahrelange Debatte voraus. Ab November 2025 wird es die Bezirke Mitte, Nord, West, Süd und Ost geben. Des Weiteren existieren 19 Stadtteile, die in mehrere statistische Bezirke unterteilt sind.
Die 19 Stadtteile mit ihren amtlichen Nummern sind:
| - 010 Stadtmitte - 020 Kempener Feld/Baackeshof - 030 Inrath/Kliedbruch - 040 Cracau - 050 Dießem/Lehmheide - 060 Benrad-Süd - 070 Forstwald - 080 Benrad-Nord - 090 Hülser Berg - 100 Traar | - 110 Verberg - 120 Gartenstadt - 130 Bockum - 140 Linn - 150 Gellep-Stratum - 160 Oppum - 170 Fischeln - 180 Uerdingen - 190 Hüls |

### Nachbarstädte
Die Stadt Krefeld grenzt im Norden an die Städte Neukirchen-Vluyn und Moers im Kreis Wesel, im Osten und Nordosten an die kreisfreie Stadt Duisburg, im Süden an die Städte Meerbusch im Rhein-Kreis Neuss und Willich im Kreis Viersen sowie im Westen an die Städte Tönisvorst und Kempen im Kreis Viersen.
Südöstlich von Krefeld liegt die Landeshauptstadt Düsseldorf, deren Zentrum etwa 19 km von der Krefelder Innenstadt entfernt ist.

## Geschichte

### Römische Zeit

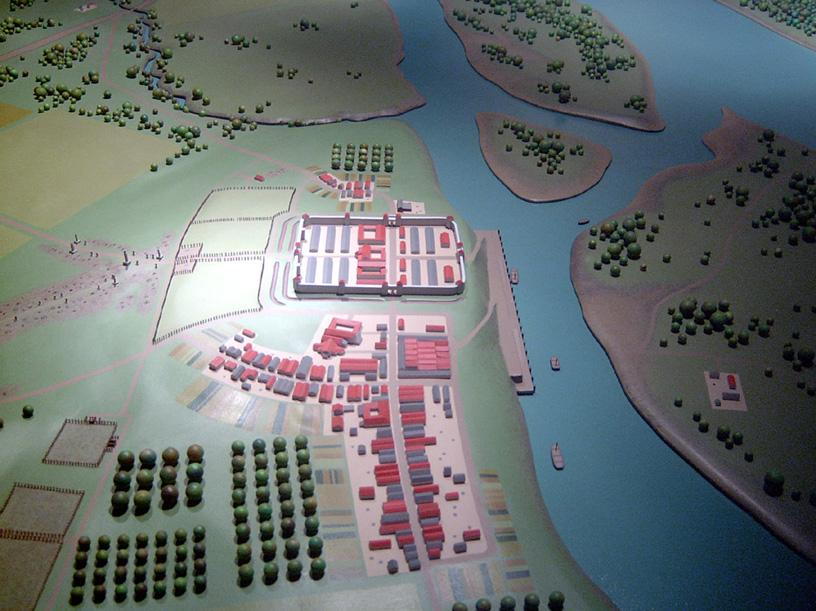
Ein Modell des Kastells Gelduba

Im 1. Jahrhundert n. Chr. erbauten die Römer am Rhein auf dem Gebiet des heutigen Krefelder Stadtteils Gellep das Kastell Gelduba. Auf dem von der Antike bis ins frühe Mittelalter ständig belegten Gräberfeld im Vorfeld des Kastells wurde 1962 das wegen seiner herausragenden Ausstattung und Unberührtheit berühmte Grab des Frankenfürsten Arpvar entdeckt, in einer Gruppe mit weiteren fünf bemerkenswerten „Fürstengräbern“, die allerdings antik weitgehend ausgeraubt waren. An verschiedenen anderen Plätzen im Krefelder Stadtgebiet fanden sich die Überreste römischer Landhäuser sowie die einer Tempelanlage im Gebiet „Elfrath“. Auf Uerdinger Gebiet lag ein befestigtes Lager des römischen Feldherrn Marcus Hordeonius Flaccus, das „Castra Ordeonii“.
Die ersten urkundlichen Erwähnungen von Orten auf dem heutigen Stadtgebiet erfolgten 732 mit einem Hof in Hohenbudberg und 809 mit Uerdingen. Im 12. Jahrhundert begann Otto von Linn nach seiner Rückkehr vom Dritten Kreuzzug, die Burg Linn zu einer Festung auszubauen. Die Stadt Linn wurde in der 1. Hälfte des 14. Jahrhunderts durch Graf Dietrich VIII. von Kleve im Osten der Vorburg zur Burg Linn gegründet. Um 1200 errichteten die Herren von Rode Haus Rath wahrscheinlich als befestigte Zollstation an der Hohen Straße im heutigen Stadtteil Elfrath. Haus Rath wird erstmals 1246 in einer Urkunde des Grafen von Geldern als Lehen erwähnt.

### Mittelalter
Krefeld wird erstmals 1105 im Urbar des Klosters Werden erwähnt. Erst im Hochmittelalter wuchs eine Bauernsiedlung an einem Ort namens „Krinvelde“; die Herkunft des Namens ist unklar. 1361 gestattete Kaiser Karl IV. dem Grafen Dietrich VI. von Moers, in Krefeld einen Jahr- und Wochenmarkt mit den üblichen Privilegien zu erlauben. Es folgte am 1. Oktober 1373 die Ermächtigung von Kaiser Karl IV. durch Urkunde an den Grafen Friedrich III. (Moers), den Ort mit den Privilegien und Rechten einer Stadt auszustatten und zu befestigen. Dieses Datum gilt als Geburtstag der Stadt Krefeld. Um 1400 wurde zur besseren Verteidigung Krefelds die Burg Cracau etwa 800 Meter östlich der Stadt errichtet. Sie existierte bis ins 17. Jahrhundert, heute sind noch Mauerreste der Wehranlagen an der Bogenstraße zu sehen. Die älteste Krefelder Kirche, die Dionysiuskirche (heute Alte Kirche), wurde auf einem aus dem 12. Jahrhundert stammenden Bau errichtet und erhielt 1472 einen neuen Turm. Durch die Erlaubnis für den Bau einer Stadtbefestigung war der Ort, der zur Grafschaft Moers gehörte, besser vor Übergriffen durch Räuberbanden geschützt. Insbesondere die Herren auf der nahegelegenen Burg Linn betrieben Raubrittertum. Die Burg gehörte damals zur Grafschaft Kleve. Heinrich von Strünkede war Amtmann der Mechthild von Geldern auf der Linner Burg und wurde zu Raubzügen gegen Krefeld ausgeschickt.

### Reformation
Wenige Generationen später breiteten sich die Ideen der Reformation in Europa aus. 1560 wurde die Grafschaft Moers nach dem Grundsatz cuius regio, eius religio protestantisch. Allerdings gab es weiterhin Katholiken in Krefeld und im Umland. Die katholische Pfarrei wurde erst durch die Neutralitätsvereinbarung von 1607 aufgehoben, und auch danach waren Katholiken geduldet.
1584 wurde Krefeld im Truchsessischen Krieg völlig zerstört und blieb für zwei Jahrzehnte nahezu unbewohnt. 1594 verschenkte Gräfin Walburga, die Witwe des Grafen Adolf von Neuenahr-Moers, die Herrlichkeit Krefeld an Prinz Moritz von Oranien. Die Grafschaft Moers und damit auch Krefeld wurden daraufhin am 4. Juli 1598 von den Generalstaaten und Erzherzog Albrecht VII. von Österreich für neutral erklärt, was sich positiv auf die politische und wirtschaftliche Entwicklung Krefelds auswirkte. Die Neutralität wurde in mehreren Folgeverträgen erneuert und galt im Unabhängigkeitskampf der Niederlande, im Dreißigjährigen Krieg und in der Folgezeit.

### Zuflucht der Mennoniten
Das neutrale Krefeld wurde nun zum Zufluchtsort für Mennoniten, die in den benachbarten katholischen Regionen wegen ihres Glaubens verfolgt wurden. 1609 verzog Hermann op den Graeff mitsamt seiner Familie aus Aldekerk nach Krefeld. Dort wurde er Laienprediger und Vorsitzender der mennonitischen Glaubensgemeinde. Um 1620 lebten nur etwa 450 Menschen innerhalb der vier Stadtwälle. Es kamen mehr Andersgläubige, als die alteingesessenen Krefelder ertragen wollten. Die zugezogenen frommen Menschen waren oft tüchtige Handwerker und Geschäftsleute und daher manche schon bald wohlhabend. 1637 wurde Op den Graeff im Protokollbuch der reformierten Gemeinde als „der hiesigen menisten herr bischoff (der hiesigen Mennoniten Herrn Bischof)“ von Krefeld bezeichnet. Dies schürte Neid und Unmut unter der sonst eher ärmlichen Krefelder Bevölkerung. 1646 beklagten sich die reformierten Pfarrer Krefelds öffentlich beim Grafen von Moers darüber, dass die Mennoniten in Krefeld Versammlungen abhielten. Aufgrund dieser für Nicht-Mennoniten undurchsichtigen Treffen wurden die Zugewanderten der Aufrührerschaft und Verschwörung bezichtigt.
Von großer Bedeutung für Krefeld war die Niederlassung des 1656 aus Radevormwald ausgewiesenen Mennoniten Adolf von der Leyen. Seine Söhne begründeten die Seidenweberei in Krefeld. Von der Leyen war der Stammvater einer Dynastie von Seidenfabrikanten, unter ihnen die sogenannten Seidenbarone, die Krefeld zu großem Wohlstand verhalfen.

### Quäker
Durch das liberale Klima in Krefeld ermutigt und die theologische Nähe zu dem Mennoniten, siedelten sich auch Quäker in Krefeld an. Die Glaubensgemeinschaft war zu dem Zeitpunkt noch recht jung und wenige Jahre zuvor während der Wirren des Englischen Bürgerkriegs entstanden. Stark von chiliastischen Ideen geprägt, kann das junge Quäkertum durchaus dem Radikalen Pietismus zugeordnet werden.
1678 gründete der englische Quäker Stephan Crisp während einer Missionsreise in Krefeld eine erste Gruppe. Diese traf sich zwei Mal wöchentlich sonntags und mittwochs.
Schon ein Jahr später, 1679, kam es zu einer ersten Beschwerde im Krefelder Kirchenrat über den englischen Quäker Roger Longworth, der in der Stadt eine Versammlung organisiert hatte. Als Reaktion wurde das Predigen von fremden Personen in der Stadt verboten. Ab Februar 1680 begann die Behörde auch gegen die Quäker in Krefeld vorzugehen. Es wurden, ohne Angabe von Gründen, mit vorgehaltener Waffe, drei erwachsene Quäker (unter ihnen Hermann Isacks op den Graeff) und ein Kind aus der Stadt vertrieben. Die Gruppe flüchtete zu einer holländischen Quäkergruppe und verfasste Flugschriften, um den Vorgang anzuprangern.
Als William Penn die Flugschrift zugespielt bekam, intervenierte er Anfang März 1680 bei Wilhelm III. von Oranien zu Gunsten der Vertriebenen. Dies hatte Erfolg und die Gruppe konnte April 1680 wieder nach Krefeld zurückkehren. Der Verfolgungsdruck gegen die Quäker blieb aber weiter bestehen und führte letztlich zur Auswanderung.
1683 wanderten daher die ersten 13 Familien auf einem Schiff mit dem Namen Concord nach Amerika aus und gründeten in Pennsylvania die Ortschaft Germantown (eigentlich Deitscheschteddel). Sie waren hauptsächlich Quäker und Mennoniten und wurden von der in Pennsylvania seitens des Gouverneurs William Penn zugesicherten Meinungs- und Religionsfreiheit angelockt.
Fünf Jahre nach ihrer Ankunft initiierten Abraham und Dirk Isacks op den Graeff, Gerrit Henderich und Franz Daniel Pastorius den ersten schriftlich überlieferten Protest gegen die Sklaverei in Amerika, die Anti-Sklaverei-Petition von Quäkern in Germantown 1688. Der Adressat war die örtliche Monatsversammlung der Quäker.
Abraham und Hermann Isacks op den Graeff waren dann um das Jahr 1691/92 in die so genannte Keith-Kontroverse als Fürsprechers für Keith involviert, wogegen ihr Bruder Dirk einer der Mitunterzeichner des Dokuments war, das Keith von der Gemeinschaft der Quäker ausschloss.
Als William Penn 1686 noch einmal das Rheinland bereiste, traf er in Krefeld auf eine Quäkergemeinschaft, die nur noch aus zwei Personen bestand. In kürzester Zeit war fast die komplette Gemeinschaft ausgewandert. Ab dem 18. Jahrhundert achteten die britischen Quäker darauf, keine Auswanderungsanreize mehr zu schaffen, um nachhaltige Gemeinschaften auf dem Festland zu etablieren. Dies hatte allerdings nur sehr bescheidenen Erfolg, denn der Verfolgungsdruck blieb weiter bestehen.
Heute ist Germantown ein Stadtteil von Philadelphia. Diese 13 Familien waren die ersten Deutschen, die als geschlossene Gruppe nach Amerika auswanderten. Die Deutsche Bundespost brachte 1983 zur 300-Jahr-Feier „Deutsche in Amerika“, die in Philadelphia und in Krefeld als „Philadelphiade“ gefeiert wurde, eine Sonderbriefmarke heraus.

### 18. Jahrhundert

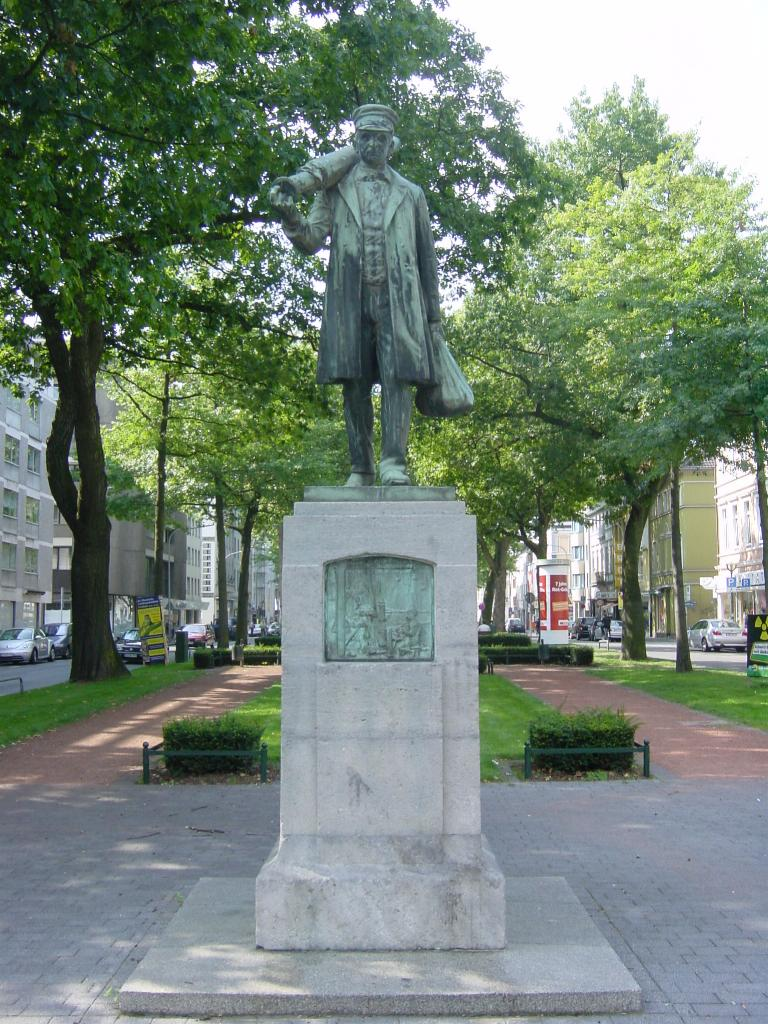
Seidenweber-Denkmal Meister-Ponzelar; Südwall, Ecke Ostwall

1702 starb Wilhelm III. von Oranien, und Krefeld fiel daraufhin an Preußen. Die beiden Brüder Friedrich und Heinrich von der Leyen verließen 1731 den elterlichen Betrieb und gründeten ein eigenes Textilunternehmen, das sich in den nächsten Jahren zu einem Unternehmen mit Weltruf entwickelte und zunehmend Einfluss auf die Verhältnisse der Stadt ausübte. Friedrich war der Repräsentant des Unternehmens, Heinrich ihr Organisator. Die beiden reichen Brüder unterstützten ihre Mennonitengemeinde, indem sie die Prediger bezahlten, ein Armenhaus stifteten und eine neue Kirchenorgel kauften. Dennoch hat der Reichtum der von der Leyens mit ihrem fürstlichen Lebensstil die einstigen Glaubensgedanken wie Frömmigkeit und Bescheidenheit verdrängt. Friedrich Wilhelm I. erkannte bei seinem Besuch in Krefeld 1738:

„Die Mennonisten sind hier keine rechten Mennonisten, sondern Bastarde, sonst aber gute Christen und biedere Leute.“

Den Von der Leyens machte er dennoch, oder gerade deshalb Zugeständnisse:

„Sie können sich auf mich verlassen, ich werde sie zu jeder Zeit protegieren, daß dero Fabrik und Handlung kein Mensch Tort tun kann.“

Die Stadt wurde im 18. Jahrhundert wieder durch mehrere Kriege in Mitleidenschaft gezogen, so durch den Spanischen Erbfolge- und den Polnischen Thronfolgekrieg. Friedrich II. erlaubte den Katholiken in Krefeld, eine eigene Kirche, die Dionysiuskirche, zu bauen. Der Grundstein wurde am 9. August 1754 bei einem schon fortgeschrittenen Bauzustand gelegt.

Denkmal der Schlacht an der Hückelsmay

Durch die „Schlacht bei Krefeld“ ging der Name der Stadt in die Kriegsgeschichte ein. Im Siebenjährigen Krieg trafen am 23. Juni 1758 preußische Truppen unter dem Kommando des Prinzen Ferdinand von Braunschweig und ein französisches Heer unter der Führung des Grafen von Clermont am südlichen Stadtrand zusammen. Trotz ihrer Übermacht wurden die Franzosen besiegt – ein Gedenkstein am einstigen Schlachtfeld, der Hückelsmay, erinnert an die über 2.800 Gefallenen, die dort begraben liegen. Friedrich II. besuchte zweimal die Stadt Krefeld: 1751 und 1763. Bei seinem zweiten Besuch verlieh er der Familie von der Leyen Monopolrechte für die Seidenproduktion, so dass aufkommende Konkurrenten gezwungen waren, in das benachbarte Herzogtum Jülich-Berg beziehungsweise das Kurfürstentum Köln abzuwandern. An die 4.000 Bürger arbeiteten bereits für die Von der Leyens, das war etwa die Hälfte aller arbeitsfähigen Einwohner der Stadt. 80 Prozent der produzierten Waren gingen in den Export bis nach Amerika und Russland. Das exklusive, erlesene Portfolio umfasste Seiden- und Samtbänder, Paramente, Borten, Hals- und Taschentücher und Seidenstrümpfe sowie Tuchware. Um 1768 liefen allein für die beiden Brüder von der Leyen über 700 Webstühle. Der zweitgrößte Krefelder Seidenfabrikant, das Unternehmen Floh, besaß etwa 100 Seidenwebstühle. Die Webstühle waren stets Eigentum des jeweiligen Fabrikanten und wurden an die angestellten Weber lediglich ausgeliehen. Gewebt wurde meist in Heimarbeit. 1781 vermerkte Friedrich II., König von Preußen:

„Crefeld und die dasigen Manufacturen sehe ich als ein Kleinod an, von welchem die Werber wegbleiben müssen; zeigt Mir daher nur die Regimenter näher an, welche sich dergleichen Exzesse zu Schulden kommen lassen. Ich werde ihnen schon den Weg zur Stadt und ihren Manufacturen zu versperren wissen. Auswärts mögen sie werben, soviel sie wollen, von dergleichen nützlichen Fabriquen sollen sie aber durchaus wegbleiben.“

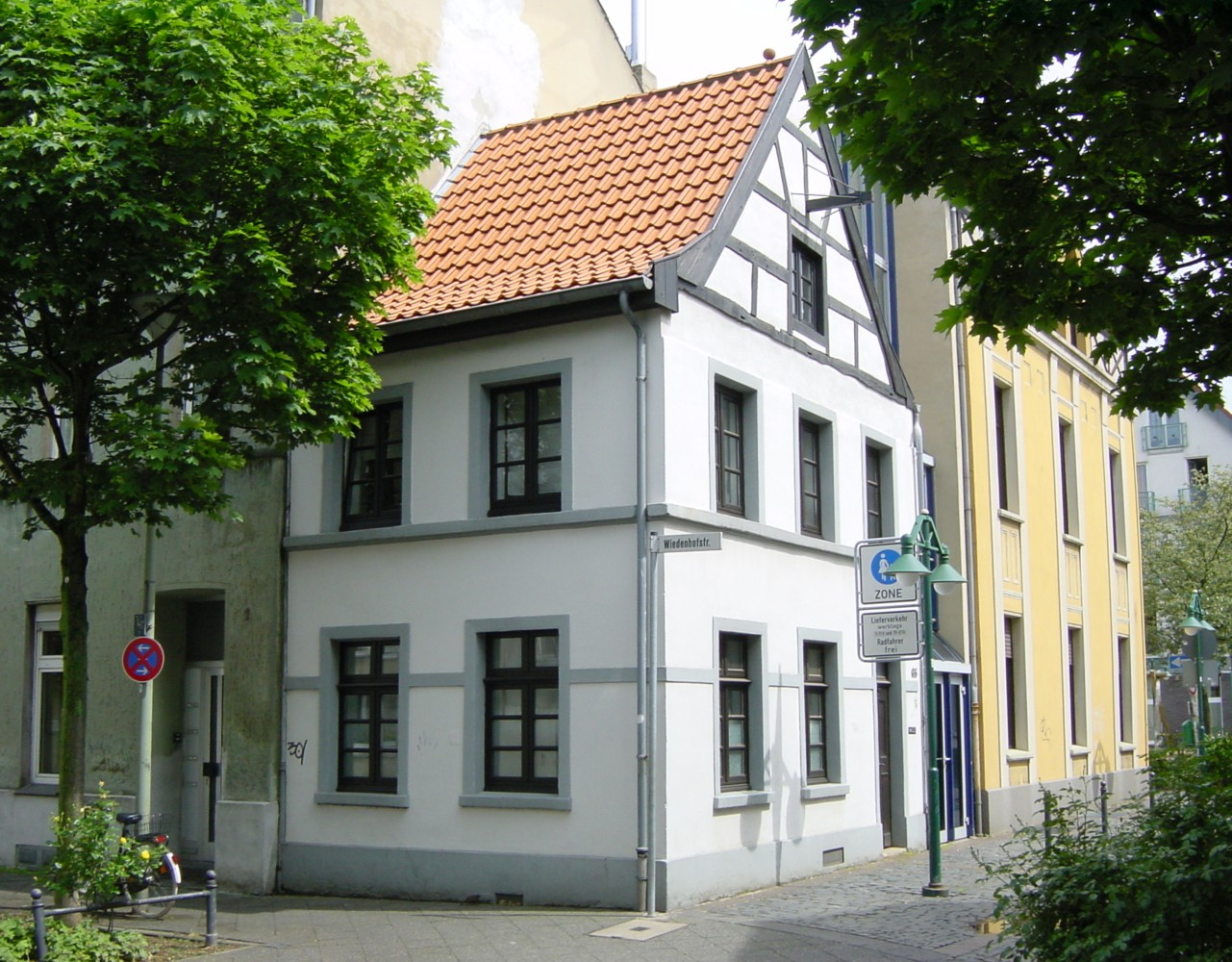
Die Seidenweberhäuser waren Wohnort und Arbeitsplatz zugleich

Weil damit Rekrutierungen untersagt waren, konnte in Krefeld auch in Kriegszeiten mit nahezu gleicher Quantität in hoher Qualität gefertigt werden. Zudem verfügte man in Krefeld durch diese Protektion über die höchste Dichte an Webermeistern, die ebensolche meisterliche Arbeiten ablieferten. Krefeld gehörte im 18. Jahrhundert neben Lyon und Zürich zu den Zentren der europäischen Seidenindustrie. Diese Situation machte die Stadt sehr wohlhabend, und sie bekam ihren noch heute gültigen Beinamen „Samt- und Seidenstadt“. An die vielen Weber erinnert heute am Südwall Ecke Ostwall das Seidenweberdenkmal, die Statue eines Seidenwebers mit geschulterter Tuchrolle, von den Krefeldern Meister Ponzelar genannt. Auf dem Bild unter der Statue, im Sockel eingelassen, ist ein für damals typisches Weberhaus dargestellt. Gewebt wurde in Heimarbeit in einer eigens dafür mit einer Webmaschine eingerichteten Webstube. Einige dieser typischen Häuser haben die Bombardierungen im Zweiten Weltkrieg und mehrere Stadtmodernisierungen überstanden und stehen heute unter Denkmalschutz.
1794 betrug das Betriebsvermögen der Von der Leyens enorme 1.280.000 Taler. Ein Webergeselle verdiente zu der Zeit im Monat etwa 10 Taler, ein Seidenweber das Doppelte, Bandweber bis zu 30 Taler. Eine einfache Wohnung kostete 1 Taler Miete pro Monat. Für einen Webstuhl musste man 80 Taler bezahlen. Ein Taler von 1770 hatte eine Kaufkraft von etwa heutigen 25 Euro. Der Wohlstand lockte auch Ganoven und Banditen an. Oft wurden die frommen und gutgläubigen Mennoniten zu ihren Opfern. Räuberbanden zogen um Krefeld umher und verbreiteten Angst und Schrecken. Die „Krefelder Bande“ war eine von vielen. Der Grefrather Mathias Weber, ob seiner Art des Kampfes bekannt als „der Fetzer“, war wohl das prominenteste und gefürchtetste Mitglied dieser Gruppe.
In den Koalitionskriegen wurde Krefeld erstmals am 16. November 1792 durch die französischen Revolutionstruppen unter General La Marliére besetzt. Eine Kriegskontribution in Höhe von 300.000 holländischen Gulden konnte die Stadt Krefeld nicht aufbringen. Zur Sicherung dieser Forderung wurden die Vertreter der wohlhabendsten Krefelder Familien als Geiseln genommen. Erst Ende Januar 1793 konnte die Forderung beglichen werden. Im Zuge des Herbstfeldzuges von 1794 wurde Krefeld wie das übrige linksrheinische Territorium französisch besetzt, dann annektiert und 1798 zum Verwaltungssitz eines Arrondissements des Département de la Roer bestimmt. 1801 wurde das Département mit dem Arrondissement de Crévelt französisches Staatsgebiet. Die Stadt wurde eine Mairie und ein Kanton nach französischem Vorbild. Im Jahr 1802 wurde die Gewerbefreiheit nach französischem Recht eingeführt. In dieser Zeit wurde auch gezielt Jagd auf die umherstreunenden Banditen und Räuber gemacht. Mit den meisten wurde kurzer Prozess gemacht. So endete 1803 auch das Leben von Matthias Weber auf einer Guillotine in Köln.

### 19. Jahrhundert

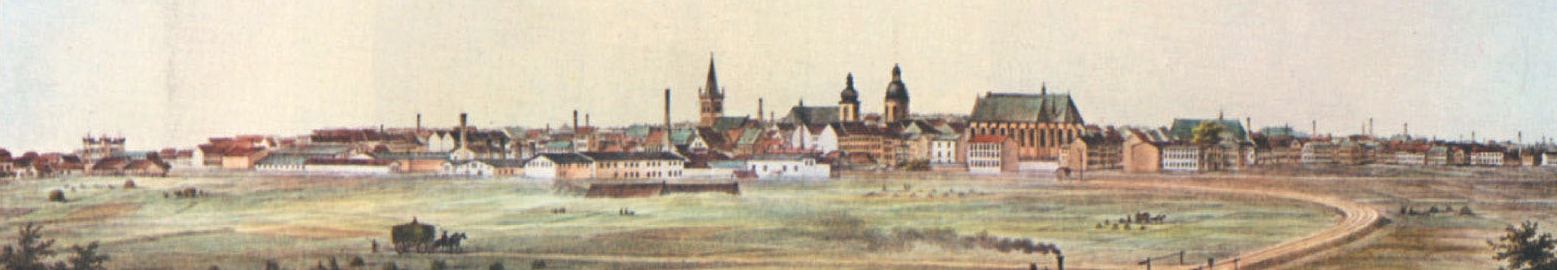
Krefeld 1856; Blickrichtung von Süd-Osten. Viereckiger Bau mit vier Türmchen ganz links: Hauptbahnhof. Kirchturm Mitte links: Alte Kirche. Kirchturm Mitte: Dionysiuskirche. Turm Mitte rechts: Synagoge. Großes Kirchenschiff Mitte rechts: Stephanskirche

Die Gedanken der Revolution fanden Zustimmung bei vielen Bürgern, die auch Napoleon Bonaparte 1804 bei seinem Besuch in der Stadt zujubelten. Aus den Aufzeichnungen der Familie von Beckerath geht zum Besuch Napoleons in Krefeld folgendes hervor:

„Bonaparte wurde auf dem Felde bei Königshof empfangen. Der Kaiser hatte einen gelblichen Teint, graue Augen, dunkles Haar und seine Züge waren nicht unangenehm. Nachdem der Maire von der Leyen seine Rede abgelesen hatte, nickte er freundlich mit dem Kopf, sah auf seine Uhr und befahl fortzufahren. Er war kaum in der Stadt, so sahen wir ihn mit dem Maire Arm in Arm gehen. Nachdem Bonaparte die Fabriken besehen, ließ er den Gemeinderat zusammenkommen und fragte unter anderem, wie viele Millionäre denn in Crefeld seien.“

Die Franzosenzeit endete am 14. Januar 1814. Von nun an war Krefeld wieder preußisch. 1816 wurde Krefeld Sitz des Kreises Krefeld. Aus der Mairie Krefeld der Franzosenzeit wurde die preußische Bürgermeisterei Krefeld.
Im November 1828 kam es zu einem Aufstand der Seidenweber, dabei rebellierten etwa 2000 Krefelder Seidenweber gegen ihre schlechte Bezahlung und die Absicht der Seidenbarone, ihre Löhne um 15 % zu kürzen. Im Zuge des Aufstandes wurden die Häuser mehrerer Seidenbarone aufgesucht und die Fensterscheiben der Familie von der Leyen mit Steinen eingeworfen. Die „Seidenbarone“ von der Leyen zählten damals zum wichtigsten Textilunternehmen in der Seiden-Metropole Krefeld. Das 2. Westfälische Husaren-Regiment Nr. 11 wurde eingesetzt, um die Seidenweber niederzuschlagen. Karl Marx bezeichnete den Krefelder Seidenweberaufstand als den „ersten Arbeiteraufstand der deutschen Geschichte“.

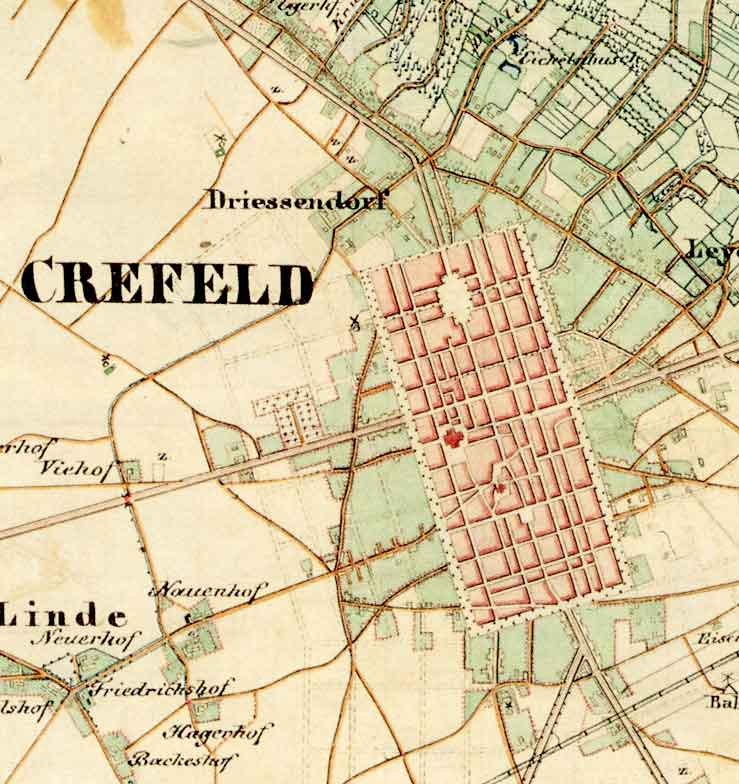
Historische Stadtkarte von 1842

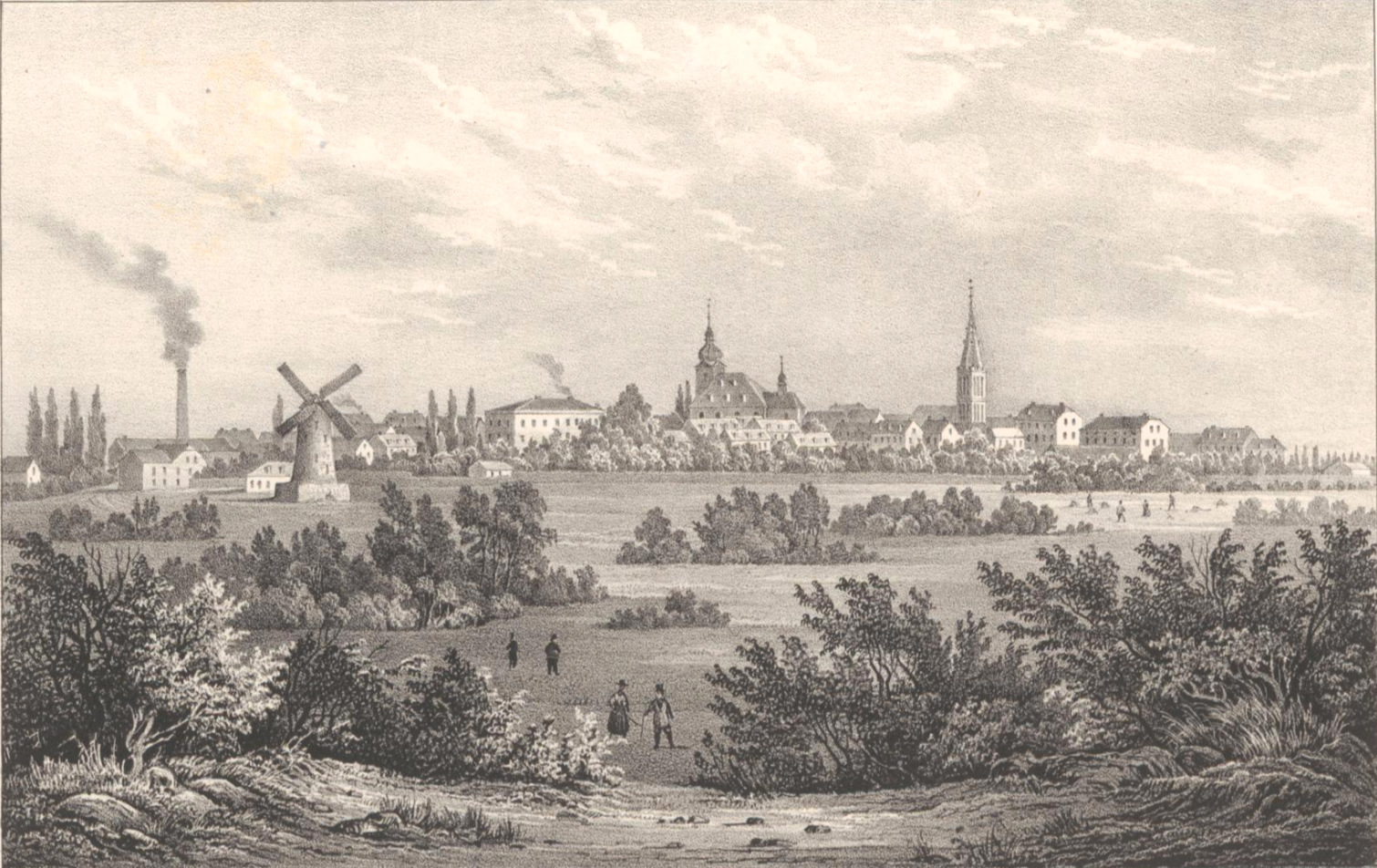
Crefeld um 1842, Lithographie von Heinrich Wilhelm Teichgräber

1815 wurde der Baumeister und Architekt Adolph von Vagedes mit einem Stadterweiterungsplan beauftragt. Die alten Stadtmauern grenzten die wachsende Stadt zu sehr ein, und neue Bauvorhaben außerhalb der Mauern fanden nahezu planlos statt. 1817 legte Vagedes dem Stadtrat erste Pläne vor, die bis 1819 genehmigt wurden. Der ursprüngliche Plan sah einen Grundriss in Form eines Griechischen Kreuzes mit vier gleich langen Seiten vor. Dieses Vorhaben wurde jedoch wieder verworfen. Stattdessen entstanden die noch heute das Stadtbild prägenden Boulevards (Nord-, West-, Süd-, Ostwall) in Form eines Rechteckes.
Die vier Wälle liegen um einiges außerhalb der ehemaligen Stadtbefestigung, nicht an deren Stelle. Vagedes’ Plan griff die klassizistische Prägung der Stadt auf und ließ Neubauten im gleichen Stil errichten. Die Bepflanzung der vier Wälle wurde vermutlich zwischen 1838 und 1840 von Maximilian Friedrich Weyhe und seinem jüngeren Sohn Wilhelm August gestaltet. Weitere Gestaltungen seines älteren Sohnes Joseph Clemens Weyhe sind belegt.
Der nicht in Vagedes’ Plan berücksichtigte Bau des Bahnhofes um 1849 machte eine Verlängerung des Ostwalls erforderlich, dessen stilistische Integration in das bestehende Stadtbild ebenfalls von Joseph Clemens Weyhe geplant wurde. Die heute 150 Jahre alten Bäume auf den vier Wällen gehen noch auf diese Zeit zurück.
1843 wurde Krefeld nach Plänen von Franz Anton Umpfenbach bis zu den heutigen Ringstraßen erweitert. Die Märzrevolution von 1848 war auch in Krefeld spürbar. Im Januar 1849 gab es bei Straßenkämpfen ein Todesopfer.
Der Bankier und liberale Politiker Hermann von Beckerath vertrat seine Heimatstadt in der Frankfurter Nationalversammlung, war 1848/1849 Reichsfinanzminister und Mitglied des Verfassungsausschusses.
Das technische Zeitalter begann in Krefeld 1849 mit der Eröffnung der Eisenbahn von Aachen nach Oberhausen durch die Bergisch-Märkische Eisenbahn-Gesellschaft. Die Textilindustrie machte Krefeld ab Mitte des 19. Jahrhunderts zu einer der wohlhabendsten deutschen Städte.
1863 kam es zu einem Eklat beim Besuch von König Wilhelm I. Außer den Mitgliedern des Preußenvereins verweigerten die meisten Krefelder dem König die üblichen Ehrenbezeugungen und blieben zu Hause. Als ihm 1870 ein Denkmal gesetzt werden sollte, verlangte Wilhelm, der die Beleidigung nicht vergessen hatte, es müsse der Stadt den Rücken zukehren. Der Sockel dieses Denkmals ist noch heute im Krefelder Stadtgarten zu sehen. Die Statue selber wurde im Zweiten Weltkrieg für die Rüstung eingeschmolzen. Am 17. Juni 1894 starb der Luftfahrtpionier Hermann Lattemann in Krefeld bei einem fatalen Experiment, als er seinen Ballon zum Fallschirm umwandeln wollte.
Mit Wirkung zum 23. November 1872 schied die Stadt Krefeld aus dem Landkreis Krefeld aus und bildete einen eigenen Stadtkreis. Nach offiziellen Verlautbarungen wurde am 26. Dezember 1897 der Name Crefeld in Krefeld geändert. Das wurde aber schon am 8. November 1900 wieder rückgängig gemacht. Die endgültige und bis heute gültige Schreibweise mit „K“ wurde am 25. November 1925 durch die Bezirksregierung Düsseldorf angeordnet.

### 20. Jahrhundert

Kaiser Wilhelm II. zieht mit dem 11. westf. Husarenregiment in Krefeld ein

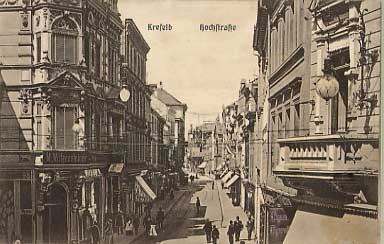
Postkarte von 1908 zeigt die Hochstraße wahrscheinlich Ecke Schwanenmarkt

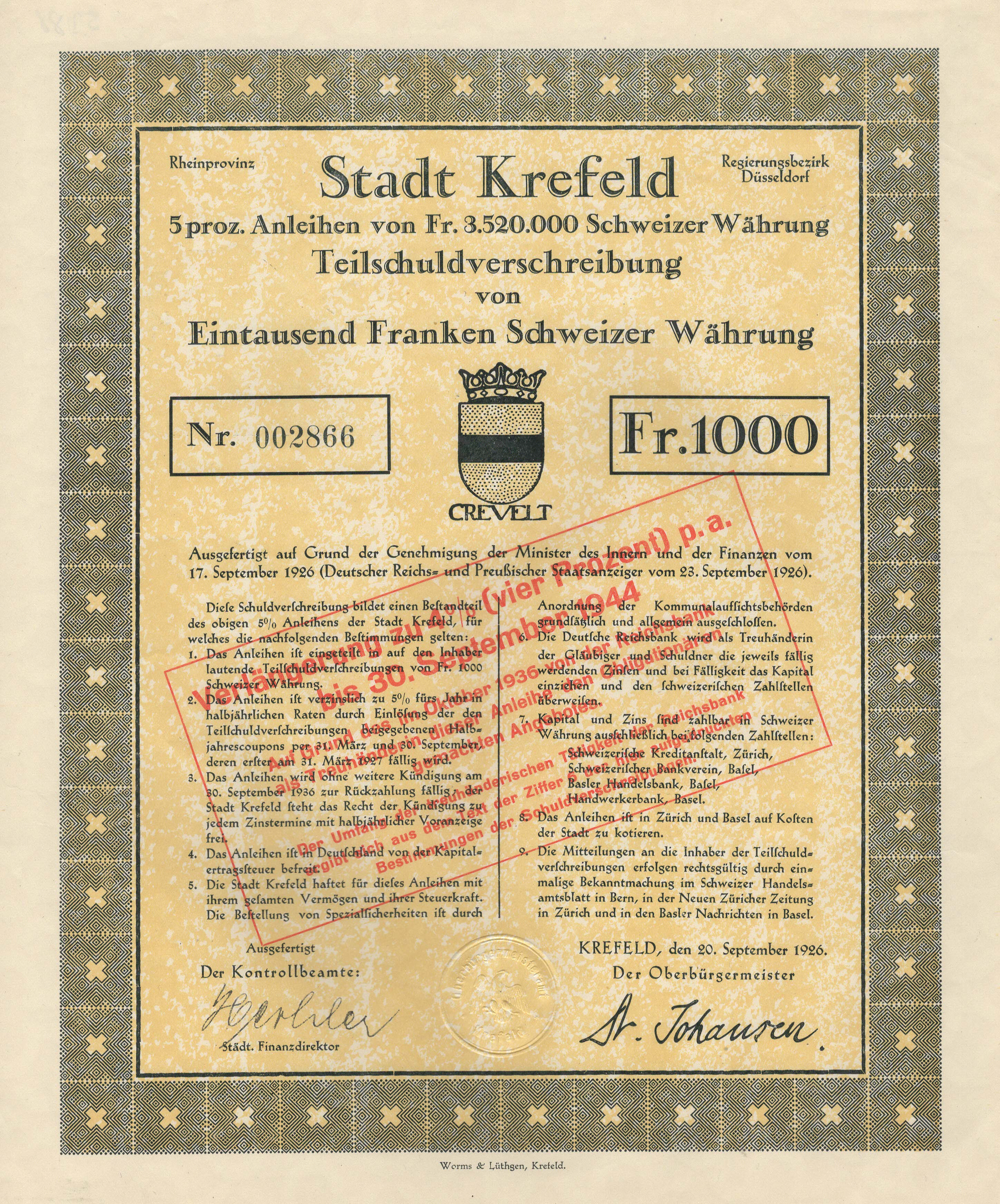
Anleihe über 1000 Franken der Stadt Krefeld vom 20. September 1926

Am 9. Juni 1902 wurde Gustav Mahlers 3. Sinfonie in Krefeld unter Mahlers Dirigat uraufgeführt. Elf Tage später jubelten die Krefelder Kaiser Wilhelm II. zu.
1914 zogen auch Krefelder in den Ersten Weltkrieg, 2344 Männer fielen. Mit einem Standbild des Eisernen Georg erhielt Krefeld 1915 ein eigenes Kriegswahrzeichen. Kriegsbewirtschaftung und Rationierungen prägten die Industrie und das Alltagsleben. Nach Kriegsende wurde Krefeld am 6. Dezember 1918 von belgischen Truppen besetzt (bis 31. Januar 1926 – siehe Alliierte Rheinlandbesetzung). Anfangs waren 7.500, später bis zu 6.000 Soldaten in Krefeld stationiert. Von 1918 bis 1921 waren dafür über 1.220 Quadratmeter in Privathäusern beschlagnahmt, von 1923 bis 1924 etwa 900. 1921 baute man im seitdem sogenannten „belgischen Viertel“ die ersten Wohnhäuser für Offiziere. Die belgische Verwaltung zensierte die Tageszeitungen und kappte Verbindungen zum anderen Rheinufer.
Am 23. Oktober 1923 stürmten rheinische Separatisten das Krefelder Rathaus. Es gab mehrere Todesopfer. Da es die Separatisten nicht schafften, die öffentliche Gewalt nachhaltig auszuüben, endete ihre Herrschaft nach zwei Wochen wieder.
1901 wurde die Gemeinde Linn nach Krefeld eingemeindet, 1907 die Stadt um Bockum, Oppum und Verberg erweitert. Erst mit der Eingemeindung Oppums entstand eine direkte Verbindung zum Linner Rheinhafen. 1929 kamen Fischeln, Gellep-Stratum, Traar und andere Gemeinden zu Krefeld. Hohenbudberg und ein Teil von Kaldenhausen (Hagschinkel) wurden nach Uerdingen eingegliedert. Der Restkreis wurde in Landkreis Kempen-Krefeld umbenannt. Krefeld und Uerdingen vereinigten sich unter Krefeld-Uerdingen am Rhein zu einer dreigliedrigen Körperschaft, die 1940 abgeschafft wurde; die Stadt wurde in Krefeld umbenannt.
Am 9. November 1938 (Novemberpogrome) wurden auch in Krefeld die Synagogen niedergebrannt und Geschäfte jüdischer Kaufleute zerstört und/oder geplündert. Im Zweiten Weltkrieg führte die Britische Luftwaffe ab Mai 1940 Luftangriffe auf Krefeld durch. In Krefeld wurden daraufhin als Schutzmaßnahme („Führer-Sofortprogramm“) 45 Bunker (meist Hochbunker) errichtet. In der Nacht vom 2. auf den 3. Oktober 1942 starben 38 Menschen beim ersten größeren Luftangriff auf die Stadt. In der Nacht vom 21. auf den 22. Juni 1943 wurden bei einem schweren britischen Luftangriff (1033,5 Tonnen Sprengbomben und 1041,9 Tonnen Brandbomben) im Rahmen der morale-bombing-Strategie große Teile des Krefelder Ostens getroffen. Die Innenstadt wurde durch einen von Brandbomben verursachten Feuersturm erheblich zerstört. 1036 Krefelder starben, über 9000 wurden verletzt. Der große Hauptbahnhof blieb unversehrt. Zu noch größeren Zerstörungen kam es nicht, weil ein Teil der Bomben über dem Hülser Bruch und Kempener Feld auf kaum bebautes Gelände abgeworfen wurde, vermutlich aufgrund falsch gesetzter Leitfeuer.
Am 31. Dezember 1944, 11. Januar und 24. Januar 1945 griffen westalliierte Bomber Bahnlinien an. Bei den Angriffen starben 441 Menschen. Ein Luftangriff auf Krefeld am 28./29. Januar 1945 forderte etwa 650 Tote und Vermisste. Von den 172.000 Einwohnern zu Kriegsbeginn lebten im Februar 1945 noch 125.000 in der Stadt. Am 2. März 1945 marschierten im Verlauf der Operation Grenade US-Truppen in Krefeld ein. Die Eroberung der Krefeld-Uerdinger Brücke über den Rhein misslang, weil die Wehrmacht sie am 4. März sprengte. Henry Kissinger, der spätere US-Außenminister, der im Nachrichtendienst der 84. Infanteriedivision diente, wurde damit beauftragt, eine zivile Interimsverwaltung zu organisieren. Bei Kriegsende waren über 70 Prozent der Industrieanlagen, 36 Prozent der Verkehrsanlagen und ein Drittel der Wohnbebauung zerstört. 2.048 Einwohner waren bei Luftangriffen ums Leben gekommen, weitere 4.511 außerhalb der Stadt.

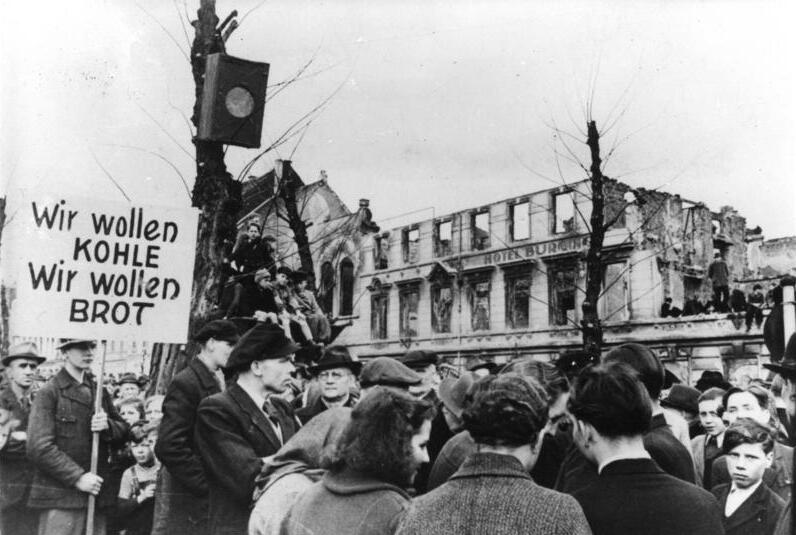
Protestkundgebung auf dem Karlsplatz am 31. März 1947

Im Juni 1945 lösten britische Besatzungstruppen die US-Truppen ab. Fortan gehörte Krefeld zur Britischen Besatzungszone. Nach Kriegsende sollten die Krefelder Stahlwerke ursprünglich demontiert werden. Dies wurde abgewendet.
In den 1950er Jahren erlebten die Stahlwerke einen Aufschwung. Mehrere Stahlkrisen bis in die 1990er Jahre führten in den Niedergang, ebenso wie die Textilindustrie, die nur bis etwa 1955 wieder aufblühte.
1975 wurde im Rahmen der Gebietsreform in Nordrhein-Westfalen das nordwestlich gelegene Hüls von Krefeld eingemeindet.
Am 16. November 1980 wurde in Krefeld auf einer Konferenz der Friedensbewegung (unter anderem mit Petra Kelly und Gert Bastian) der „Krefelder Appell“ gegen den NATO-Doppelbeschluss formuliert. Am 25. Juni 1983 demonstrierten bei einem Staatsbesuch von George H. W. Bush, damals US-Vizepräsident, anlässlich der Philadelphiade in Krefeld über 20.000 Menschen. Dabei kam es zu schweren Auseinandersetzungen zwischen militanten Demonstranten und der Polizei. Ein V-Mann des Verfassungsschutz Berlin beteiligte sich an den Ausschreitungen.

### Stadterweiterungen

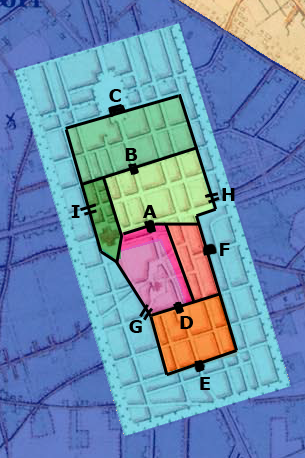
Wachstum bis 1843
Ursiedlung
nach der Stadterhebung 1373
1. Stadterweiterung 1693
2. Stadterweiterung 1711
3. Stadterweiterung 1738
4. Stadterweiterung 1752
5. Stadterweiterung 1766
6. Stadterweiterung 1819
7. Stadterweiterung 1843

#### Vorindustriell
|         | Tore und Pforten der Stadterweiterungen bis 1766 |
| ------- | ------------------------------------------------ |
| A, B, C | Niedertor (Hülser Tor)                           |
| D, E    | Obertor (Fischelner Tor)                         |
| F       | Neues Tor (Linner Tor)                           |
| G       | Bröcksken (Brücke über den Stadtgraben)          |
| H       | Pforte nach Cracau                               |
| I       | Westtor (Pforte nach St. Tönis)                  |

#### Im 20. Jahrhundert
| Jahr               | eingemeindete Gebiete |
| ------------------ | --- |
| 10. April 1901     | Linn (vom Kreis Krefeld) |
| 19. September 1907 | Bockum, Verberg und Oppum (alle von der Bürgermeisterei Bockum im Landkreis Krefeld) |
| 1. August 1929     | Fischeln, Traar (beide vom Landkreis Krefeld), Gellep-Stratum (vom Amt Lank im Landkreis Krefeld), Forstwald (vom Amt Vorst im Landkreis Krefeld), Benrad und Hülserberg (vom Amt Hüls im Kreis Kempen) an Krefeld; Hohenbudberg und Hagschinkel als südlicher Teil Kaldenhausens (von der Bürgermeisterei Friemersheim) an Uerdingen; zugleich aus Krefeld und Uerdingen, als selbständige Stadtteile der Stadt Krefeld-Uerdingen am Rhein |
| 1. Januar 1975     | Hüls (von der Stadt Kempen im Kreis Kempen-Krefeld) |

## Bevölkerung

### Demografie

Einwohnerentwicklung Krefelds 1604–2017

1861 hatte die Stadt mehr als 50.000 Einwohner. Im November 1887 überschritt die Einwohnerzahl die Marke von 100.000, wodurch Krefeld zur Großstadt wurde. Bis 1957 verdoppelte sich diese Zahl. Im Jahre 1994 erreichte die Bevölkerungszahl mit rund 250.000 ihren historischen Höchststand. Ende 2018 lebten in Krefeld 227.020 Menschen. Davon waren 116.275 (51,2 %) weiblich.
Im Jahr 2018 gab es in Krefeld 2.033 Geburten und 2.805 Sterbefälle, wodurch sich ein negatives Geburtensaldo von −3,3 pro 1000 Einwohner ergibt. Dieses wurde jedoch durch ein positives Wanderungssaldo von +5,9 pro 1000 Einwohner mehr als ausgeglichen.
Die Bevölkerungsdichte betrug im Jahr 2018 1698 Einwohner pro km². Der Ausländeranteil belief sich im selben Jahr auf 17,1 %. 35,9 % der Bevölkerung hatten einen Migrationshintergrund. Von den etwa 84.000 sozialversicherungspflichtig beschäftigten Arbeitnehmern sind etwa 30 % im verarbeitenden Gewerbe angestellt, nur 0,5 % in der Landwirtschaft. 17,5 % der Krefelder sind unter 18 Jahren, 62,5 % zwischen 18 und 65 Jahre und 20 % über 65 Jahre alt.

### Religionen

#### Konfessionsstatistik
Laut dem Zensus 2011 waren 43,1 % der Einwohner römisch-katholisch, 20,3 % evangelisch, und 36,7 % waren konfessionslos, gehörten einer anderen Glaubensgemeinschaft an oder machten keine Angabe. Am Stichtag 31. Dezember 2023 waren nach Recherchen der Forschungsgruppe Weltanschauungen in Deutschland 32,8 % (77.319) der Einwohner der Stadt römisch-katholisch, 14,6 % (34.110) evangelisch und 52,6 % (123.835) waren konfessionsfrei oder gehörten einer sonstigen Glaubensgemeinschaft an.
Die Statistik des Bistums Aachen wies für 2024 einen Rückgang von 1,89 Prozentpunkte (Katholiken je 100 Einwohner) aus.
Nach einer Berechnung aus den Zensuszahlen für die Personen mit Migrationshintergrund lag der Bevölkerungsanteil der Muslime in Krefeld 2011 bei 7,7 % (rund 17.200 Personen).
Die Union der Türkischen und Islamischen Verbände umfasste Anfang 2023 fast 9 % (rund 20.000 Muslime) der Gesamtbevölkerung.

#### Christen

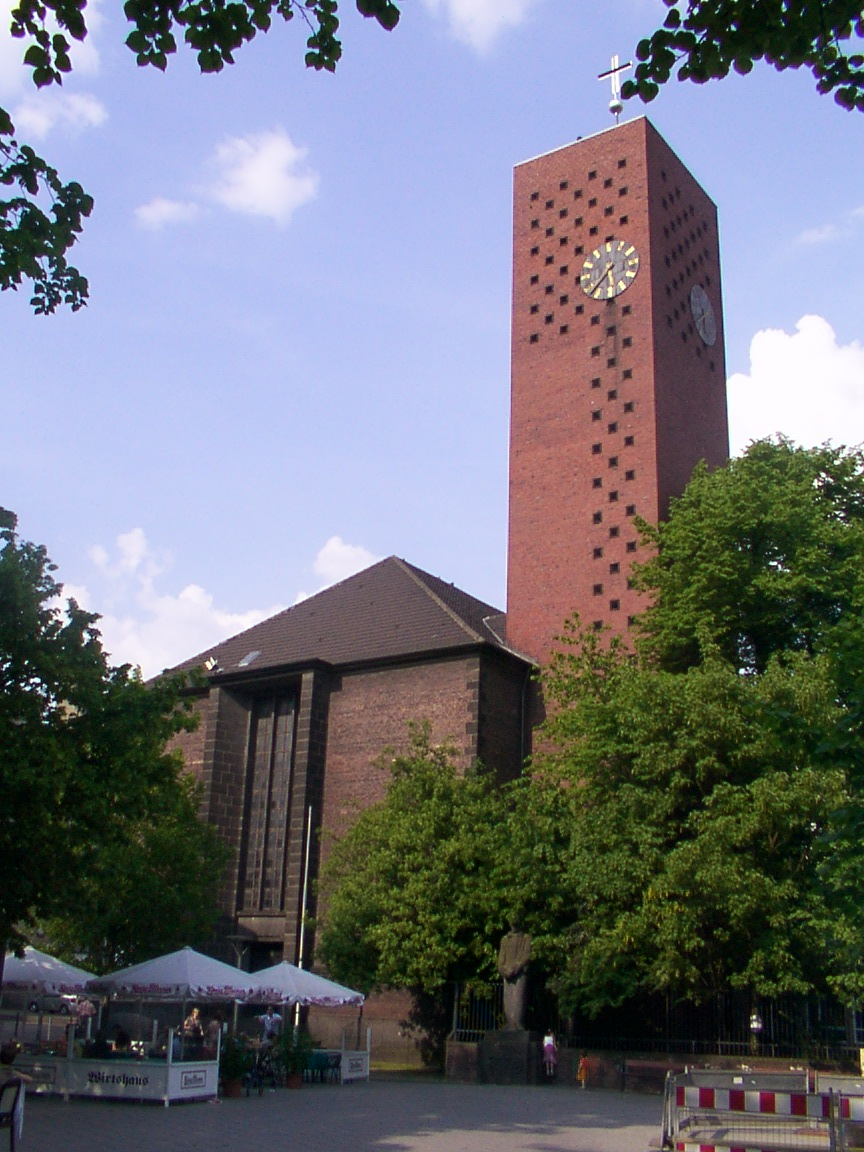
Evangelische Kirche Alt-Krefeld

Krefeld gehörte anfänglich zum Erzbistum Köln und war dem Archidiakonat des Domdekans beziehungsweise dem Dekanat Neuss unterstellt. 1561 führten die Grafen von Moers in Krefeld die Reformation ein. Durch die Verpfändung Krefelds an die Oranier galt in Krefeld eine begrenzte Religionsfreiheit, die sich auf das private religiöse Leben beschränkte. Das Kloster Johannes Baptista wurde von den Katholiken weiter genutzt. Taufen, Hochzeiten und Beerdigungen waren jedoch dem reformierten Pfarrer vorbehalten. Diese wenn auch eingeschränkte Religionsfreiheit führte viele aus religiösen Gründen verfolgte Menschen aller Konfessionen in die Stadt. Eine besonders starke Gruppe bildeten die Mennoniten, die schon im Jahre 1693 eine eigene Kirche bauen konnten. Erst unter Preußen durften ab 1744 die Katholiken wieder selber Taufen, Hochzeiten und Begräbnisse vornehmen. 1748 bauten die Lutheraner ihre eigene Kirche. 1755 wurde die katholische Dionysiuskirche fertiggestellt.

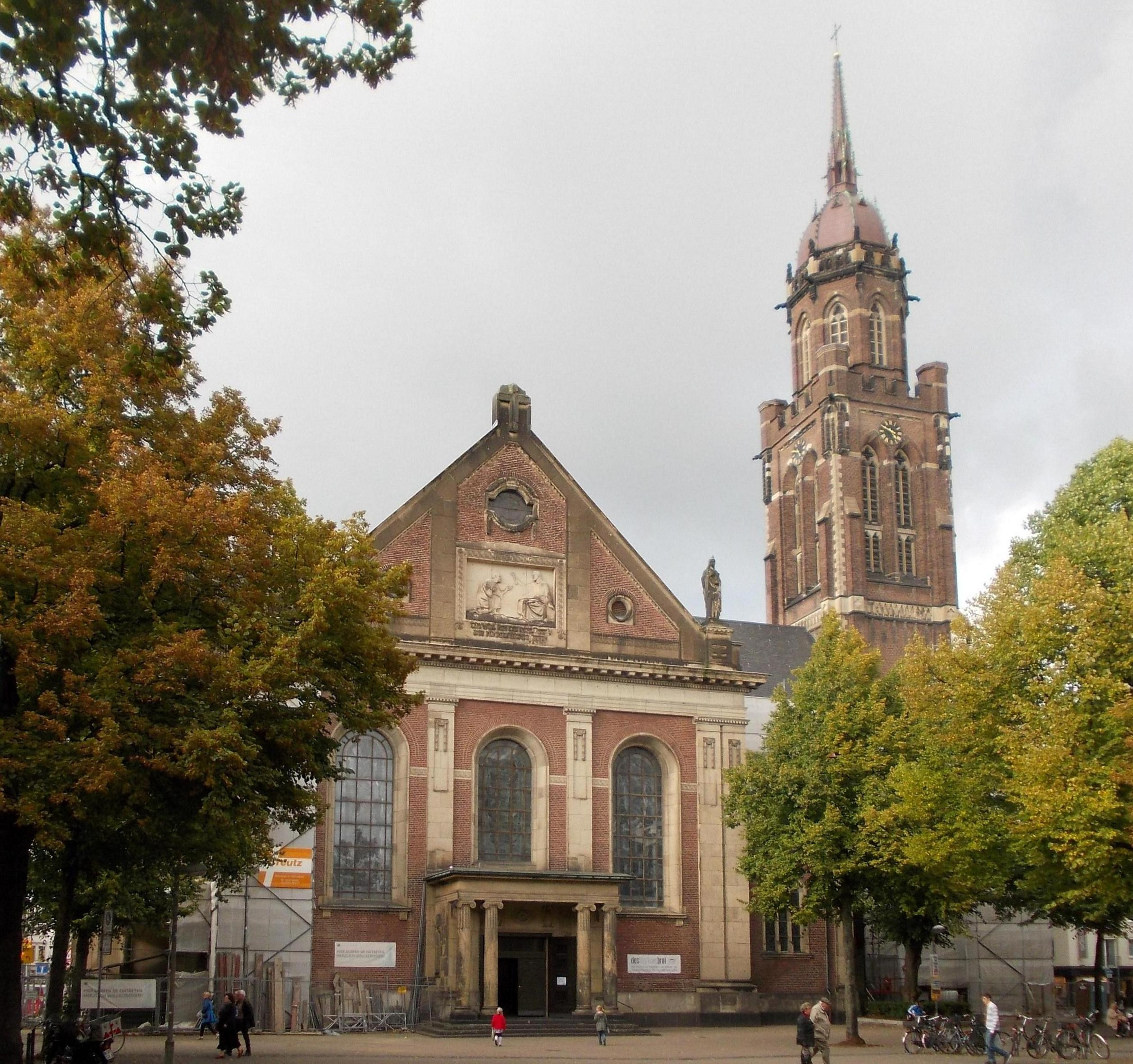
Die katholische Hauptpfarrkirche Krefelds, St. Dionysius

Obwohl die Bevölkerung immer mehrheitlich katholisch war, dominierten die Reformierten die Stadt. Alle öffentlichen Ämter bis hinab zum Nachtwächter wurden von Reformierten bekleidet. Ein Spruch in der Stadt lautete: Die Mennoniten haben das Geld, die Reformierten das Sagen und die Katholiken die Arbeit. Anders war es in Uerdingen. Durch die Zugehörigkeit zum Erzbistum Köln blieb die Stadt katholisch. Alle katholischen Pfarrgemeinden unterstanden bis zur Säkularisation 1802 dem Erzbistum Köln. Nach dessen Auflösung kamen die Gemeinden zum kurzlebigen Bistum Aachen, das 1821/1825 wieder aufgehoben wurde und 1821 erneut zum wieder errichteten Erzbistum Köln kamen. Die ehemalige Herrlichkeit Hüls und Benrad wurden dem Bistum Münster zugeteilt.
Krefeld wurde Sitz eines Dekanats. 1930 wurden alle Pfarrgemeinden der Stadt dem neu errichteten Bistum Aachen zugeordnet. Heute gehören sie zu den Dekanaten Mitte, Ost, Bockum/Oppum, West, Süd und Nordwest innerhalb der „Region Krefeld“, zu der weitere Gebiete außerhalb Krefelds gehören. Hauptkirche der Stadt Krefeld ist die Pfarrkirche St. Dionysius.
Mit dem Übergang an Preußen gehörten die protestantischen Gemeinden Krefelds zur rheinischen Provinzialkirche der Evangelischen Kirche in Preußen. 1947 wurde die Kirchenprovinz als Evangelische Kirche im Rheinland selbständige Landeskirche. 1959 wurde der Kirchenkreis Krefeld (heute Kirchenkreis Krefeld-Viersen) aus dem Kirchenkreis Gladbach herausgetrennt. Die Kirchengemeinden wurden aufgeteilt, und neue Kirchengemeinden entstanden. Der heutige Kirchenkreis Krefeld-Viersen umfasst auch viele Gemeinden außerhalb der Stadt Krefeld.

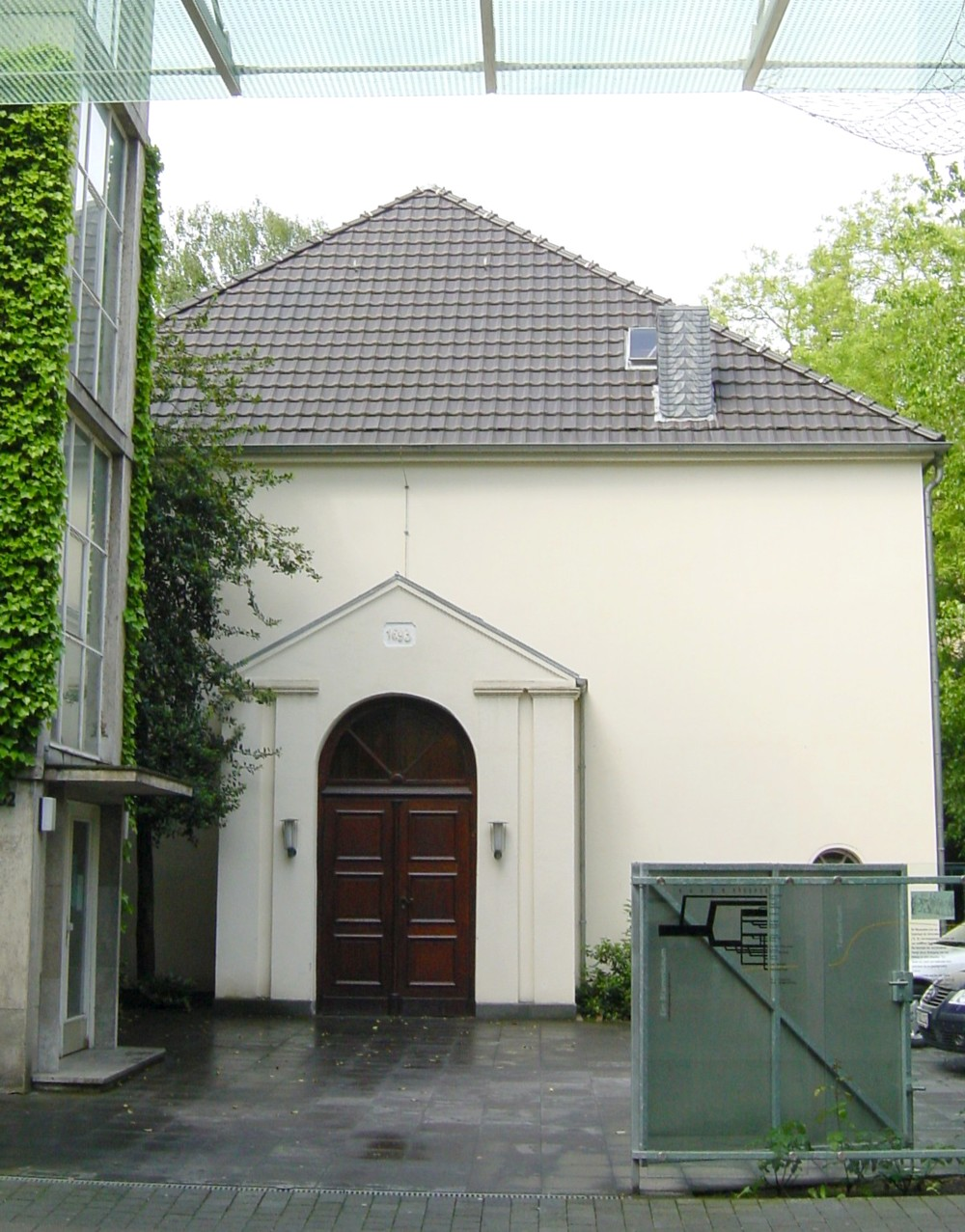
Die Mennoniten-Kirche an der Königstraße

Neben der Mennonitengemeinde gibt es in Krefeld weitere Freikirchen, darunter eine Gemeinde der Siebenten-Tags-Adventisten, eine Gemeinde der Apostolischen Gemeinschaft, eine Evangelisch-Freikirchliche Gemeinde (Baptisten), eine Freie evangelische Gemeinde und die Heilsarmee. Sie sind – zusammen mit der römisch-katholischen Kirche und den evangelischen Kirchen – Mitglieder der Arbeitsgemeinschaft Christlicher Kirchen (ACK), wie ebenso die Alt-Katholische Pfarrgemeinde, die griechisch-orthodoxe Heilig Geist Kirchengemeinde und die russisch-orthodoxe St. Barbara Kirchengemeinde. Daneben sind auch die Christengemeinschaft und die Neuapostolische Kirche in Krefeld ansässig.

#### Juden
Nach der Ordnung der jüdischen Gemeinden aus der napoleonischen Zeit befand sich in Krefeld die bedeutendste jüdische Gemeinde des Rur-Departements. Das Konsistorium, die Verwaltung aller Gemeinden des Départements, war in Krefeld ansässig. Der Krefelder Rabbiner war als Oberrabbiner zuständig für ein weites Gebiet von Kleve im Norden bis Köln im Süden. Die jüdische Gemeinde hatte in Krefeld auch deshalb eine besondere Stellung, weil sie nicht die einzige Minderheit in der Stadt darstellte.
Zu Beginn der 1930er Jahre lebten in Krefeld einschließlich des später eingemeindeten Ortsteils Hüls etwa 1600 Juden, rund ein Prozent der Bevölkerung. Die Tendenz war eher abnehmend, da die jüngeren Leute in größere Städte, besonders nach Berlin, abwanderten. In Krefeld-Mitte, Fischeln, Hüls, Linn und Uerdingen gab es Synagogen bzw. Bethäuser. Es gab und gibt einen jüdischen Friedhof. Erfolgreiche Kaufleute und Akademiker jüdischer Herkunft waren gesellschaftlich weitgehend akzeptiert, besonders wenn die Familien seit mehreren Generationen in Krefeld lebten. Trotzdem kam es auch in Krefeld seit Mitte der 1920er Jahre zu antisemitischen Übergriffen, die im Novemberpogrom 1938 gipfelten. Bis 1939 war die Hälfte der Krefelder Juden aus Deutschland emigriert oder geflüchtet. Mindestens 737 Krefelder Juden wurden in der Zeit des Nationalsozialismus ermordet.
Die Jüdische Gemeinde Krefeld erstreckt sich heute von Krefeld bis Kleve. 1980 hatte sie rund 130 Mitglieder, 2010 waren es 1.200. Die meisten stammen aus Osteuropa und sind nach dem Fall des Eisernen Vorhangs nach Deutschland eingewandert. 2005 wurde der Grundstein für den Neubau einer Synagoge an der Wiedstraße in der östlichen Innenstadt gelegt; 2008 wurde sie eröffnet. 2007 wurde Yitzhak Mendel Wagner Rabbiner, der erste seit der Shoa.

#### Muslime
In Krefeld leben etwa 25.000 Muslime, rund 11 Prozent der Krefelder Bevölkerung. Die meisten von ihnen kamen ab den 1960er Jahren hauptsächlich als Gastarbeiter aus der Türkei. Krefelder Muslime kommen in acht Moscheen zusammen. Die Merkez-Moschee ist die erste Moschee der Krefelder Muslime und wurde 1974 vom Verein „Islamische Gemeinschaft Krefeld e. V.“ gegründet. Die Gemeinde hatte ihre Räumlichkeiten zunächst auf der Spinnereistraße, später zog das Gebetshaus auf die Gerberstraße. 1988 entstand die Moschee nach einem Umbau der alten Halle der Deutschen Bahn auf der Viersener Straße. Die Merkez-Moschee ist die einzige Moschee, die unabhängig ist und keinem größeren Dachverband angehört. Seit Sommer 2016 besitzt die Yunus-Emre-Moscheegemeinde in Stahldorf ein stilles Minarett, das die Geschichte des Moscheebaus widerspiegelt. Das 25 m große Minarett ist nicht als Plattform für einen Muezzin gedacht. Im Stadtteil Lehmheide besteht als jüngste Gebetsstätte die Afrikanische Moschee. Die sich im Bau befindliche Moschee der DİTİB-Gemeinde Fatih Camii wird bei ihrer Eröffnung 2023/24 Krefelds größte Moschee sein.
Die Krefelder Muslime schlossen sich 1993 unter dem Dachverband „Union der türkischen und islamischen Vereine in Krefeld und Umgebung e. V. (UNION)“ zusammen. Sie ist eine Vereinigung von 13 Vereinen (2020), die einen Wirkungskreis von 25.000 bis 30.000 Personen hat. Neben den Moscheegemeinden sind auch Sport-, Bildungs- und Frauenvereine vertreten. Der ehrenamtlich tätige Vorstand besteht aus den Vertretern der Mitgliedsvereine, die für eine zweijährige Periode gewählt werden.
Auf dem Elfrather Friedhof gibt es ein muslimisches Grabfeld.

### Mundart
In Krefeld wird Krefelder Mundart gesprochen. Der Krefelder nennt diese Sprache Krieewelsch oder Krieewelsch Platt, ein südniederfränkischer Dialekt.
In den Krefelder Stadtteilen, z. B. Fischeln, Oppum oder Hüls und Uerdingen (Oedingsch Platt), gibt es zum Teil erhebliche sprachliche Unterschiede. Die Mundart des nördlich der bedeutenden Uerdinger Linie mit der „ik/ich-Grenze“ gelegenen Ortsteiles Hüls – das Hölsch Plott (Hülser Platt) – zählt bereits zum nordniederfränkischen Sprachraum.

### Persönlichkeiten
Zu den überregional bekannten, in Krefeld geborenen oder mit der Stadt verbundenen Personen gehören der Maler Heinrich Campendonk (1889–1957), der bildende Künstler Joseph Beuys (1921–1986), die Schauspielerin und Regisseurin Ruth Niehaus (1925–1994), der Regisseur Hans Neuenfels (1941–2022), der Musiker Ralf Hütter (* 1946), der Politiker Norbert Walter-Borjans (* 1952), die Fernsehmoderatorin Margarethe Schreinemakers (* 1958), der Jurist und Fernsehdarsteller Ingo Lenßen (* 1961) und die Schlagersängerin Andrea Berg (* 1966).

## Politik

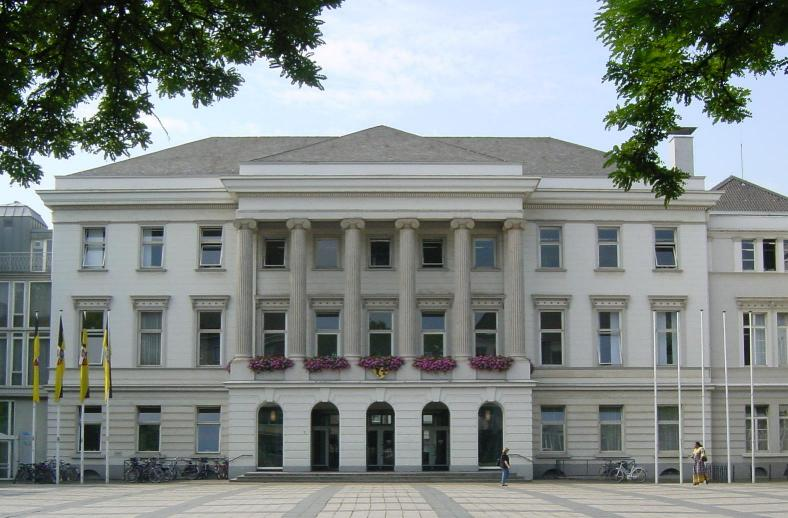
Das Stadtschloss Krefeld bildet heute den Kern des Krefelder Rathauses.

### Politische Geschichte
An der Spitze des alten Dorfes Krefeld stand zunächst ein Amtmann, der im Namen der Grafen handelte. Nach der Ausstattung des Ortes mit den Rechten einer Stadt 1373 leiteten die Schöffen die Stadtverwaltung. Ihnen traten später Bürgermeister und Ratsmänner zur Seite. Im 15. Jahrhundert nahmen auch Gemeinsleute als Vertreter der Bürgerschaft an der Stadtverwaltung teil. Schöffen, Bürgermeister und Gemeinsleute bildeten später den Magistrat. Ab 1738 wurde der Magistrat ständig. Ihm gehörten vier Bürgermeister, ein Schöffe, ein Secretarius und drei Gemeinsleute an. Nach 1740 handelte es sich beim Magistrat um eine königliche Behörde des Staates Preußen, zu dem Krefeld seinerzeit bereits gehörte. In französischer Zeit wurde 1798 die Munizipalverfassung eingeführt. Krefeld wurde Hauptort des Arrondissement de Crévelt und zugleich Sitz des Kantons zu Crévelt mit einem Maire an der Spitze. Ferner gab es einen Munizipalrat.
Mit der Rheinischen Städteordnung von 1856 begann die moderne kommunale Selbstverwaltung. Danach leitete ein Oberbürgermeister die Stadtverwaltung Krefelds, auch gab es weiterhin einen Rat. Nach dem Zusammenschluss von Krefeld und Uerdingen zu einem Zweckverband und dann zu einer kreisfreien Stadt 1928/1929 gab es einen Oberbürgermeister für die neue Stadt Krefeld-Uerdingen am Rhein sowie Bürgermeister für die beiden Stadtteile Krefeld und Uerdingen. Der Bürgermeister Uerdingens war zugleich Vertreter des Oberbürgermeisters von Krefeld-Uerdingen. Die dezentrale Verteilung der Kompetenzen war kommunalrechtlich einzigartig.

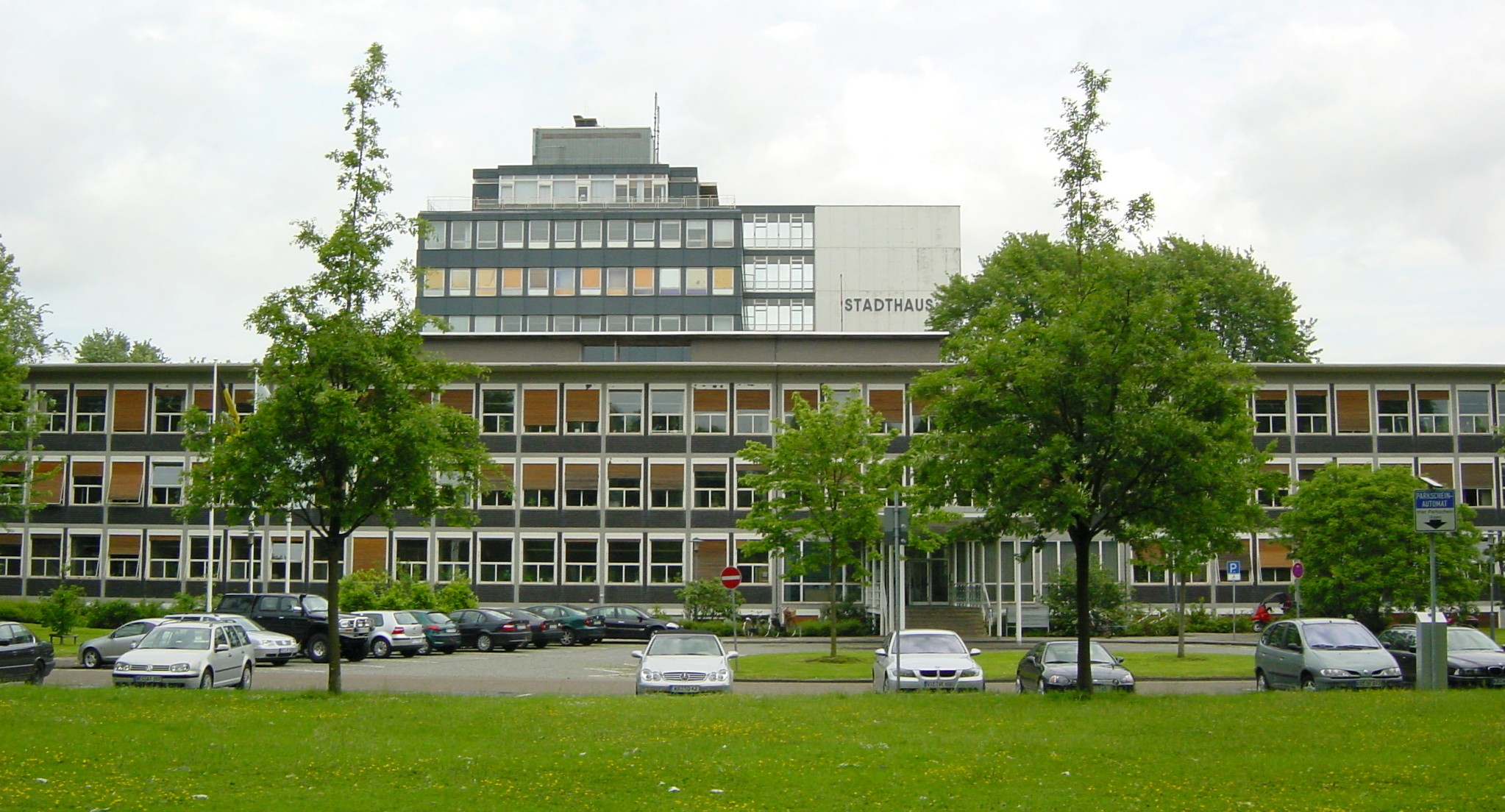
Die von Egon Eiermann erbaute ehemalige Hauptverwaltung der VerSeidAG ist heute das Stadthaus.

Während der Zeit des Nationalsozialismus wurden der Oberbürgermeister und der Bürgermeister Uerdingens von der NSDAP eingesetzt. Nach dem Zweiten Weltkrieg setzte die Militärregierung der Britischen Besatzungszone einen neuen Oberbürgermeister und 1946 die Kommunalverfassung nach britischem Vorbild ein. Danach gab es einen von den Bürgern gewählten „Rat der Stadt“, dessen Mitglieder „Stadtverordnete“ hießen. Der Rat wählte anfangs aus seiner Mitte den ehrenamtlichen Oberbürgermeister als seinen Vorsitzenden und Repräsentanten der Stadt. Zudem wählte der Rat ab 1946 einen hauptamtlichen Oberstadtdirektor als Leiter der Stadtverwaltung.
1999 wurde die Doppelspitze in der Stadtverwaltung zugunsten eines hauptamtlichen Oberbürgermeisters aufgegeben. Dieser ist Vorsitzender des Rates, Leiter der Stadtverwaltung und Repräsentant der Stadt. Er wurde 1999 erstmals direkt vom Volk gewählt. Oberbürgermeister ist seit 2015 Frank Meyer (SPD).

### Gegenwart

#### Stadtrat, Wahlergebnisse
|                    | SPD     | CDU     | GRÜNE   | FDP     | Die Linke | AfD   | Sonstige | Wahlbeteiligung |
| ------------------ | ------- | ------- | ------- | ------- | --------- | ----- | -------- | --------------- |
| 26. September 2004 | 28,64 % | 42,45 % | 12,65 % | 09,13 % | –         | –     | 7,13 %   | 48,44 %         |
| 30. August 2009    | 30,70 % | 35,54 % | 14,44 % | 10,21 % | 3,70 %    | –     | 5,41 %   | 48,78 %         |
| 25. Mai 2014       | 34,7 %0 | 33,7 %0 | 11,2 %0 | 6,4 %   | 4,6 %0    | –     | 9,4 %0   | 45,2 %0         |
| 13. Sept. 2020     | 28,5 %0 | 30,4 %0 | 20,1 %0 | 5,8 %   | 3,2 %0    | 5,4 % | 6,5 %0   | 46,4 %0         |

#### Stadtrat, Sitzverteilung
Die Wahl zum Stadtrat am 13. September 2020 führte zu den im Diagramm dargestellten Ergebnis und damit zu folgender Sitzverteilung im Stadtrat:
- Linke: 2
- PARTEI: 1
- Wir: 1
- Grüne: 12
- SPD: 16
- UWG/FW: 1
- WUZ: 1
- FDP: 3
- CDU: 18
- AfD: 3

|      | CDU | SPD | GRÜNE | FDP | AfD | DIE LINKE. | Wir | UWG/FW | Die PARTEI | WUZ | PIRATEN | Gesamt |
| ---- | --- | --- | ----- | --- | --- | ---------- | --- | ------ | ---------- | --- | ------- | ------ |
| 2014 | 20  | 20  | 6     | 4   | 2   | 3          | -   | 1      | 1          | –   | 1       | 58     |
| 2020 | 18  | 16  | 12    | 3   | 3   | 2          | 1   | 1      | 1          | 1   | –       | 58     |

#### Oberbürgermeisterwahlen
|                           | 2004    | 2009    |
| ------------------------- | ------- | ------- |
| Gregor Kathstede (CDU)    | 44,43 % | 39,59 % |
| Ulrich Hahnen (SPD)       | 34,21 % | 39,12 % |
| Harry van Bargen (Grüne)  | 8,73 %  | 9,16 %  |
| Joachim C. Heitmann (FDP) | 7,70 %  | 7,25 %  |

|                         | 2015    |
| ----------------------- | ------- |
| Frank Meyer (SPD)       | 44,96 % |
| Peter Vermeulen (CDU)   | 35,18 % |
| Thorsten Hansen (Grüne) | 14,97 % |

|                           | 2020    |
| ------------------------- | ------- |
| Frank Meyer (SPD)         | 43,37 % |
| Kerstin Jensen (CDU)      | 27,57 % |
| Thorsten Hansen (Grüne)   | 15,38 % |
| Joachim C. Heitmann (FDP) | 4,31 %  |

Als Stellvertretende des Oberbürgermeisters wurden in der öffentlichen Ersten Ratssitzung am 3. November 2020, die aufgrund von Hygienebestimmungen infolge der Corona-Pandemie mit begrenzter Mitgliederzahl stattfinden musste und im Internet live übertragen wurde, zwei Bürgermeisterinnen und ein Bürgermeister ernannt. Die in der Wahl zur Oberbürgermeisterin unterlegene Kerstin Jensen (CDU), erneut Gisela Klaer (SPD) sowie Karsten Ludwig (Grüne) amtieren bis 2026 als Bürgermeister. Karsten Ludwig war mit 28 Jahren bei Amtsantritt jüngster Bürgermeister in der Geschichte Krefelds.
Am 2. März 2021 gab die Stadt bekannt, dass sie nach Überprüfung der Ergebnisse im Stimmbezirk Bismarckviertel für die Briefwahl feststellen musste, dass wegen eines Fehlers beim Addieren 200 Stimmen für die CDU im Wahlergebnis unberücksichtigt geblieben waren. In der Folge ergibt sich ein wegen der größeren Stimmenbasis verändertes Wahlergebnis und eine veränderte Sitzverteilung. Ursprünglich wurden sowohl CDU wie auch SPD 17 Sitze im Stadtrat zugesprochen, richtigerweise sind es 18 für die CDU und 16 für die SPD.

#### Landtags- und Bundestagsabgeordnete
Für den Bundestagswahlkreis Krefeld I – Neuss II sitzt seit 2013 der per Direktmandat gewählte Ansgar Heveling (CDU) im Deutschen Bundestag. Den Bundestagswahlkreis Krefeld II – Wesel II vertritt seit 2021 Jan Dieren (SPD) als Direktkandidat. Die Krefelder Kerstin Radomski (CDU), Otto Fricke (FDP) und Ulle Schauws (Grüne) zogen über die Landeslisten ihrer Parteien in den Bundestag ein.
Direkt gewählte Abgeordnete im nordrhein-westfälischen Landtag sind in der 18. Wahlperiode (seit 2022) Britta Oellers (CDU) im südlichen Wahlkreis I – Viersen III und Marc Blondin (CDU) im nördlichen Wahlkreis II. Die Krefelder Martin Vincentz (AfD) und Meral Thoms (Grüne) zogen über die Landeslisten ihrer Parteien in den Landtag ein.

### Oberbürgermeister
|  | Bild             | Name (Lebensdaten)                   | Partei | im Amt von | bis       |
|  | ---------------- | ------------------------------------ | ------ | ---------- | --------- |
|  |                  | Heinrich Ondereyck (1799–1876)       |        | 1848       | 1872      |
|  |                  | Friedrich Christian Roos (1827–1882) |        | 1872       | 1881      |
|  |                  | Ernst Küper (1835–1912)              |        | 1882       | 1903      |
|  |                  | Wilhelm Hammerschmidt (1859–1924)    |        | 1903       | 1905      |
|  |                  | Adalbert Oehler (1860–1943)          |        | 1905       | 1911      |
|  |                  | Johannes Johansen (1870–1945)        |        | 1911       | 1930      |
|  |                  | Heinrich Hüpper (1886–1965)          |        | 1930       | 1933      |
|  |                  | Alois Heuyng (1890–1973)             | NSDAP  | 1933       | 1945      |
|  |                  | Johannes Stepkes (1884–1966)         | CDU    | 1945*      | 1946      |
|  |                  | Wilhelm Warsch (1895–1969)           | CDU    | 1946       | 1947      |
|  |                  | Hermann Passen (1882–1949)           | CDU    | 1947       | 1949      |
|  |                  | Hanns Müller (1885–1972)             | FDP    | 1949       | 1951      |
|  |                  | Johannes Hauser (1890–1970)          | CDU    | 1951       | 1956      |
|  |                  | Josef Hellenbrock (1900–1977)        | SPD    | 1956       | 1961      |
|  |                  | Herbert van Hüllen (1910–1977)       | CDU    | 1961       | 1968      |
|  |                  | Hansheinz Hauser (1922–2020)         | CDU    | 1968       | 1982      |
|  |                  | Dieter Pützhofen (* 1942)            | CDU    | 1982       | 1989      |
|  |                  | Willi Wahl (1927–2019)               | SPD    | 1989       | 1994      |
|  |                  | Dieter Pützhofen (* 1942)            | CDU    | 1994       | 2004      |
|  | Gregor Kathstede | Gregor Kathstede (* 1963)            | CDU    | 2004       | 2015      |
|  |                  | Frank Meyer (* 1974)                 | SPD    | 2015       | amtierend |

- 4. März 1945 als Bürgermeister, 30. Mai 1945 als Oberbürgermeister

#### Oberstadtdirektoren 1946–1999
- 1946–1949: Johannes Stepkes, CDU
- 1949–1964: Bernhard Heun
- 1964–1986: Hermann Steffens
- 1986–1988: Alfred Dahlmann
- 1988–1999: Heinz-Josef Vogt

### Stadtwappen, -farben

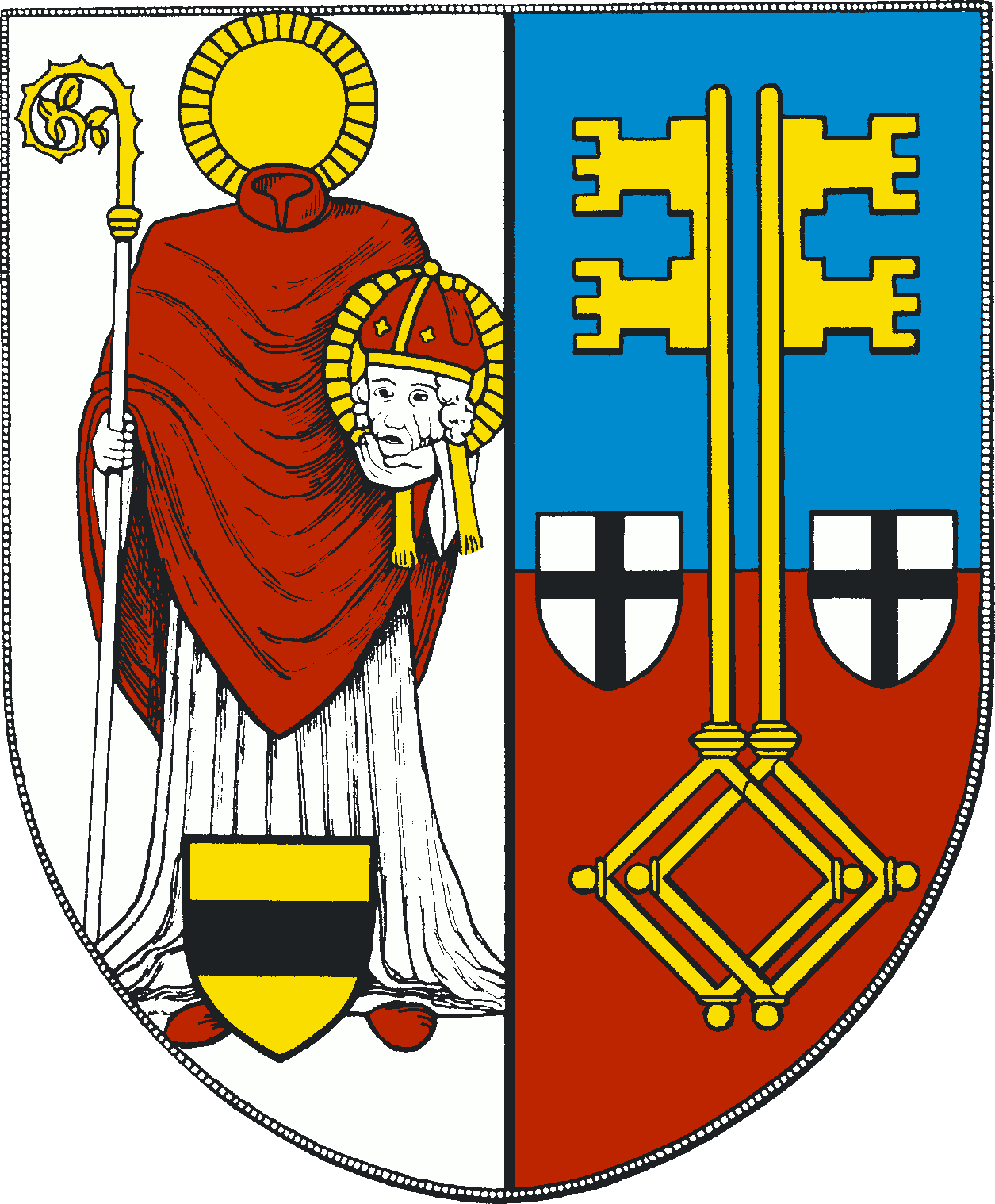
Krefelder Wappen seit 1950

Das mit Ministerialerlass vom 3. Juli 1950 genehmigte Stadtwappen wurde von dem Heraldiker Wolfgang Pagenstecher entworfen. Der gespaltene Schild zeigt vorn in Silber den Heiligen Dionysius von Paris mit Heiligenschein und rotem Ornat, den Bischofsstab in der Rechten, das abgeschlagene Haupt in der Linken, zu seinen Füßen ein goldenes Schildchen mit schwarzem Balken, hinten in blau über rot geteiltem Felde zwei abgewendete goldene Schlüssel, begleitet von silbernen Schilden mit schwarzen Balkenkreuzen. Der abgeschlagene Kopf des hl. Dionysius, der im dritten Jahrhundert erster Bischof von Paris und später fränkischer (französischer) Nationalheiliger wurde, deutet seinen Märtyrertod an. Das Moerser Landeswappen zu seinen Füßen erinnert an die frühere Zugehörigkeit von Stadt und Herrlichkeit Krefeld zur Grafschaft Moers. Der hintere Teil des Stadtwappens zeigt das Wappen der Stadt Uerdingen. Die kurkölnischen Schilde im Uerdinger Wappen weisen auf die Herrschaft des Erzbistums Köln über die Stadt Uerdingen hin und versinnbildlichen zugleich die Zugehörigkeit einiger Teile des alten Amtes Linn-Uerdingen zum heutigen Stadtgebiet. Die Farben der Stadt Krefeld sind schwarz und gold.

### Städtepartnerschaften und Patenschaft
| - Venlo in den Niederlanden, seit 1964 - Leicester im Vereinigten Königreich, seit 1969 - Dünkirchen in Frankreich, seit 1974 - Leiden in den Niederlanden, seit 1974 | - Charlotte in den USA, seit 1986 - Landkreis Oder-Spree in Deutschland, seit 1990 - Uljanowsk in Russland, seit 1993; bis auf Weiteres ruhend, formal aber bestehend - Kayseri in der Türkei, seit Mai 2008 - Kropyvnytskyi in der Ukraine, seit September 2023 |

Die niederländische Grenzstadt Venlo war die erste offizielle Partnerstadt Krefelds. Die Städtepartnerschaft wurde 1964 offiziell begründet, auch wenn Kontakte zwischen den Krefeldern und den Nachbarn aus Venlo bereits vor dem Zweiten Weltkrieg gepflegt wurden. Alljährlich besucht der „Sinterklaas“ (Nikolaus) Krefeld und wird mit seinem Zwarte Pieten am 1. Advent am Rhein-Steiger in Uerdingen von einem begeisterten Publikum empfangen.
Am 14. Mai 1969 wurde die britische Stadt Leicester Partnerstadt. In den Bereichen Kultur, Politik und Sport werden regelmäßig Besuche organisiert. Auszubildende der Stadtverwaltung und des Handwerks können Auslandspraktika in Leicester absolvieren. Das französische Dünkirchen ist seit dem 15. Juni 1974 Partnerstadt. Die Städtepartnerschaft wird unter anderem von Sportlern, Schulen und Sprachinteressierten gepflegt. Kurz darauf wurde Leiden am 3. Oktober 1974 Krefelds Partnerstadt. Ebenso wie Krefeld ist das niederländische Leiden eine traditionelle Textilstadt.
Charlotte im amerikanischen Bundesstaat North Carolina ist seit dem 23. Mai 1986 Krefelds Partnerstadt. Einen Schwerpunkt der partnerschaftlichen Beziehungen bildet der Jugendaustausch über die Concord-Gesellschaft. Seit dem 22. September 1990 ist der Landkreis Oder-Spree (damals Kreis Beeskow) Partner der Stadt Krefeld. Mit der Einrichtung eines „Krefeld-Büros“ unterstützte die Stadt den Kreis beim Aufbau der kommunalen Selbstverwaltung. Kontakte zum Oder-Spree-Kreis werden heute unter anderem von Schulen, Chören und Parteien gepflegt.
Eine weitere Städtepartnerschaft wurde am 19. Mai 1993 mit dem russischen Uljanowsk geschlossen. Die partnerschaftlichen Kontakte in die Geburtsstadt Lenins werden unter anderem durch die Deutsch-Russische Gesellschaft, die Städtischen Werke, das Klinikum Krefeld sowie kirchliche und soziale Verbände gepflegt.
Aufgrund des Angriffskriegs der Russischen Föderation gegen die Ukraine, hat der Stadtrat beschlossen, die Städtepartnerschaft pausieren zu lassen.
Des Weiteren unterhält die Stadt Krefeld eine freundschaftliche Beziehung zur japanischen Stadt Hamamatsu.
Im Mai 2008 ging Krefeld mit der türkischen Stadt Kayseri eine Partnerschaft ein.
Seit dem 11. September 2023 gibt es einen formellen Partnerschafts- und Kooperationsvertrag mit der ukrainischen Stadt Kropyvnytskyi.
Krefeld übernahm 1953 eine Patenschaft für die Stadt und den Kreis Insterburg in Ostpreußen. Seit 1979 befindet sich im alten Uerdinger Rathaus eine Geschäftsstelle des Vereins und die Insterburger Heimatstube. Auf dem Insterburger Platz im Stadtteil Gartenstadt steht eine Bärenplastik von Anneliese Langenbach als Zeichen für das Insterburger Wappentier.

## Kultur und Sehenswürdigkeiten

### Veranstaltungsorte

#### Theater

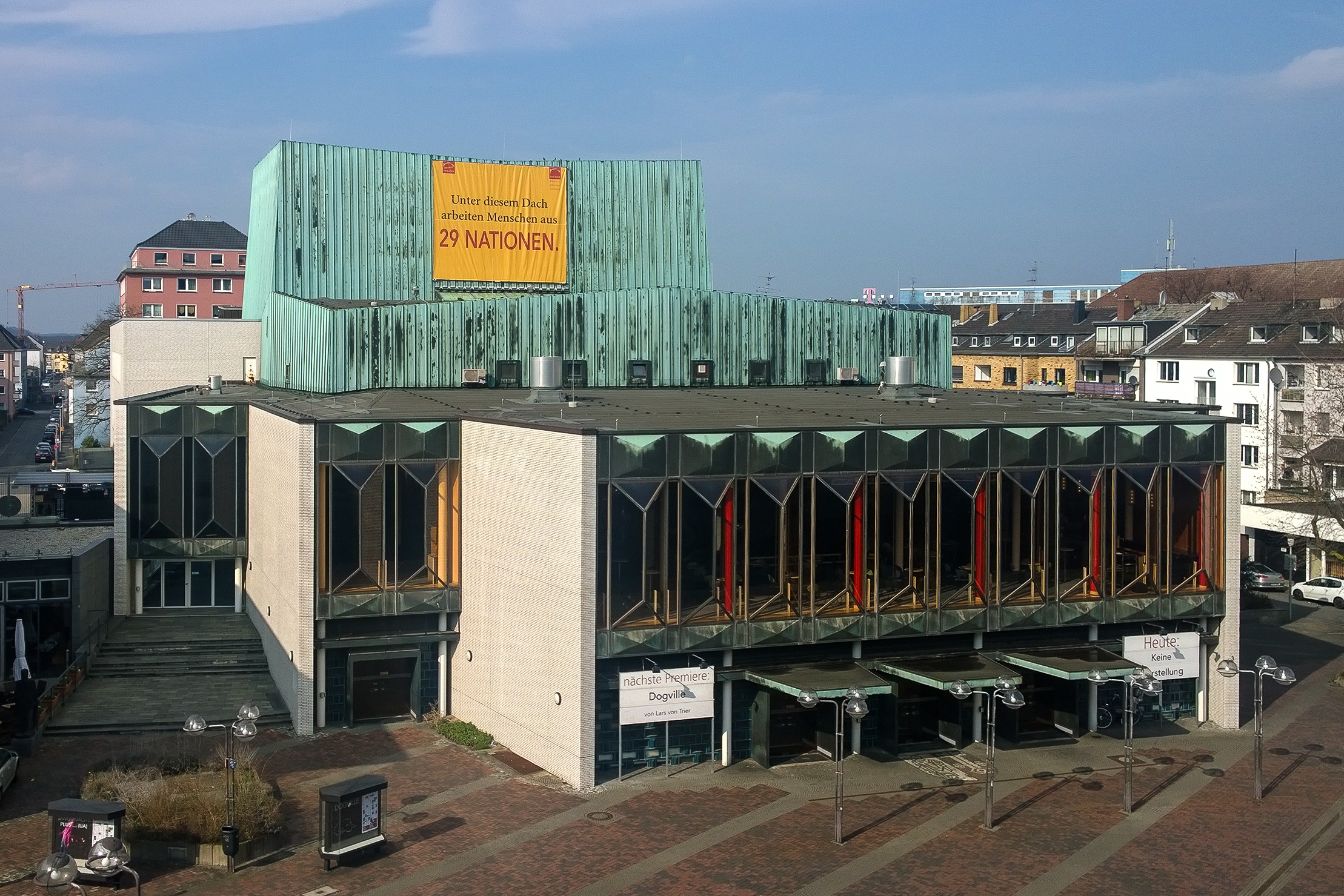
Stadttheater

Das Stadttheater Krefeld kooperiert seit 1950 mit den städtischen Bühnen Mönchengladbach und bietet moderne und klassische Aufführungen aus Oper, Operette, Ballett und Schauspiel. Über die Grenzen Krefelds hinaus haben sich die Sinfoniekonzerte der Niederrheinischen Sinfoniker einen Namen gemacht. Das heutige Theatergebäude (Architekt: Gerhard Graubner (1899–1970)) mit seinem markanten Kupferdach wurde 1963 eröffnet; es bietet 832 Besuchern Platz (Näheres im Artikel Vereinigte Städtische Bühnen Krefeld und Mönchengladbach).

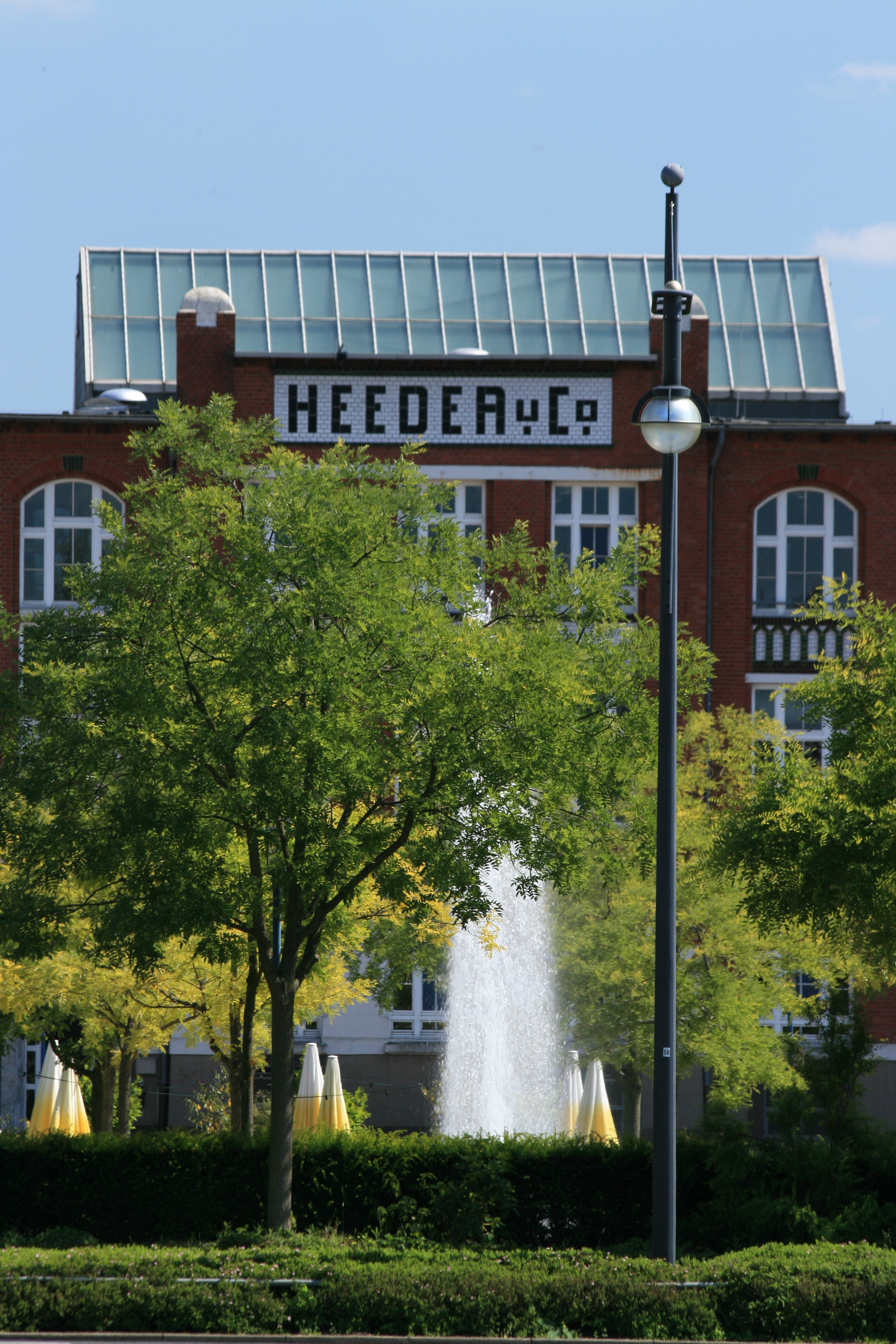
Fabrik Heeder

Seit 1989 wird die alte Tapeten-Fabrik Heeder auf der Virchowstraße, gegenüber der Rückseite des Hauptbahnhofs, unter Leitung des Kulturbüros der Stadt Krefeld als städtisches Kulturzentrum genutzt. Es bietet ein vielfältiges kulturelles Programm an. Unter anderem bringt das KRESCH – Kinder- und Jugendtheaterzentrum der Stadt Krefeld – hier Eigenproduktionen und Gastspiele.
Das Krefelder Wohnzimmertheater PODIO bietet Produktionen aus den Bereichen Theater, Kabarett, Kleinkunst, Comedy, Literatur und Musik. Mit rund 60 Plätzen stellte das Wohnzimmertheater Krefelds kleinste Bühne dar. Seit dem Jahr 2013 ist es nur noch in verschiedenen Krefelder Institutionen zu Gast, da das Wohnzimmertheater durch Platzbedarf der angrenzenden Brauerei Königshof geschlossen werden musste. Bekannte Veranstaltungen des PODIOs sind unter anderem das Krefelder Glühwein Cabarett oder die Lachblüten, die alljährlich im Botanischen Garten stattfinden.
Das seit 1979 bestehende Marionettentheater Krieewelsche pappköpp bietet Kleinkunst in Krefelder Mundart (Krieewelsch).
Das Theater am Marienplatz (TAM) genießt im Bereich der modernen und experimentellen Musik seinen Ruf. Es hat sich während seiner fast dreißigjährigen kontinuierlichen Arbeit auf wenig bekannte sowie auf zeitgenössische Werke spezialisiert.
Der KulturPunkt-Friedenskirche Krefeld bietet ganzjährig ein internationales Kulturprogramm mit bekannten Künstlern. Im Gemeindehaus und in der Kirche sowie im Turm finden Ausstellungen, Konzerte, Lesungen, Kabarett und vieles mehr statt.
Der Werkhaus Krefeld e. V. ist mit seinem Programm (Weiterbildung, Kultur) seit über 20 Jahren traditioneller Förderer von Kultur und Kommunikation in Krefeld. Die ihm angeschlossene Werkbühne bietet ein breit gefächertes Programm in Sachen Kleinkunst, Kabarett, Theater und Musik.

#### Nachtleben

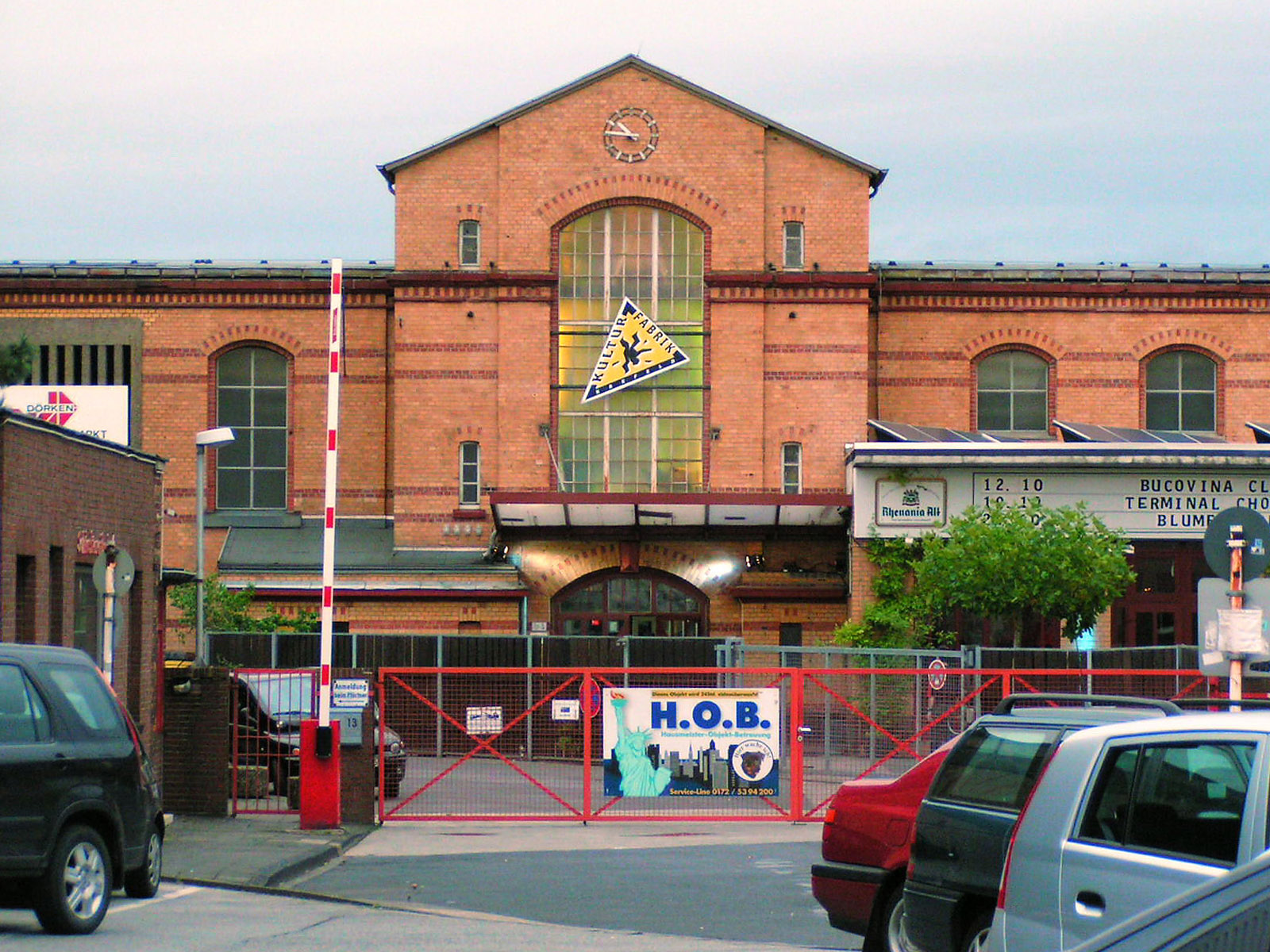
Außenansicht der KuFa im Oktober 2007

In der Kulturfabrik (KuFa) finden Live-Auftritte von Bands und Solokünstlern, Kabarettisten, Comedians aber auch Theatergruppen und Kleinkünstlern statt. Das Spektrum der bisherigen Gäste reicht von den Ärzten und den Beatsteaks, Monster Magnet über Dieter Nuhr und Herbert Grönemeyer bis zu Helge Schneider, Harald Schmidt und Klee. National und International bekannt ist die Kulturfabrik durch regelmäßige Festivals, vor allem im Elektro- und Rhythm-’n’-Noise-Bereich (Pluswelt-Festivals). Des Weiteren finden regelmäßig Themenpartys (80er, 90er usw.) statt. Die Kulturfabrik besitzt zwei Säle, einen kleinen für 350 Besucher und einen größeren für etwa 1100. Untergebracht ist sie in einem Teil des alten städtischen Schlachthofes.
Die Kulturrampe hat sich seit 2006 auf dem Großmarkt etabliert und ergänzt das Flair in den alten Großmarkthallen neben Gastronomie, Künstlern und dem traditionellen Großmarkt. Bis zu 15 Liveveranstaltungen pro Monat finden statt.
Über die Grenzen Krefelds hinaus bekannt ist der seit 1958 bestehende Jazzkeller Krefeld, heute auf der Lohstraße. Hier traten schon einige Jazzgrößen auf sowie diverse Bands, die zumeist dem Blues, Jazz oder Rock zugeordnet werden können. Regelmäßig findet die Veranstaltung JazzAttack, eine organisierte Jam-Session mit bekannten Musikern der deutschen Jazz-Szene sowie vereinzelt internationalen Gästen, statt.
Im Schlachthof finden regelmäßig Partys, Veranstaltungen des Funkhaus Europa sowie Open Mic-Veranstaltungen statt.
Der Traffic Club – früher Meilenstein (gegründet 2003) – liegt am Hauptbahnhof und besteht aus einer Mainstation, dem Boiler sowie einem Außenbereich. Hier wird House, Black, Pop & Charthits gespielt.

#### Kino
Ein Multiplex-Kino der Kette CinemaxX befindet sich mit seinen zehn Vorführsälen direkt neben dem Hauptbahnhof. Nach dem Bau des Cinemaxx wurden das Passage-Filmtheater mit den Kinos Royal, Studio 55, Chrystal und Passage und die Miniatur-Hollywood-Kinos geschlossen. Bereits in den 1970ern wurde das Atrium zum heutigen Blue Movie. Vor einigen Jahren musste dann der Seidenfaden mit dem Intimes dem Neubau der Dresdner Bank weichen. Als einziges weiteres Kino hielt das Cinema/Casablanca (ehemals Primus und Lux) dank eines alternativen Programms in zwei Sälen der Konkurrenz stand, bevor es 2011 mit dann nur noch einem Saal als Cinema firmierte. Seit 2013 trägt es wieder den Namen Primus Palast.

### Museen und Galerien

#### Kunstmuseen Krefeld
Die Kunstmuseen Krefeld widmen sich insbesondere der modernen und zeitgenössischen Kunst. Als Ausstellungsgebäude dient das Kaiser-Wilhelm-Museums am Joseph-Beuys-Platz. Des Weiteren verfügt das Museum mit dem Villenensemble Haus Lange und Haus Esters auf der Wilhelmshofallee über Präsentationsorte für Sonderausstellungen.

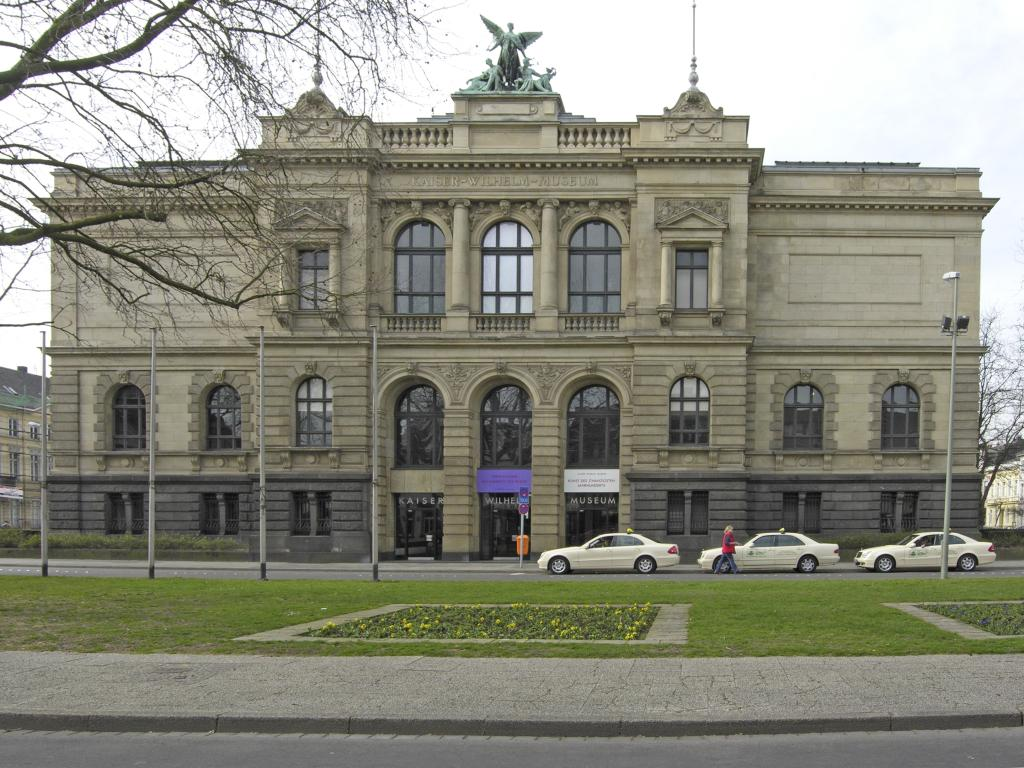
Kaiser-Wilhelm-Museum

Der Bau des Kaiser-Wilhelm-Museums geht auf den Schulrat Hermann Keussen zurück. Dieser griff nach dem Tod des Kaisers 1888 eine Anregung des Architekten Hugo Koch wieder auf, ein Kaiser-Wilhelm-Museum „zur Pflege von Werken des Friedens, der Kunst, Bildung und Gesittung“ zu errichten. 1894–1897 wurde das Museum nach Plänen von Hugo Koch erbaut, und am 5. September 1899 eingeweiht. Schon 1910–1912 wurde das Museum erweitert. Lag der Schwerpunkt zunächst auf neuzeitlichem Kunstgewerbe und Kleinkunst, wurde dieser seit 1922 mehr auf die bildende Kunst verlagert. 1942 wurde das Museum kriegsbedingt geschlossen; es überstand den Krieg unbeschädigt. Gegenwartskunst bekam nach dem Krieg einen immer größeren Stellenwert. 1960 bis 1969 schloss das Museum wegen Umbauarbeiten und wurde am 30. April 1969 wiedereröffnet. Zwischen 2012 und 2016 wurde das Haus abermals saniert und gemäß internationalen Museumsstandards für Klima und Sicherheit ausgestattet.
Museum Haus Lange an der Wilhelmshofallee wurde zwischen 1928 und 1930 von Ludwig Mies van der Rohe, als Wohnhaus für die Familie von Hermann Lange (Direktor der Vereinigten Seidenwebereien, Krefeld), im Bauhaus-Stil erbaut. 1955 stellte die Familie das Haus der Stadt für Ausstellungen aktueller Kunst zur Verfügung. 1968 schenkte der Sohn des Bauherrn und Kunstsammlers das Haus der Stadt mit der Auflage, hier 99 Jahre lang Ausstellungen zeitgenössischer Kunst zu zeigen. 1976 konnte die Stadt Krefeld das benachbarte Haus Esters erwerben. Es wurde ebenfalls zwischen 1928 und 1930 von Ludwig Mies van der Rohe erbaut. 1981 wurde Museum Haus Esters als weiteres Ausstellungsinstitut für Wechselausstellungen zeitgenössischer Kunst eröffnet. Zwischen 1998 und 2000 sind beide Häuser umfassend saniert worden. Im Zuge der Euroga 2002+ konnten zwei Jahre später auch die Gärten dem ursprünglichen Zustand wieder angenähert werden.
Die beiden Häuser sind selbst als Museum für Baugeschichte anzusehen.

#### Museumszentrum Burg Linn

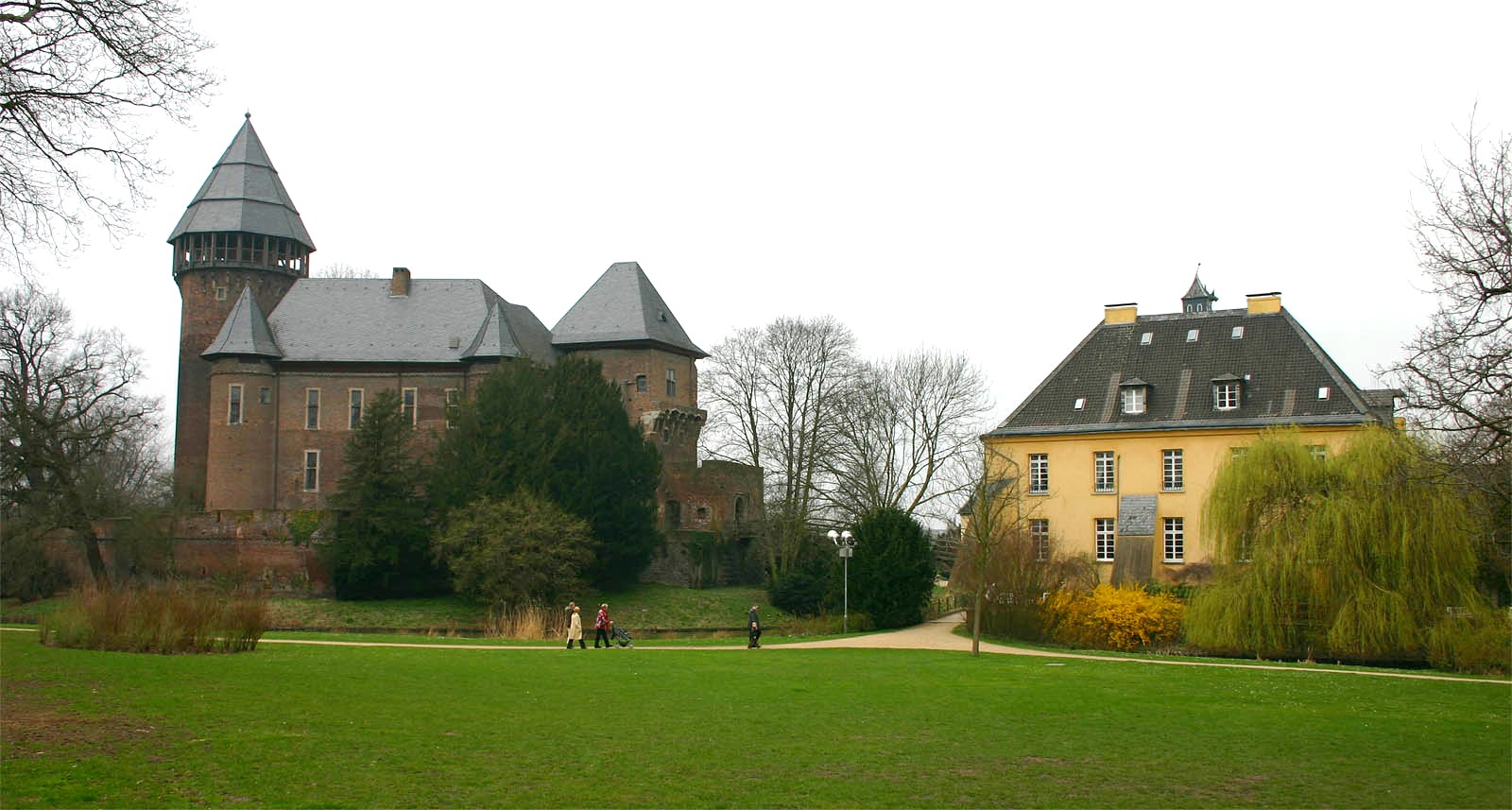
Burg Linn mit angrenzendem Jagdschlösschen

Unter dem Oberbegriff Museumszentrum Burg Linn werden die Burg Linn, das Jagdschloss und das Archäologische Museum. Auf der bis zum 12. Jahrhundert zurückgehenden Burg Linn, eine polygonale Rundburg, einer von vielen Burgentypen Kurkölns, werden Ausstellungen zur Entstehung der Burg und das damalige Leben auf dieser gezeigt.
Das Jagdschloss aus dem Barock ist in der Vorburg der Burg Linn gelegen. Erbaut wurde es im 18. Jahrhundert für Kurfürst Clemens August. Zu sehen gibt es hier zeitgenössisches Inventar aus zwei Jahrhunderten und eine Sammlung mechanischer Musikinstrumente, die sonntags vorgeführt werden. Besonders hervorzuheben ist ein mechanisches Glockenspiel mit Glocken aus Meißner Porzellan an der Vorderseite des Schlosses, das stündlich eine Melodie spielt.
Das Archäologische Museum zeigt Fundstücke aus dem römischen und fränkischen Gräberfeld in Gellep und dem dortigen ehemaligen Castell Gelduba. Unter anderem ist das berühmte Fürstengrab des fränkischen Fürsten Arpvar mit seinem Spangenhelm aus Gold zu besichtigen. Außerdem gibt es weitere Ausstellungsstücke zur Geschichte der Umgebung sowie einen bereits 1972 bei Baggerarbeiten am Rheinhafen geborgenen Rheinkahn aus dem 13. Jahrhundert, der nach einem über 30 Jahre dauernden Bad in einer speziellen Holzschutzlösung nun in einer eigens errichteten Halle ausgestellt ist.

#### Deutsches Textilmuseum

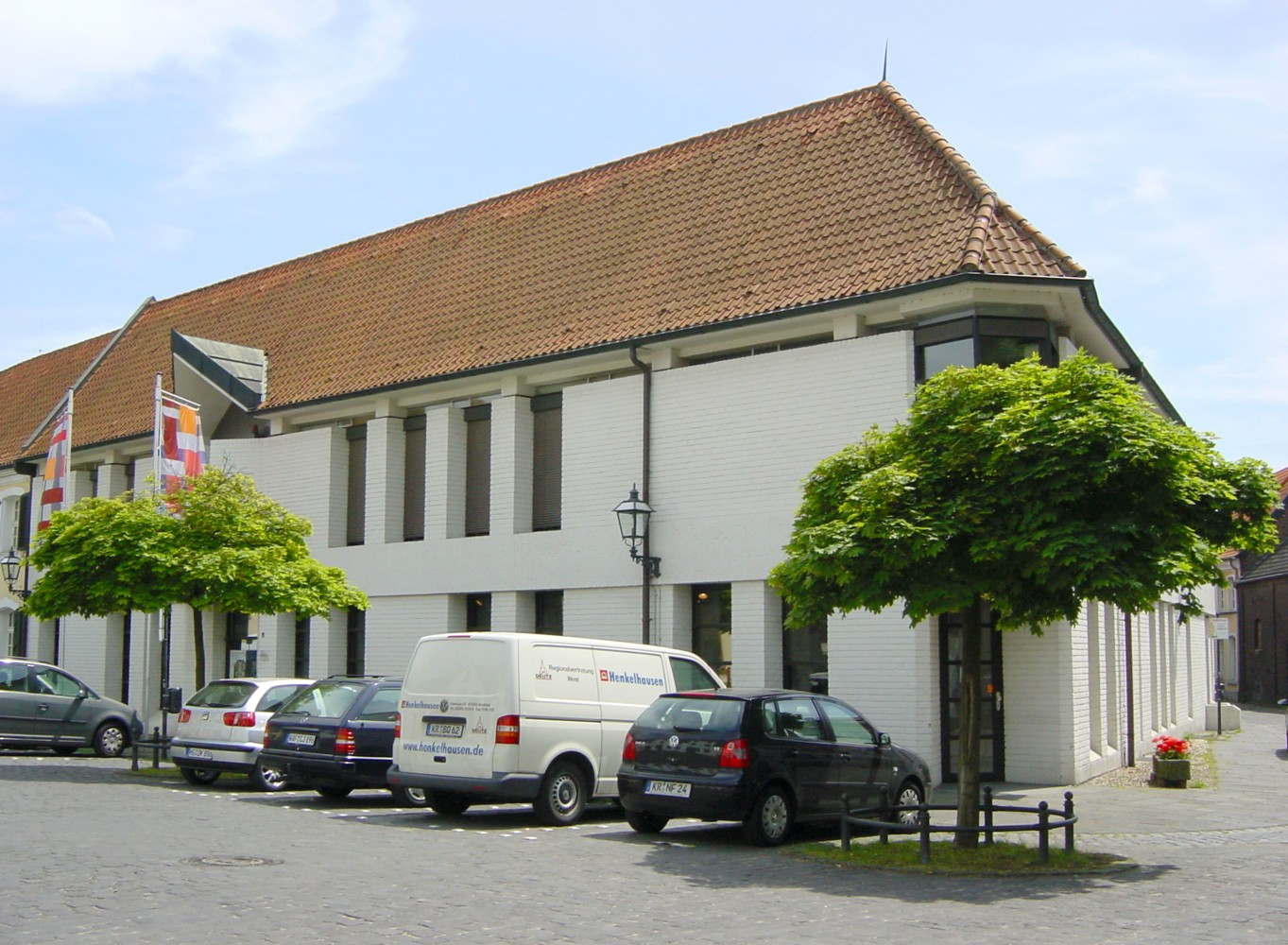
Deutsches Textilmuseum in Linn

Das Deutsche Textilmuseum in Linn gehört heute zu den international wichtigsten Sammlungen mit historisch kostbaren Textilien und Bekleidungsstücken aus verschiedenen Zeitepochen. Die Sammlung umfasst über 25.000 Objekte aus allen Teilen der Welt. Die Vielfalt der Exponate reicht von der Antike bis zur Gegenwart. Allerdings sind nicht alle Textilien der Öffentlichkeit zugänglich.

#### Haus der Seidenkultur
Das Haus der Seidenkultur befindet sich in der ehemaligen Paramentenweberei Hubert Gotzes. Im Jahr 2000 wurde es als Museum eingerichtet. Im Gebäude der einstigen Paramentenweberei Hubert Gotzes wird die Geschichte der Samt- und Seidenherstellung in Krefeld dargestellt. In dem Industriedenkmal sind neben wechselnden Ausstellungen zu Technik, Kunst und Handwerk auch mehr als 100 Jahre alte Jacquardwebstühle zu besichtigen.

#### Museumseisenbahn „Schluff“

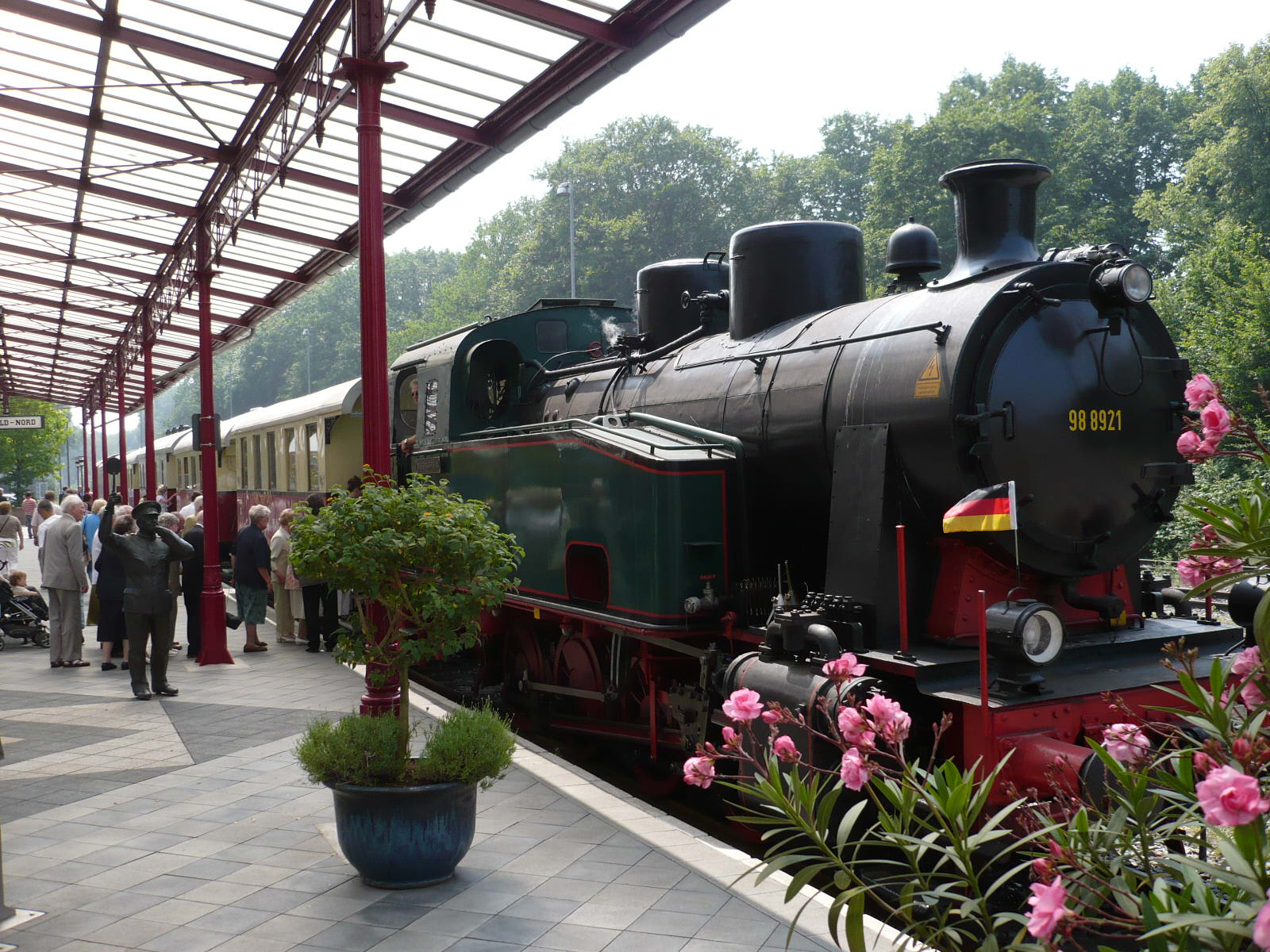
Historische Dampfeisenbahn „Schluff“

In Krefeld fährt eine der ältesten Privatbahnen Deutschlands, die bereits 1868 gegründet wurde. Im Volksmund wird diese Bahn als Schluff bezeichnet. Gemeint ist damit das niederrheinische Wort für „Pantoffel“, die „Schluffe“, an die das zischende Geräusch der Dampflokomotive erinnert. Der Schluff wurde in die Denkmalliste der Stadt Krefeld aufgenommen.
Vom ursprünglichen Streckennetz ist nur noch eine Verbindung zwischen St. Tönis und dem Hülser Berg übrig geblieben. Auf dieser Strecke fährt seit dem 1. Mai 1980 eine Museumseisenbahn an jedem Sonn- und Feiertag zwischen Mai und Oktober mit Zwischenstation am historischen Krefelder Nordbahnhof. In einem Gepäckwagen können Fahrräder mitgeführt werden.

### Musik

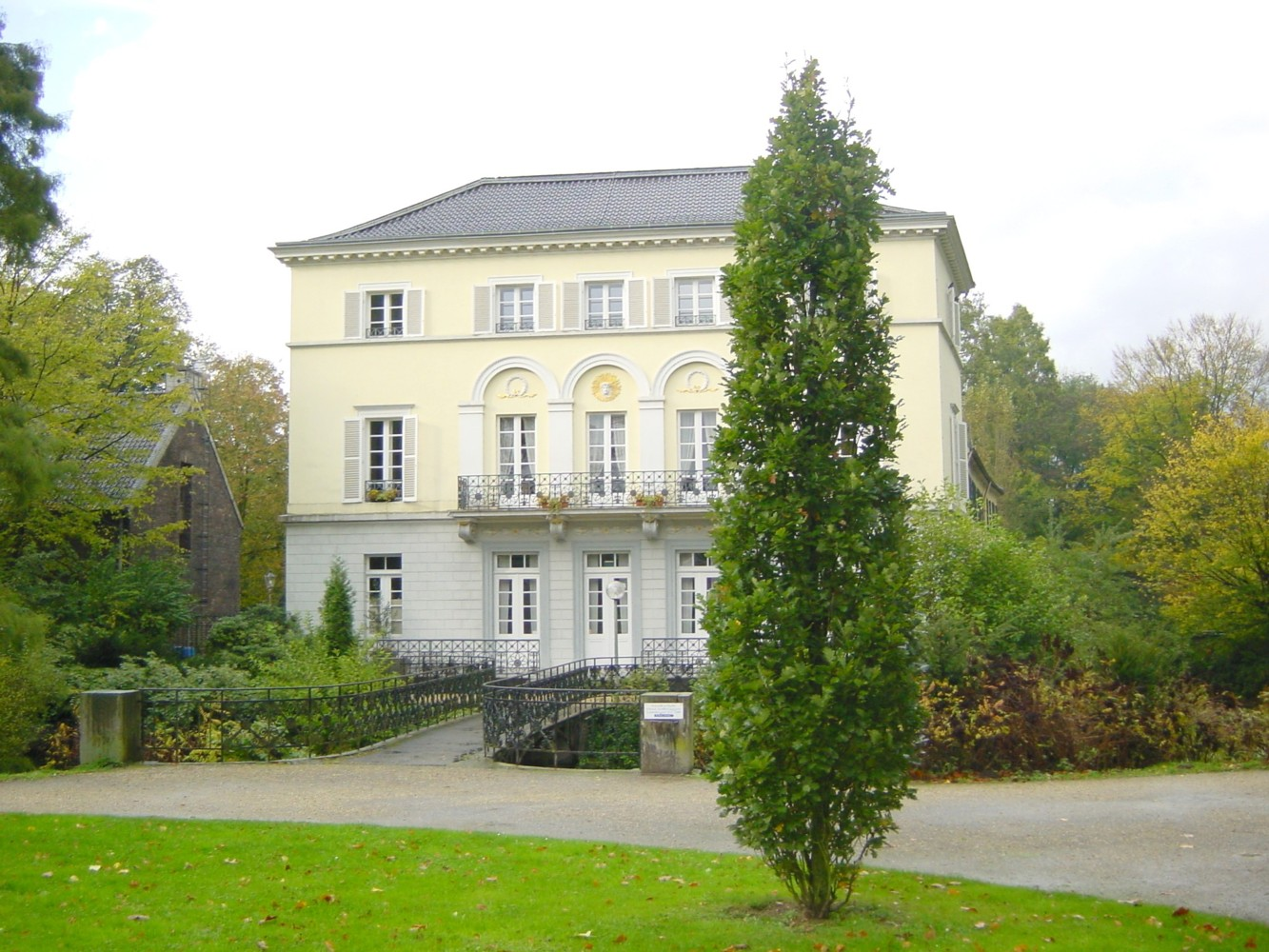
Haus Sollbrüggen im Sollbrüggenpark beherbergt die Musikschule

Das Musikleben der Stadt Krefeld hat eine bis in das 18. Jahrhundert zurückzuverfolgende Tradition, die im wohlhabenden, musikinteressierten Bürgertum ihre Wurzeln hat. Eine besondere Blüte erlebte das Musikleben bis in die Zeit des Nationalsozialismus (eigenes Konservatorium, aktiver Tonkünstlerverein, eigenes Musiktheater und Städtisches Orchester). Nach dem Zweiten Weltkrieg erfolgte eine Umorientierung. An die Stelle des Konservatoriums trat eine Musikschule; Musiktheater und Orchester wurden schon zu Beginn der 1950er Jahre mit demjenigen des benachbarten Mönchengladbach fusioniert. Das Orchester erhielt zunächst den Namen „Orchester der vereinigten Bühnen Krefeld/Mönchengladbach“, bis es in den 1990er Jahren zu „Niederrheinische Sinfoniker“ umbenannt wurde. Einige später berühmt gewordene Dirigenten (z. B. Lothar Zagrosek, Yakov Kreizberg) starteten in Krefeld/Mönchengladbach ihre internationale Karriere.
Einen besonderen Stellenwert hat die Chormusik in Krefeld. Über 100 Männer-, Gemischte und Kirchenchöre zählt Christoph Dohr in seiner Krefelder Musikgeschichte des 20. Jahrhunderts auf. Die Aktivitäten mehrerer Kirchenmusiker, z. B. Andreas Cavelius, Reinhold Birk, Hartmut Sennlaub, Dieter Schulte-Bunert, Hans Heinrichs, Ulrich Stuers, Norbert Jachtmann ergänz(te)n das Städtische Musikleben durch eigene Konzertreihen. Dazu traten privat organisierte Konzerte und Konzertreihen.
Aktuell prägen vor allem Musiker wie die Indie-Rock-Band Fog Joggers, der deutschsprachige Singer/Songwriter Patrick Richardt, die Mitglieder des sogenannten Mondoversums oder Liedermacher Steven Hein (siehe N-1, dazu mitverantwortlich für die ersten beiden „Krefeld 8ung“-Sampler) die Musikkultur der Stadt.
Überregional bekannt sind bzw. waren ferner die aus Krefeld stammenden Indie-Bands M. Walking on the Water und Dear Wolf sowie die Ska-Formation The Braces. Der Mitgründer und Mastermind der weltweit bekannten Elektro-Band Kraftwerk, Ralf Hütter, stammt ebenfalls aus der Stadt. Nach wie vor aktiv und weltweit bekannt ist die Power-Metal-Band Blind Guardian.
Die Musikschule der Stadt Krefeld wurde 1934 als Volksmusikschule durch Helmut Mönkemeyer gegründet. Die Musikschule ist in drei Gebäuden, die sich im und am Sollbrügenpark befinden, beheimatet. Sie ist Mitglied im Verband deutscher Musikschulen e. V.

### Bauwerke

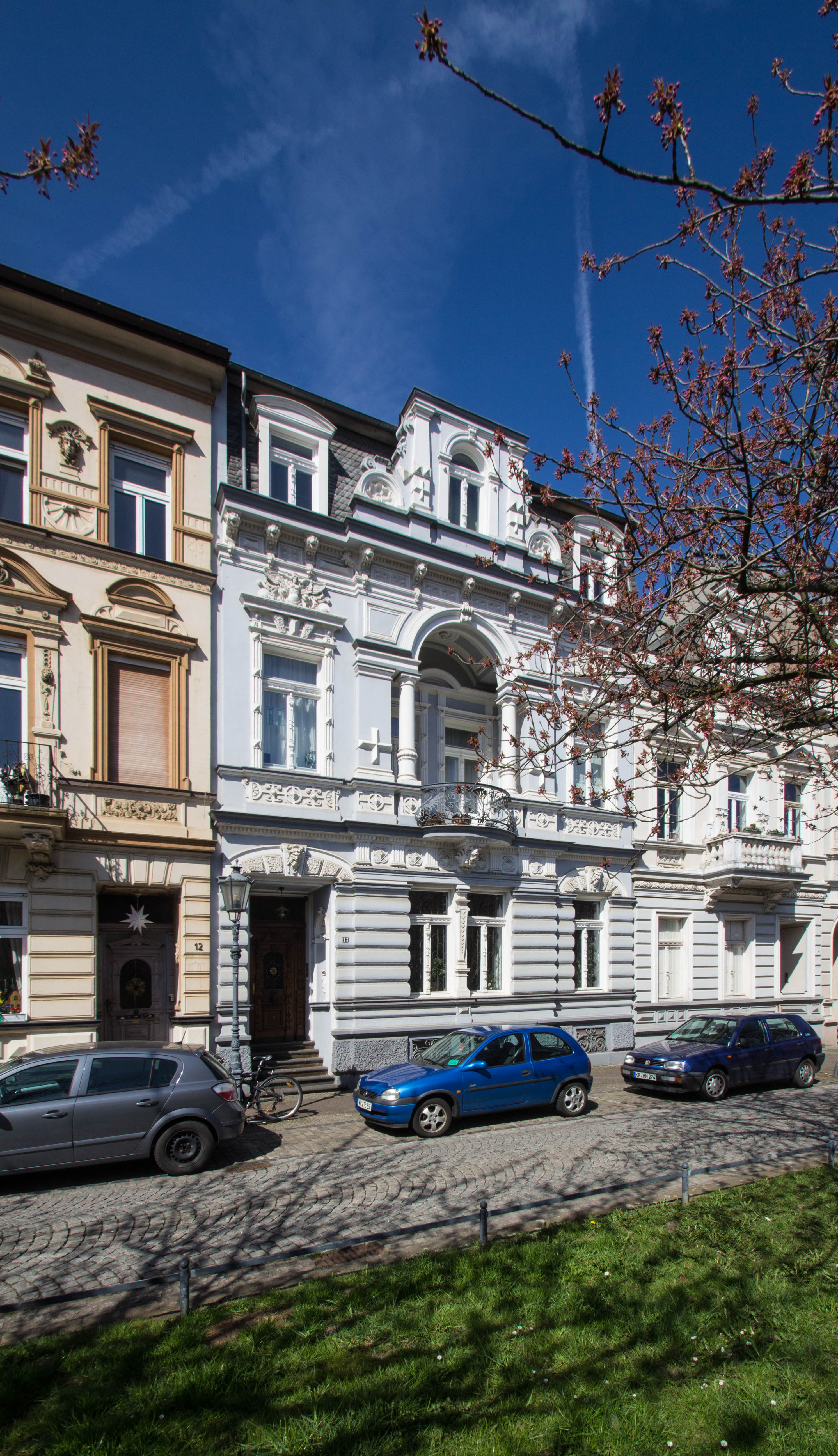
Der Alexanderplatz in der Krefelder Innenstadt

#### Bauten
Krefeld erlitt im Krieg erheblichen Schaden. Am 21. Juni 1943 entfachte ein britischer Luftangriff im Rahmen der Area Bombing Directive einen Feuersturm, der große Teile der nördlichen und östlichen Innenstadt Krefelds zerstörte. Nur vergleichsweise geringe Schäden gab es hingegen in der südlichen und westlichen Innenstadt sowie den Außenbezirken.
Durch den großen Reichtum, den die Seidenindustrie in der Vergangenheit in die Stadt brachte, weist Krefeld trotz der Kriegszerstörungen bis heute zahlreiche historisch bedeutsame Gebäude auf. Insbesondere in der Südstadt, der Weststadt und den östlichen Stadtbezirken sind ganze Straßenzüge mit ihren prächtigen Fassaden aus der Jahrhundertwende vom 19. zum 20. Jahrhundert erhalten geblieben. Als herausragendes Beispiel für ein geschlossenes Ensemble des Historismus in Krefeld gilt der Alexanderplatz unweit des Hauptbahnhofs. Einen besonders hohen Anteil an Jugendstilbauten weist die Umgebung rund um den östlich der Innenstadt gelegenen Bismarckplatz auf.
Einige stadtbildprägende historische Gebäude, darunter das Palais von der Leyen, das spätbarocke Haus Floh sowie zahlreiche Kirchen, wurden nach dem Krieg mustergültig wieder aufgebaut. Andererseits fielen andere bedeutsame Gebäude, die den Krieg überstanden hatten, der Abrisswut der 1960er und -70er Jahre zum Opfer. Als größte Verluste sind hierbei der Wasserturm an der Gladbacher Straße und das Hotel Krefelder Hof am Ostwall zu nennen.
Viele der stadtbildprägenden Profanbauten der Krefelder Innenstadt befinden sich an den im 19. Jahrhundert durch den Architekten Adolph von Vagedes angelegten vier Wällen, die den inneren Stadtkern einrahmen. Hierzu gehören beispielsweise
- am Ostwall: das Hauptpostgebäude, das Stadttheater, das Geschäftshaus der Deutschen Bank, das Hansa-Haus und der Hauptbahnhof,
- am Nordwall: das Amts- und Landgericht Krefeld sowie das ehemalige Reichsbankgebäude,
- am Westwall: das Krefelder Rathaus, das Kaiser-Wilhelm-Museum und das Buschhüter-Haus,
- am Südwall: zahlreiche repräsentative Wohngebäude aus dem 19. Jahrhundert.

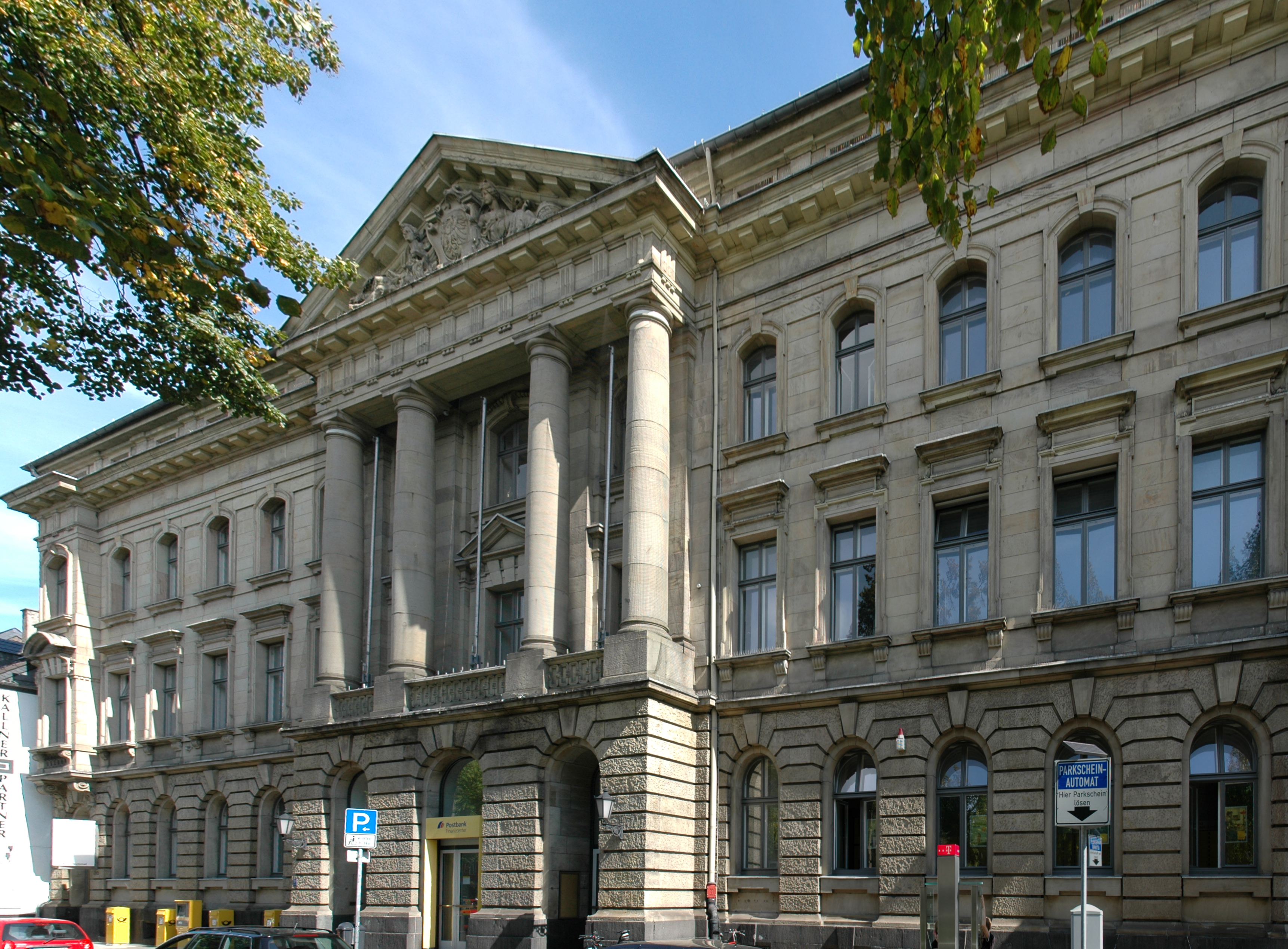
Hauptpostgebäude am Ostwall

Krefeld gilt außerdem als die Bauhaus-Stadt Nordrhein-Westfalens. Über 25 Bauhaus-Architekten wirkten zwischen den 1920er und 1960er Jahren in der Stadt. Die Bauhaus-Häuser Haus Esters und Haus Lange auf der Wilhelmshofallee wurden zwischen 1927 und 1930 von Ludwig Mies van der Rohe für die Gründer der Vereinigten Seidenweberei AG (VerSeidAG) Hermann Lange und Josef Esters errichtet. Heute sind die beiden Häuser Bestandteil der Kunstmuseen Krefeld. Ludwig Mies van der Rohe entwarf darüber hinaus einen Masterplan für das Firmengelände der VerSeidAG an der Girmesgath. Die moderne Bauhaus-Architektur findet sich in verschiedenen Gebäuden auf dem Gelände. Mies van der Rohe errichtete das sogenannte HE-Gebäude (Gebäude für Herrenfutterstoffe) und die Shedhalle der Färberei. Sein Schüler Erich Holthoff baute das Pförtnerhaus und die Schlichterei, die auch der Bauhaus-Architektur zuzuordnen sind. Heute gehören diese Gebäude zum Mies van der Rohe Business Park. Am Entwurf eines weiteren Wohnhauses, das zwei seiner Mitarbeiter realisierten, war er 1932 möglicherweise beteiligt: das Haus Heusgen am Talring im Krefelder Norden.
Die vorwiegend in der Zeit zwischen den 1920er und 1960er Jahren entstandenen prächtigen Stadtvillen wohlhabender Krefelder Familien sind heute prägend für Straßen und Quartiere im Krefelder Stadtteil Bockum. Insbesondere die Tiergartenstraße und die Wilhelmshofallee, auf denen sich viele architektonisch bedeutsame Wohnhäuser dieser Zeit befinden, sind hierbei zu benennen.

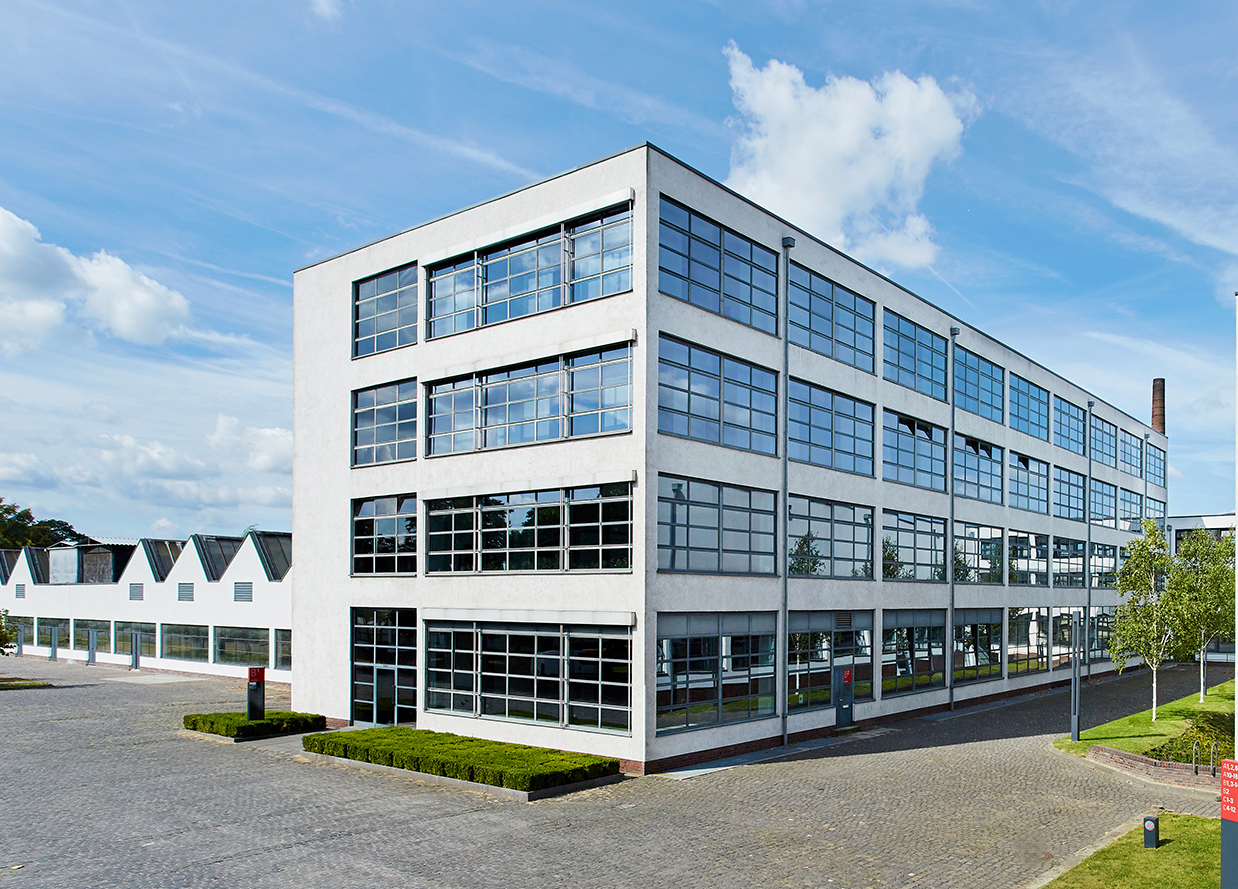
Mies van der Rohe Business Park

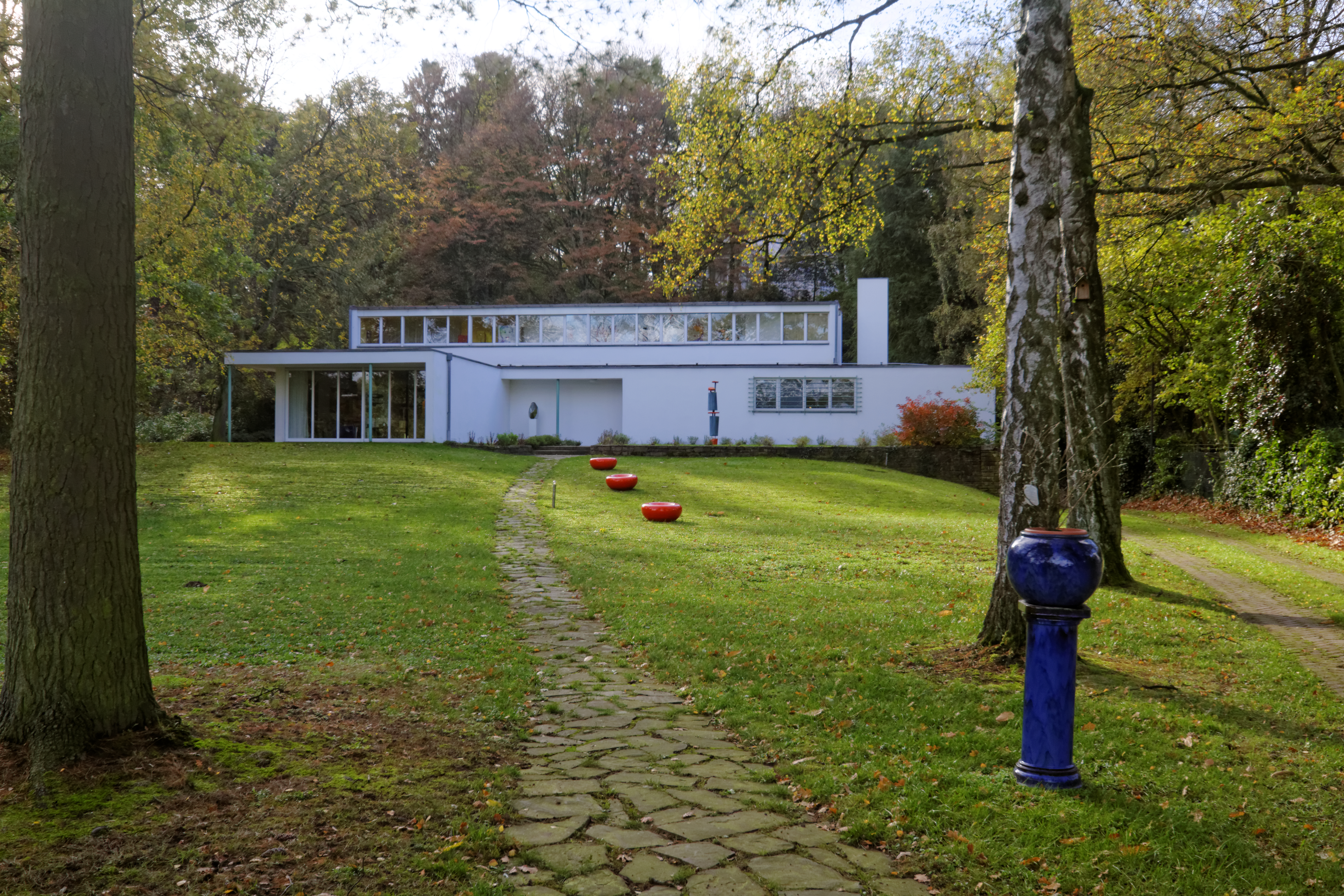
Das Haus Heusgen, erbaut 1932 von Rudolf Wettstein und Willi Kaiser.

Über die Grenzen Krefelds bekannt ist die Wasserburg Burg Linn im gleichnamigen Stadtteil. Die Anfänge der Burg liegen im 12. Jahrhundert. Heute ist sie als Museum zugänglich (siehe: Museen und Galerien). Sehenswert ist auch der historische Stadtkern Linns mit seinen zahlreichen Fachwerkhäusern.

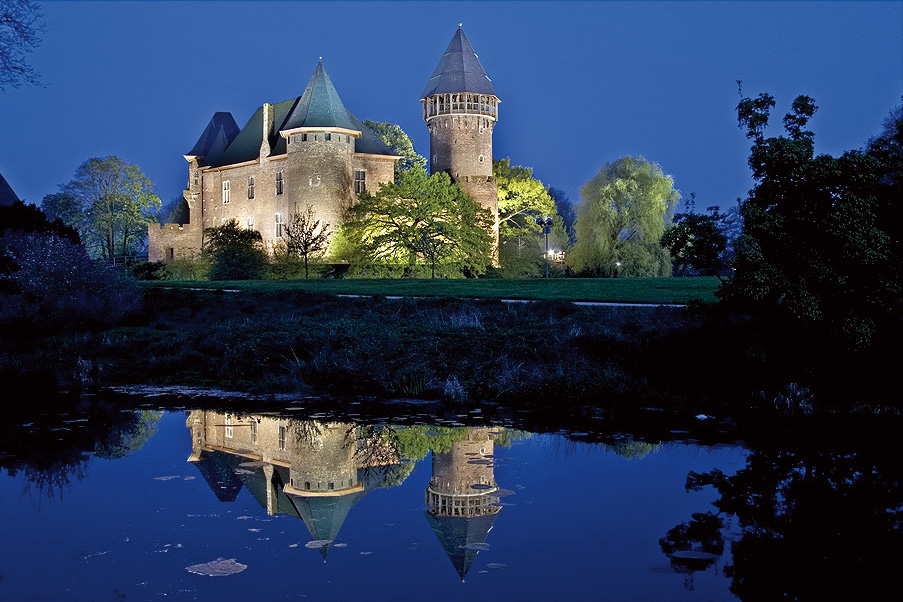
Die Burg Linn bei Nacht

Ebenfalls auf das 12. Jahrhundert geht Haus Rath im Stadtteil Elfrath zurück. Die Burganlage gilt als ältestes in seinem Ursprung erhaltene profane Bauwerk Krefelds. Haus Rath befindet sich in Privatbesitz.
Im Stadtteil Hüls findet man die Burg Hüls, die in den letzten Jahren restauriert wurde und heute für Veranstaltungen und Trauungen benutzt wird.
Die Geismühle, heute an der gleichnamigen Autobahnraststätte der A57 gelegen, wurde wahrscheinlich als Wachtturm der Linner Burg im 14. Jahrhundert errichtet. Als Mühle tritt der Turm 1575 erstmals in Erscheinung. Seit dem Jahr 2007 ist die Mühle wieder vollkommen restauriert und bis auf den Mühlstein einsatzfähig. Bei schönem Wetter kann man die segelbespannten Flügel im Wind sehen. Außerdem sind im Ortsteil Traar noch zwei weitere Turmwindmühlen erhalten, die Egelsbergmühle und die Elfrather Mühle.
Die Mennonitenkirche an der Königstraße wurde 1696 eröffnet. Historisch wertvoll ist das original erhaltene Portal auf der Rückseite. Es stellt das älteste Kulturdenkmal innerhalb der vier Wälle dar.

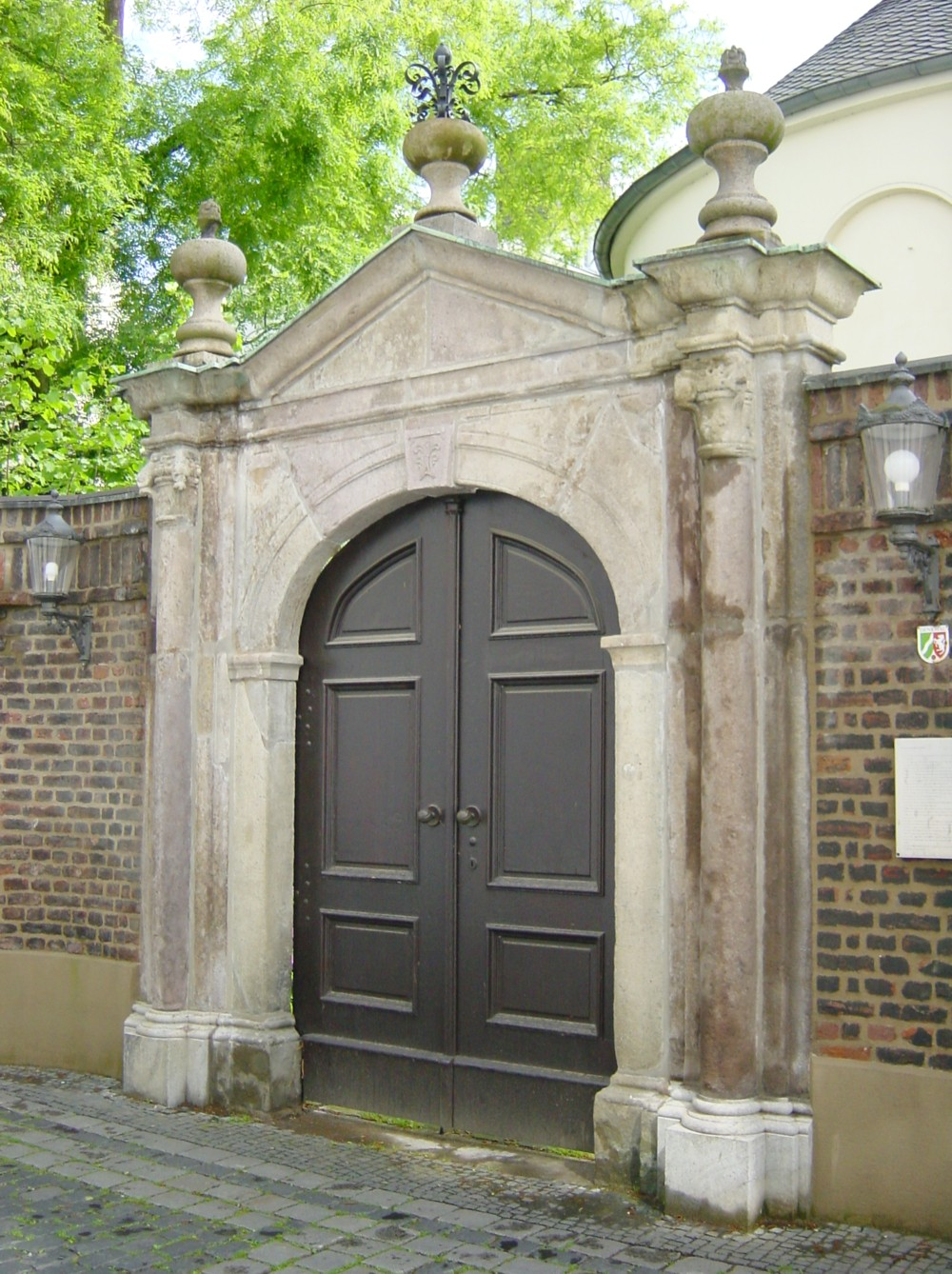
Portal der Mennonitenkirche von 1694

Die katholische Hauptpfarrkirche St. Dionysius wurde von 1753 bis 1755 errichtet und ist eines der Wahrzeichen Krefelds. Aufgrund der Verschiebung des Bauplatzes ist sie nicht geostet. 1769 erhielt sie einen Turm. Von 1840 bis 1844 wurde sie wegen der steigenden Einwohnerzahl um ein dreischiffiges Querhaus nach Plänen des Kölner Dombaumeisters Ernst Friedrich Zwirner erweitert und erhielt 1894 einen neuen Glockenturm. Im Krieg schwer beschädigt, wurde sie bis 1954 instand gesetzt. 1987 wurde sie renoviert. Im Turm hängt an gekröpften Stahljochen ein fünfstimmiges Geläute aus dem Jahre 1946. Die Glocken wurden beim Bochumer Verein für Gussstahlfabrikation gegossen und haben die Schlagtöne c1, es1, f1, g1 und b1. Im Inneren ist der Fensterzyklus des Krefelder Glasmalers Hubert Spierling besonders sehenswert. 2007 erhielt die Kirche eine neue Orgel der Bonner Orgelmanufaktur Klais.
Das wohl bekannteste Gebäude Krefelds ist das ehemalige Stadtpalais der Familie Von der Leyen, das den Kern des heutigen Rathauses bildet. Es wurde 1794 im Stil des rheinischen Klassizismus errichtet. Wegen der historischen Bedeutung dieses Palais kann dieses Gebäude als ein weiteres Wahrzeichen der Stadt angesehen werden. (Bild siehe: Politik)
Ein Teil der Musikschule ist im Haus Sollbrüggen untergebracht. Dieses alte Ausflugsschlösschen eines Seidenfabrikanten befindet sich mitten im Sollbrüggenpark. Des Weiteren ist das Ausflugsschlösschen Haus Greiffenhorst im Greiffenhorstpark zu nennen. Es wird heute als Ausstellungsraum genutzt.
Das Stadtbad auf der Neusser Straße galt um 1900 als die schönste und prächtigste Badeanstalt Deutschlands. Im Jahr 2000 wurde der Betrieb nach einem Erdbebenschaden vorerst eingestellt und das Bad geschlossen.
Nach der Restaurierung erstrahlt das ehemalige Straßenverkehrs- und Kreiswehrersatzamt an der Westparkstraße seit dem Jahr 2008 wieder im alten Sandsteinglanz. Das denkmalgeschützte Ensemble aus dem Jahr 1906 wurde als Teil einer Husarenkaserne unter Kaiser Wilhelm II. erbaut. Heute befindet sich dort ein Gesundheitszentrum und das Berufskolleg Vera Beckers, gleich gegenüber der Rheinlandhalle.
Sehr zentral am „Kopf“ des Ostwalls liegt der Hauptbahnhof Krefeld. Er wurde 1907 als Ersatz für den zu klein gewordenen und unpraktischen Vorgänger erbaut und ist eines der wenigen Großgebäude Krefelds, das im Krieg kaum zerstört wurde. (Bild siehe: Infrastruktur und Verkehr)
Das Stadtwaldhaus Krefeld mit dem größten Biergarten Nordrhein-Westfalens ist direkt im Stadtwald gelegen und wurde in der jetzigen Form 1911 fertig gestellt. Im Jahr 1959 konnte es Abrisspläne, die einen Neubau vorsahen, überstehen.

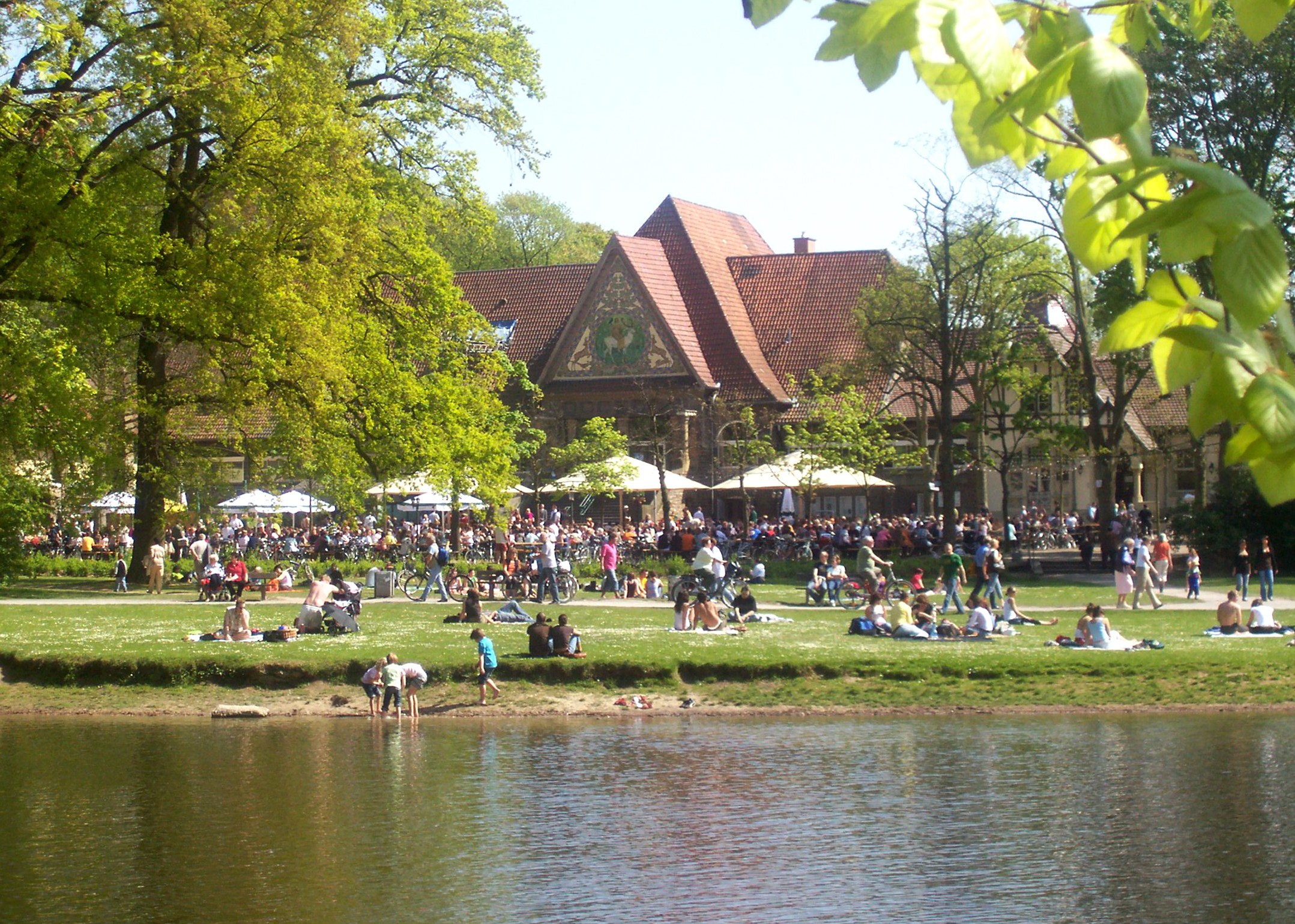
Das Stadtwaldhaus

Die Krefelder Galopprennbahn wurde 1912 nach den Plänen des Architekten August Biebricher mitten im Stadtwald gebaut. Die Galopprennbahn mit ihren Jugendstiltribünen erfreut sich bei Renntagen großer Beliebtheit.
Die Villa Merländer ist das Wohnhaus des im Vernichtungslager Treblinka wegen seines jüdischen Glaubens von den Nazis ermordeten Kaufmannes Richard Merländer. Es enthält Wandgemälde von Heinrich Campendonk und ist heute Gedenkstätte für NS-Opfer.
Die Häuser des Krefelder Architekten Karl Buschhüter, die sogenannten Buschhüter-Häuser, fallen durch ihre Bauart sofort auf. Besonders sind die Häuser im Kliedbruch, an der Lindenstraße, dem Westwall, am Bismarckplatz und der Ritterstraße zu nennen.
Das Seidenweberhaus auf dem Theaterplatz bietet für verschiedenen Veranstaltungen Platz und war wegen der hohen Funktionalität des Gebäudes regelmäßig ausgebucht. Es war schon bei seiner Erbauung umstritten und seit der Eröffnung im Jahr 1976 defizitär. Gemäß einem Ratsbeschluss vom November 2018 soll das Gebäude abgerissen und der Platz anschließend neu gestaltet werden.
Das Behnisch-Haus zwischen Lohstraße und Petersstraße beherbergt Praxen, Einzelhandelsflächen und Gastronomie.

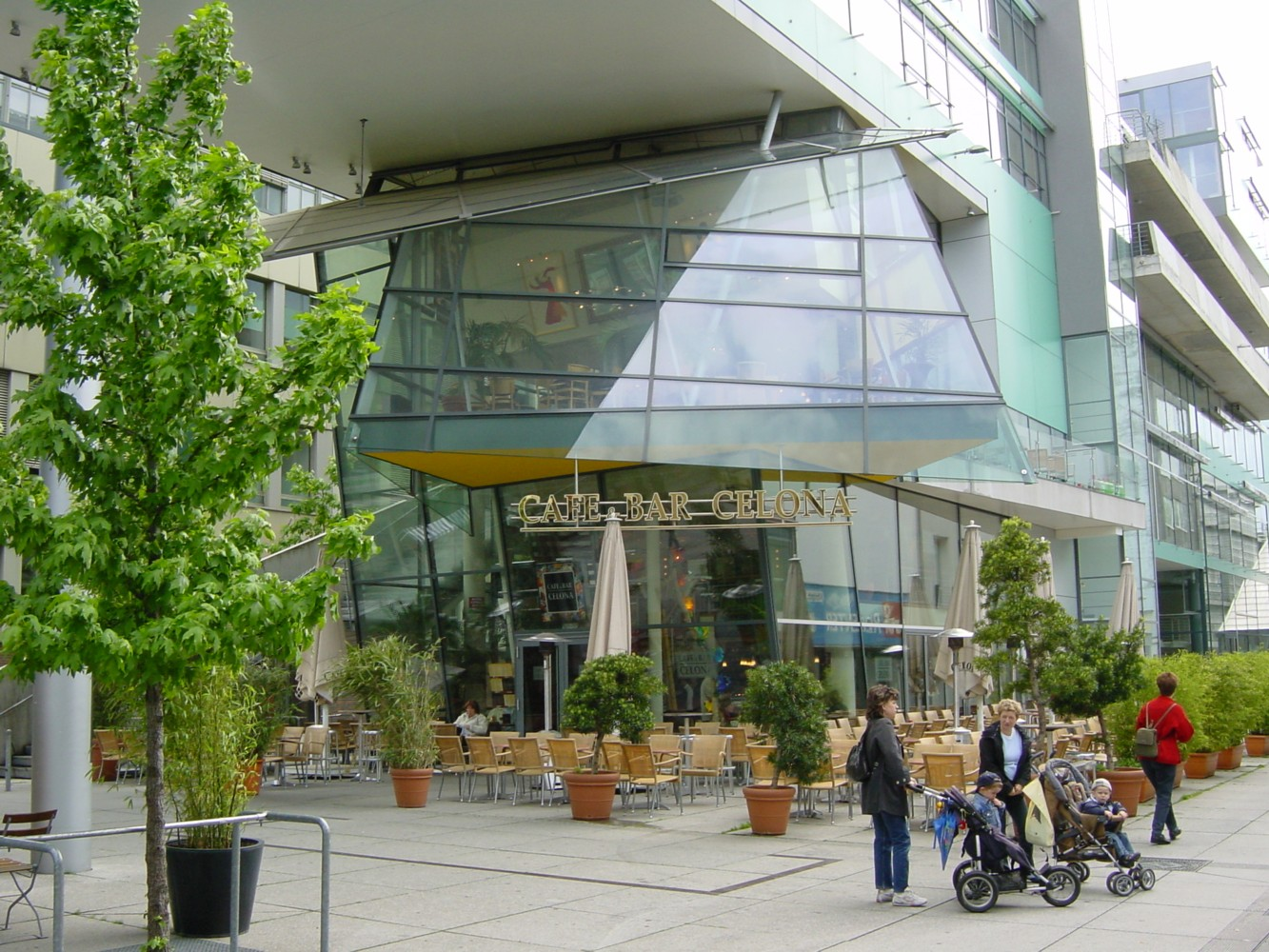
Teilstück des Behnisch-Hauses

Die YAYLA-Arena, der ehemalige Königpalast, ist eine im Jahre 2004 erbaute Mehrzweckhalle. Die Halle ersetzte die benachbarte Rheinlandhalle. Sie fasst 8000 Besucher und ist die Spielstätte des Eishockey-Clubs Krefeld Pinguine.
Die Halle wurde nicht zuletzt aufgrund der DEL Meisterschaft der KEV Pinguine im Jahre 2003 errichtet.

#### Weitere bemerkenswerte Gebäude
- St. Matthias in Hohenbudberg; erhaltener romanischer Kirchturm aus dem 12. Jahrhundert
- Haus Traar
- evangelische Pauluskirche, 1901 erbaut nach Entwurf von Ludwig Hofmann, 1943 zerstört, 1965 wiederaufgebaut
- Bockumer Rathaus
- Grotenburg-Stadion, Heimstadion des KFC Uerdingen 05
- Gymnasium am Moltkeplatz
- Sinn-Haus, ein 1906 erbautes Kaufhaus
- Hansa-Haus, etwa 1907 Seidenbörse, nach 1980 Hotel, seit 2006 Altenwohnheim und Sitz des Caritasverbandes für die Region Krefeld
- Hochhaus am Dampfmühlenweg, von den Krefeldern auch „Mississippidampfer“ genannt
- Mediothek am Theaterplatz, im Jahr 2008 eröffnet, galt als eine der modernsten Bibliotheken Deutschlands
- Talring 153, Wohnhaus des Textilfabrikanten Karl Heusgen, 1932 erbaut nach Entwurf der Architekten Rudolf Wettstein und Willi Kaiser
- Haus Vogelsang, ein am Bauhaus-Stil orientiertes Landhaus an der Moylandstraße, 1949–1950 nach Entwurf von Bernhard Pfau errichtet
- Zeughaus in Krefeld-Bockum
- Stadthaus, 1953–1956 nach Entwurf von Egon Eiermann als Verwaltungs- und Lagergebäude der VerSeidAG errichtet.

#### Denkmäler
Der „Meister Ponzelar“ ist ein Seidenweber-Denkmal auf dem Südwall, Ecke Ostwall. Dieses Denkmal kann als Wahrzeichen Krefelds angesehen werden.(Bild siehe: Geschichte)
Das Kaiser-Wilhelm-Standbild stand ursprünglich im Treppenhaus des Kaiser-Wilhelm-Museums, das seinerzeit als Gedenkhalle für Kaiser Wilhelm I. konzipiert und eingerichtet worden war. Auf einem Absatz der großen Freitreppe stand in einer Nische das überlebensgroße Standbild aus carrarischem Marmor, das der Bildhauer Gustav Eberlein geschaffen hatte. Zum Umbau des Museums 1966–1969 wurde das Kaiserdenkmal vom Sockel gehoben und in die ehemalige Husarenkaserne gebracht. 1979 wurde das Standbild zurückgeholt und an der Nordseite des Museums im Freien provisorisch und ohne Sockel aufgestellt. Dort verweilt es bis zum heutigen Tag.
Das Synagogendenkmal befindet sich auf der Marktstraße Ecke Petersstraße – dort wo die Synagoge bis zu ihrer Zerstörung durch die Nationalsozialisten stand.
Der Stadtrat Krefeld unter Führung der CDU lehnte 2005 gemeinsam mit der jüdischen Gemeinde die Verlegung vom Stolpersteinen zur Ehrung von NS-Opfern, so auch für den Krefelder Landtagsabgeordneten Fritz Lewerentz, mit der Begründung ab, dass auf diese Weise die Namen der Opfer ständig mit Füßen getreten würden. Nach einem erfolgreichen Bürgerbegehren mit rund 15.500 Unterschriften wurde ein Kompromiss gefunden: Wenn die jeweiligen Hauseigentümer und die Angehörigen der Opfer zustimmen, können die Stolpersteine verlegt werden.
Der Puppen-Brunnen mit beweglichen Figuren aus der Stadtgeschichte befindet sich auf dem Mittelstreifen des Südwalls, dort wo die Hochstraße ihn quert.
Die mehr als 800 Jahre alte Eibe auf Haus Rath ist ein geschütztes Naturdenkmal und gilt als der älteste Baum auf Krefelder Stadtgebiet.

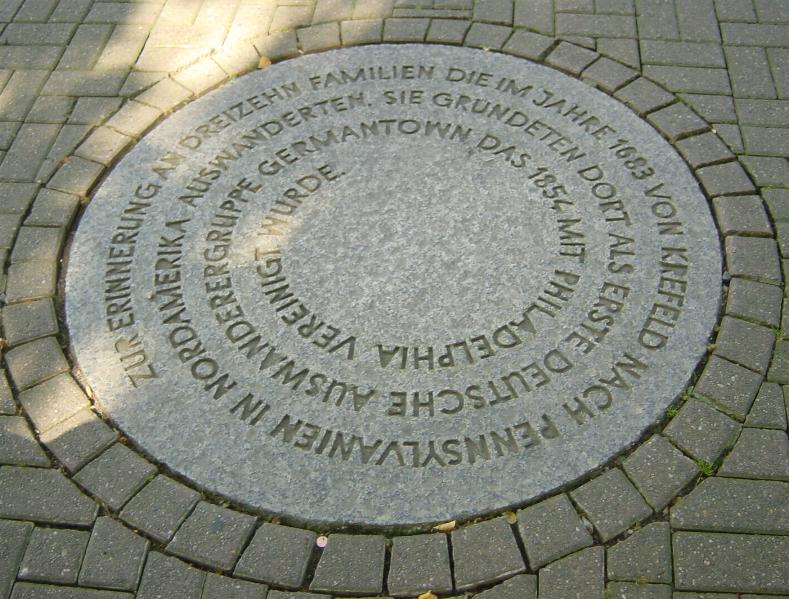
Gedenkstein für die Auswanderer unweit der Dionysiuskirche, heute Mennoniten-Kirch-Straße
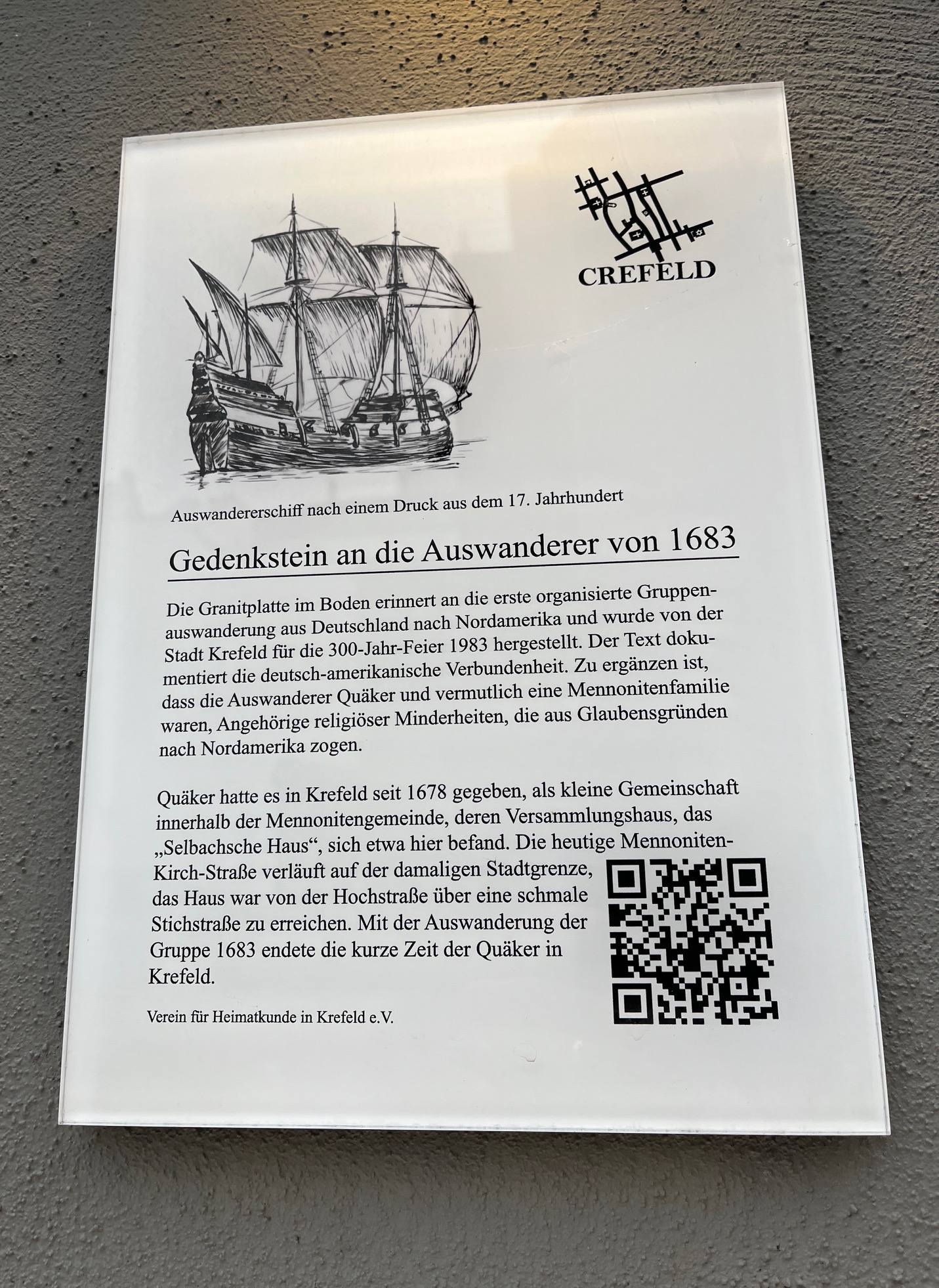
Tafel zum Gedenkstein für die Auswanderer in Krefeld

Auf die Auswanderung von 13 Familien nach Amerika im Jahr 1683 erinnert eine Gedenkplatte. Die Gedenkplatte, die 1979 in den Boden des Dionysiusplatz eingelassen wurde, ging bei Umgestaltungsarbeiten verloren. Sie wurde 2017 wiedergefunden und in der Mennoniten-Kirch-Straße wieder eingebaut.

### Grünanlagen

#### Krefelder Parkanlagen

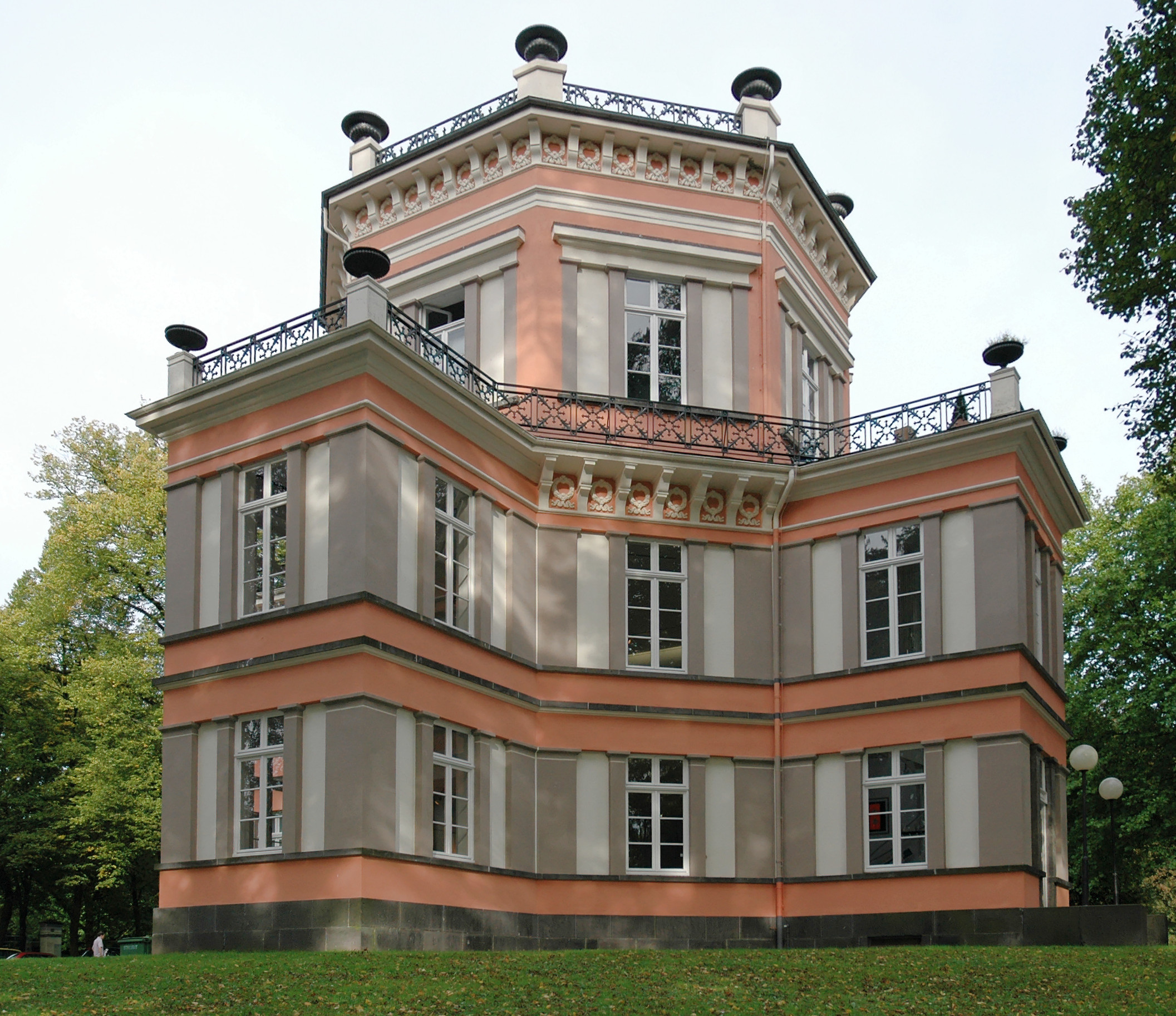
Haus Greiffenhorst im gleichnamigen Park

Krefeld besitzt eine Vielzahl von Parkanlagen und Grünflächen. Die Stadt nahm an dem Projekt Euroga 2002 plus, der dezentralen Landesgartenschau, teil und sanierte dafür zahlreiche seiner historischen Parks. Von den Krefelder Parkanlagen wurden alleine neun, nämlich Haus Lange und Haus Esters, der Burgpark Linn, der Greiffenhorstpark, der Landschaftspark und das Arboretum Heilmannshof, der Schönwasserpark, der Sollbrüggenpark, der Krefelder Stadtwald und der Schönhausenpark 2004/2005 in die Straße der Gartenkunst zwischen Rhein und Maas aufgenommen.
Bei den meisten der historischen Parkanlagen handelt es sich um Schenkungen von reichen Textilfabrikanten. Deshalb findet sich in vielen der historischen Parkanlagen ein Ausflugs- oder Jagdschlösschen oder ein Pavillon, der an den Stifter erinnern soll. Beste Beispiele sind das Haus Sollbrüggen, das heute als Musikschule dient oder Haus Greifenhorst, das als Ausstellungsraum genutzt wird.
Die größten Krefelder Grünanlagen sind:
| - Bruckhausen-Park (1) - Burgpark Hüls (2) - Burgpark Linn (3) - Crön Park (4) - Greiffenhorstpark (5) - Holthausens Kull (6) - Kaiser-Friedrich-Hain (7) - Kaiser-Wilhelm-Park (8) - Kaiserpark (9) - Neuenhofen-Park (10) - Rheinpromenade Uerdingen (11) | - Schönhausenpark (12) - Schönwasserpark (13) - Sollbrüggenpark (14) - Stadtgarten (15) - Stadtpark Fischeln (16) - Stadtpark Uerdingen (17) - Hauptfriedhof (18) - Forstwald (19) - Hülser Berg (mit Kliedbruch und Hülser Bruch) (20) - Stadtwald (21) |

#### Botanischer Garten
Der Botanische Garten Krefeld besteht seit 1928 und liegt am Rande des Schönwasserparks im Stadtteil Oppum. Auf einer Fläche von 3,6 ha wachsen hier rund 5000 Pflanzenarten in wissenschaftlichen Abteilungen und Themengärten. Der Eintritt ist frei, ausgenommen bei Sonderveranstaltungen.

#### Krefelder Zoo
Der Krefelder Zoo wurde 1938 gegründet und liegt heute genau neben dem Grotenburg-Stadion. Er beherbergt auf einer Fläche von 13 ha derzeit etwa 1300 Tiere aus 225 verschiedenen Arten. Zu den besonderen Attraktionen gehören die tiergeografisch gegliederte Vogeltropenhalle, das 1998 eröffnete Regenwaldhaus, eine Vogelfreifluganlage und andere seltene Tierarten. Das Affentropenhaus, in dem drei Menschenaffenarten ohne Trennscheiben oder -gitter lebten, wurde in der Nacht zum 1. Januar 2020 durch einen Brand zerstört. Die neuesten zoologischen Sehenswürdigkeiten sind der Pinguinpool (2014), die Afrikasavanne (2016) und die Erdmännchenlodge (2017). Weltweite Bekanntheit erlangte der Zoo darüber hinaus durch die langjährige erfolgreiche Zucht von Schneeleoparden und Spitzmaulnashörnern. Jährlich besuchen rund 380.000 Menschen den Zoo.

#### Hülser Berg
Beim Hülser Berg handelt es sich um einen in der letzten Eiszeit entstandenen Geröllberg (Endmoräne), der heute vollständig bewaldet ist und als Ausflugsziel dient. Auf dem Hülser Berg befindet sich die Hülser Bergschenke. Weiterhin befindet sich dort ebenfalls ein Aussichtsturm, der damit auch den höchsten Punkt Krefelds darstellt.
Der Fachbereich Jugend veranstaltet auf dem Hülser Berg jedes Jahr im Sommer ein Seifenkistenrennen. In unmittelbarer Nähe zum Hülser Berg am Rande des Hülser Bruchs befinden sich die beiden künstlich aufgeschütteten Erhebungen Inrather Berg, eine aus Bauschutt und Kriegstrümmern angehäufte Halde, sowie die ehemalige, mittlerweile begrünte Müllhalde Kapuzinerberg.

#### Elfrather See
Das Naherholungsgebiet Elfrather See in Uerdingen bietet viele Möglichkeiten für Wassersport. Der See entstand zwischen den 1970er und 2000er Jahren aus einer Kiesgrube. Auf der 2,3 km langen Regattastrecke werden Wettkämpfe im Segeln, Rudern und Windsurfen ausgetragen. Taucher, Angler, Jogger, Bootsmodellbauer und Spaziergänger nutzen das Naherholungsgebiet. Aufgrund der dauerhaften Beheimatung von ehemaligen Zugvögeln wie z. B. arktischen Wildgänsen, Brandgänsen und Kanadagänse und den meist hohen Werten der Keimbelastung im Sommer lassen sich Badesee und Badestrand seit Jahren nur bedingt nutzen.
Der Elfrather See ist Austragungsort der Ruder-Bundesliga (durch den Crefelder Ruder-Club 1883 e. V.).

### Sport

#### Sport (Übersicht)

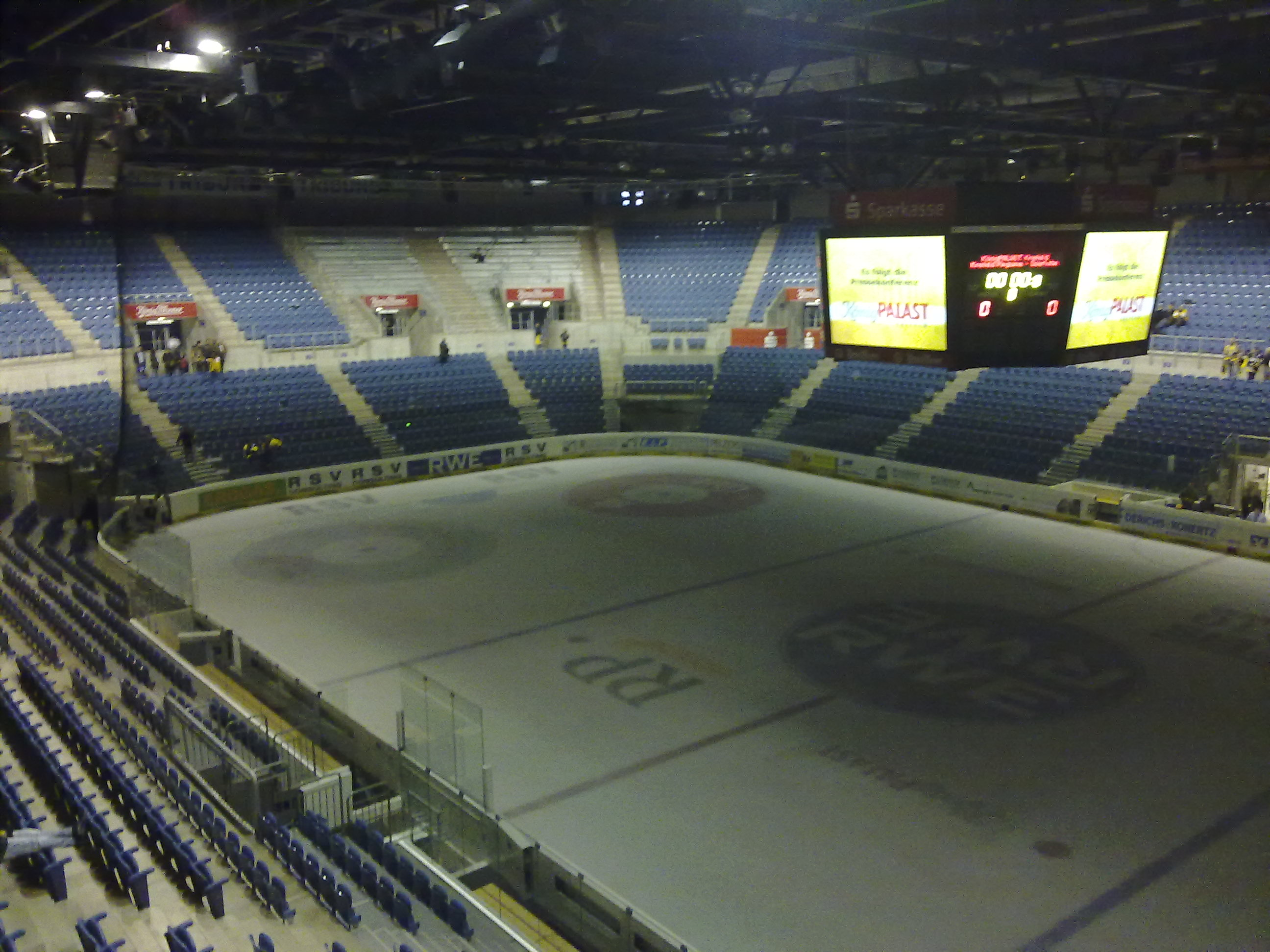
Die Yayla-Arena (früher Königpalast) ist die Heimspielstätte der Krefeld Pinguine.

Der Sport hat in Krefeld einen hohen Stellenwert. In über 250 ansässigen Sportvereinen kann man über 200 Sportarten nachgehen. In Krefeld gibt es in jedem Stadtteil mindestens eine städtische Sportanlage mit einem Asche- oder Rasenfußballplatz und einer Laufbahn. Krefeld verfügt über drei öffentliche Badeanstalten sowie mehrere Freibäder.
Große Bedeutung hat im örtlichen Sport der Bayer-Konzern. Er unterstützt mehrere, überwiegend im Stadtteil Uerdingen ansässige Sportvereine verschiedener Sportrichtungen, die zusammengenommen eine Mitgliederzahl von fast 18.000 Mitgliedern erreichen. Der Konzern unterhält mehrere Sportstätten verschiedener Art.
Der bekannteste und erfolgreichste Fußballverein in Krefeld ist der KFC Uerdingen 05, der aktuell in der Fußball-Oberliga Niederrhein spielt. Seinen größten Erfolg konnte der Verein im Jahre 1985 (damals unter dem Namen FC Bayer 05 Uerdingen) mit dem DFB-Pokalsieg feiern, nachdem er im Finale den FC Bayern München besiegte. Die Heimspielstätte des KFC ist das Grotenburg-Stadion im Stadtteil Bockum.
Eishockey und Eissport haben in Krefeld eine lange Tradition (siehe auch: Eishockey in Krefeld). Ende der 50er und während der 60er Jahre hatte Krefeld mit dem KTSV Preussen Krefeld und dem Krefelder EV zeitgleich zwei Vereine in der 1958 neu gegründeten 1. Eishockey-Bundesliga. Zuvor hatte Preussen Krefeld im Jahr 1951 den ersten Meistertitel erlangt. 1963 wurde der Deutsche Eishockey-Bund in Krefeld gegründet. Der Eishockey-Verein Krefeld Pinguine ist der bekannteste Vertreter dieses Sports. In der Saison 2002/03 konnte sich der Verein den Meistertitel sichern. Er spielt aktuell in der DEL2. Es existieren drei Eisstadien, wobei die Yayla-Arena (bis 2018 Königpalast) sportlich nur von den Krefeld Pinguinen genutzt wird. Im Eiskunstlauf wurde Krefeld durch den mehrfachen Deutschen Meister Werner Rittberger bekannt, nach dem der Rittberger-Sprung benannt ist.
Im Handball spielt die HSG Krefeld, ein Zusammenschluss der in der Saison 2012/13 in der 3. Liga der Staffel West spielenden Vereine DJK SV Adler Königshof 1919 (15. Platz, Abstieg) und SC Bayer 05 Uerdingen (8. Platz) eine führende Rolle in Krefeld. Mit Beginn der Saison 2020/21 verließ der Stammverein SC Bayer 05 Uerdingen die Spielgemeinschaft und das Team tritt seither unter dem Namen HSG Krefeld Niederrhein an. Gleichzeitig trägt der Verein Heimspiele im benachbarten Moers aus. Ziel dabei ist die Stärkung des Handballs in der Region Niederrhein. Die „Eagles“ spielen derzeit (2022/2023) in der Staffel D der 3. Liga. Der TV Oppum wurde 1931 (Deutscher Turngau) sowie 1966 und 1968 deutscher Feldhandballmeister.
Im Schach stellt Krefeld mit dem Krefelder Schachklub Turm 1851 den ältesten Sportverein in Krefeld und auch einen der ältesten und größten Schachklubs in Deutschland.
Erfolgreichster Segelsportverein Deutschlands ist der Segelklub Bayer Uerdingen SKBUe, mit zahlreichen nationalen und internationalen Erfolgen: 56 DM-, 7 EM-Titel, 3 WM-Titel, mehr als 80 Regattaerfolge, Olympiateilnahmen (London Platz 5), mehrfache Verleihung des Jubiläumspokals.
Der SV Bayer Uerdingen 08 ist mit ca. 10.000 Mitgliedern Deutschlands größter Schwimmsportverein und spielt ebenso wie die Schwimm-Vereinigung Krefeld 1972 beim Wasserball in der Deutschen Wasserball-Liga. Viele Jahre war auch der SSF Aegir Uerdingen 07 erstklassig.
Auf das Konto der Badminton-Abteilung vom SC Bayer 05 Uerdingen gehen insgesamt sechs Titel als Deutscher Mannschaftsmeister der Jahre 1993, 1994, 1995 (bis dahin als FC Bayer 05 Uerdingen), 1998, 2002 und 2003.
Im Tennis ist Krefeld durch den HTC Blau-Weiß Krefeld in der 1. Bundesliga vertreten.
Sportlich erfolgreich ist auch der Crefelder Hockey und Tennis Club. Er spielt sowohl auf dem Feld als auch in der Halle in der Hockey-Bundesliga und wurde in der Saison 2005/2006 Deutscher Feldhockey-Meister und in der Saison 2006/2007 Deutscher Hallenhockey-Meister.
Sportlich ebenfalls erfolgreich ist der DUC Krefeld e. V., der in der ersten Liga des Unterwasserrugby zu den besten Mannschaften Deutschlands gehört.
Im Rollhockey spielen die Herren des Hülser Sportverein  in der 2. Rollhockey-Bundesliga.
Außerdem ist der in Krefeld ansässige Crefelder Ruder-Club 1883 e. V. (CRC) ein bundesweit bekannter Verein, der in der Ruder-Bundesliga rudert und schon mehrmals deutsche Meister gestellt hat.
Das Damen-Team der Triathlon-Abteilung des Krefelder Kanu Klub war bis zur Einstellung der Leistungssportabteilung etwa 20 Jahre in der 1. Triathlon-Bundesliga vertreten.
Der Inline-Skaterhockey-Verein, „Skating Bears“, mehrfacher Deutscher Meister und Europameister, ist der größte Skater-Hockeyverein in Deutschland.
Für nordrhein-westfälische Verhältnisse ist Krefeld mit seinen drei Stockschieß-Vereinen eine Hochburg. Die Vereine Ski-Klub Uerdingen, EC Krefeld und Seidenstädter ES stellen bei Damen, Herren und im Mixed Spitzenmannschaften von NRW.
Seit 1995 gibt es im TC Seidenstadt Krefeld die Abteilung Rollstuhltanz.
Im Pferdesport stammen viele Reiter von Weltrang aus Krefeld. So die Brüder Peter Schiergen (Rennreiten) und Heiner Schiergen (Dressur). Krefeld beherbergt das Trainingslager der spanischen Equipe (Kornaue, Trainer Jean Bemelmanns) und war Standort für die Ausbildung der deutschen Olympiamannschaft in der Vielseitigkeit (Stall Kühnen, Reiter Ralf Ehrenbrink). Auch dient die Pferderennbahn im Krefelder Stadtwald renommierten Rennställen als Quartier (Mäder/Hofer).
2021 bewarb sich die Stadt als Host Town für die Gestaltung eines viertägigen Programms für eine internationale Delegation der Special Olympics World Summer Games 2023 in Berlin. 2022 wurde sie als Gastgeberin für Special Olympics Cayman Islands ausgewählt. Damit wurde sie Teil des größten kommunalen Inklusionsprojekts in der Geschichte der Bundesrepublik mit mehr als 200 Host Towns.

#### Sportveranstaltungen
Der SSV Krefeld-Gartenstadt richtet jedes Jahr im Juni Deutschlands größtes DHB Masters-Turnier im Beachhandball aus. 16 Mannschaften (8 Frauen und 8 Männerteams) kämpfen auf der Sandanlage am Elfrather See um Masterpunkte und um den Einzug ins Finale der Deutschen Meisterschaft in Cuxhaven. Weiter finden an den Tagen Donnerstag bis Sonntag die offenen Stadtmeisterschaften im Beachhandball statt, an der 42 Männer- und Frauenteams teilnehmen.
Der SC Bayer 05 Uerdingen richtet seit 1988 jährlich den Krefeld Triathlon am Elfrather See im Stadtteil Uerdingen aus.
Im Tischtennis richtet der SC Bayer 05 Uerdingen jährlich eine Woche nach Ostern in der Uerdinger Halle das Bayer-Frühjahrsturnier aus, das weit über die Grenzen Deutschlands bekannt ist.
Seit 1972 gibt es den jährlichen St. Martinscross-Lauf, seit 1996 treffen sich Sportbegeisterte beim Krefelder Pfingstlauf zum Laufen, Walking und Handbiken im Stadtwald, wobei das Startgeld der Aktion Behindertengerechte Spielplätze zufließt.

### Regelmäßige Veranstaltungen
In Krefeld findet eine Vielzahl von regelmäßigen Veranstaltungen statt.
Das Jahr beginnt, wie im Rheinland üblich, mit der „fünften Jahreszeit“ und vielen Karnevalssitzungen zahlreicher Gesellschaften. Der Krefelder Rosenmontagszug ist dabei mit ca. 180.000 Zuschauern der karnevalistische Höhepunkt. Bereits seit 1860 zieht im Stadtteil Uerdingen der „närrische Lindwurm“.
Am ersten Maiwochenende wird im Botanischen Garten die Art of Eden veranstaltet. Im Rahmen des zum Leben erwachten, blühenden Gartens präsentieren sich ca. 40 internationale Künstler mit ihren Skulpturen. Zur gleichen Zeit steht auch der Niederrheinische Pottbäckermarkt an. Vom Rathausplatz über die Karl-Wilhelm Straße bis zum Theaterplatz erstrecken sich die Stände von rund 120 Keramikern aus mehreren Ländern. Rund 50.000 Besucher werden jedes Jahr gezählt.
Am zweiten Maiwochenende findet wie auch im Herbst die Sprödentalkirmes auf dem Sprödentalplatz mit über 100 Schaustellern statt.

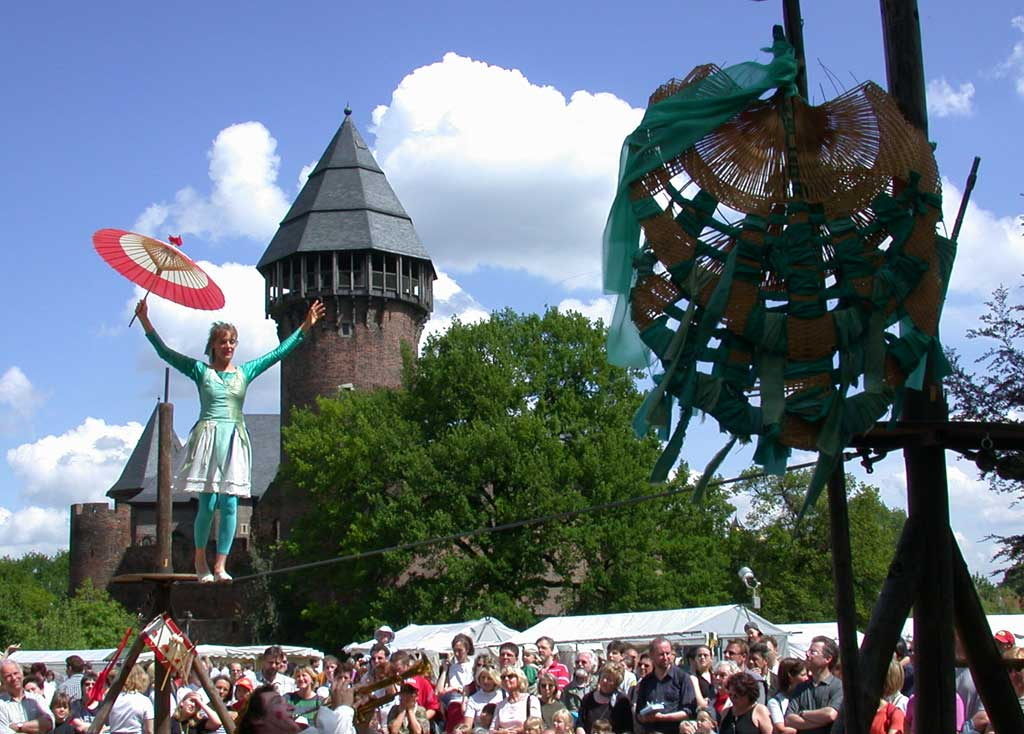
Flachsmarkt 2006

Jedes Jahr am Pfingstwochenende findet um die Burg Linn und in der angrenzenden Linner Altstadt der überregional bekannte Flachsmarkt statt. Der mittelalterliche Handwerkermarkt ist der größte Handwerkermarkt Deutschlands. Hier bieten mittlerweile über 300 Händler ihre Waren an.
Am ersten Septemberwochenende findet alle zwei Jahre das Flugplatzfest mit bis zu 10.000 Besuchern auf dem Flugplatz Krefeld-Egelsberg statt. Die veranstaltenden Luftsportvereine bieten neben dem Kunstflugprogramm auch familienfreundliche Attraktionen.
Im Rahmen des Krefelder Kultursommers werden eine Vielzahl an Veranstaltungen angeboten, so das Jazzfestival Jazz an einem Sommerabend auf der Burg Linn. Auf dem vom Jazzklub veranstalteten Festival treten neben regionalen Jazzmusikern auch namhafte Jazzgrößen auf. Ebenfalls eine Veranstaltung des Krefelder Kultursommers ist das am letzten Ferienwochenende der Sommerferien stattfindende Folklorefest (Folk- und Weltmusikfestival) „umsonst & draußen“ am Platz an der Alten Kirche. Im Spätsommer findet dann im Stadtteil Hüls der Bottermaat, ein mittelalterlicher Handwerkermarkt statt.
Am 1. und 2. Advent findet in Krefeld der Suedgang statt, ein Tag der offenen Ateliers. Mit dem ebenfalls im Advent öffnenden Weihnachtsmarkt klingt das Jahr dann aus. Die Stände erstrecken sich vom Dionysiusplatz über die Rheinstraße bis zur Hochstraße.
Des Weiteren veranstaltet der Einzelhandel übers Jahr verteilt in nicht festgelegten Abständen die sogenannten Krefelder Samstage. In der Innenstadt finden dann in vielen Geschäften, aber auch in der Fußgängerzone themenbezogene Ausstellungen, Beratungen und Aktionen statt.
Seit 2006 gibt es neben dem Behnisch-Haus den Krefelder Stadtmarkt. 20 feste Marktbeschicker sowie zusätzlich wechselnde Stände führen dort die Markthallentradition, wenn auch ohne Halle, fort. Des Weiteren existieren 17 Wochenmärkte auf dem Krefelder Stadtgebiet. Einer der größten Märkte findet jeden Dienstag und Freitag auf dem Westwall statt.

### Braukunst

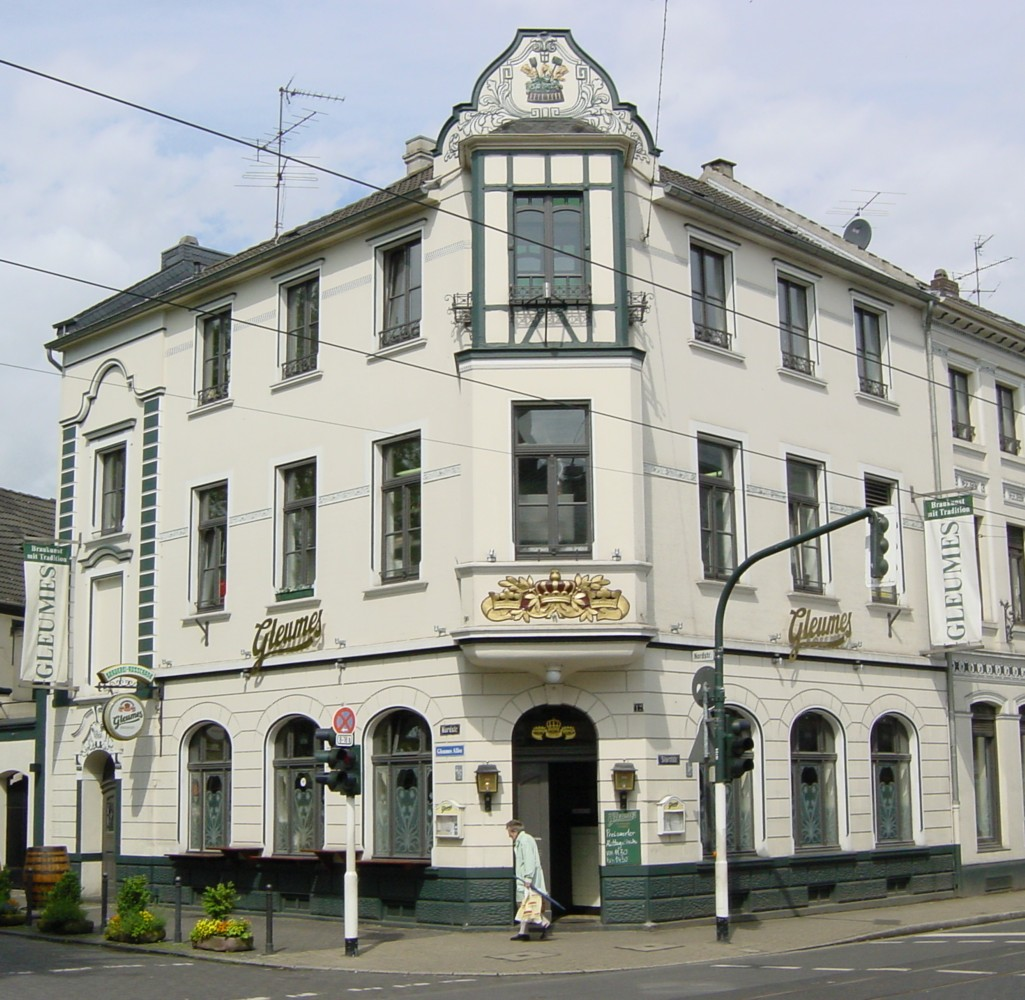
Hausbrauerei Gleumes

Altbier hat in Krefeld Tradition. Einst gab es eine große Anzahl an Brauhäusern mit noch heute bekannten Namen wie Tivoli, Wienges oder Rhenania. Von der Vielzahl an Brauereien hat jedoch nur Gleumes überlebt, das auch heute noch nicht nur für den Hausausschank selber in Krefeld braut. Gleumes braute auch das Bier für das im Jahr 2015 geschlossene traditionsreiche Krefelder Brauhaus Herbst Pitt.
Die Brauerei Rhenania in Krefeld-Königshof war die letzte der aufgegebenen Brauereien. Rhenania Alt wird nun von der Krombacher Brauerei in Kreuztal-Krombach gebraut. Auf dem Gelände der ehemaligen Brauerei Rhenania wurde 2003 mit der Brauerei Königshof wieder eine Brauerei eröffnet. Diese braut und vertreibt seitdem Bier unter eigenen Namen und agiert als Lohnbrauerei für Fremdmarken.
Seit dem Jahr 2018 betreibt die Gaststätte Nordbahnhof eine eigene Hausbrauerei, wo diverse Biersorten gebraut und neben dem Ausschank auch außer Haus verkauft werden.
Als das bekannte „Krefelder“ bezeichnet man heute meistens ein Mischgetränk aus Altbier und Cola. Ursprünglich war damit jedoch die Mischung von Alt mit Dunkelbier (Malzbier) gemeint. Im Raum Krefeld heißt dieses Bier „Alt-Schuss“. Krefelder, d. h. mit Cola gemischtes Altbier, ist trotz der namentlichen Assoziation in der Stadt eher unüblich.

## Wirtschaft und Infrastruktur
Die Wirtschaft Krefelds war aufgrund der Entwicklung zur Samt- und Seidenstadt lange Zeit überwiegend auf die Textilindustrie ausgerichtet. Nach dem Zusammenschluss mit Uerdingen zu Krefeld-Uerdingen am Rhein im Jahre 1929 kamen bedeutende Unternehmen des Fahrzeug- und Metallbaus, der Pflanzenölindustrie und der chemischen Industrie hinzu. Nach dem Niedergang der Textilindustrie ab den 1970er Jahren konnte die Wirtschaft Krefelds davon profitieren. Die Schwerpunkte der in Krefeld ansässigen Industrieunternehmen liegen in den Bereichen chemische Industrie (5,3 % der Beschäftigten), Metallindustrie (5,2 %), Maschinenbau (4,2 %) und Fahrzeugbau (4,1 %). Trotz allem hat die Textilindustrie noch einen relativ hohen Stellenwert. Im Zuge des Strukturwandels musste die Stadt jedoch einen signifikanten Rückgang an Arbeitsplätzen hinnehmen (−19,3 Prozent im Zeitraum 1976–2009).
Im Jahre 2016 erbrachte Krefeld, innerhalb der Stadtgrenzen, ein Bruttoinlandsprodukt von 8,451 Milliarden € und belegte damit Rang 41 in der Rangliste der deutschen Städte nach Wirtschaftsleistung. Das BIP pro Kopf lag im selben Jahr bei 37.399 € pro Kopf (Nordrhein-Westfalen: 37.416 €/ Deutschland 38.180 €). In der Stadt sind 2017 ca. 133.300 Personen beschäftigt. Die Arbeitslosenquote lag im Dezember 2018 bei 9,7 % und damit deutlich über dem Durchschnitt von Nordrhein-Westfalen mit 6,4 %.
In der QUIS-Studie „Zukunftsfähigkeit 2021“ erreicht Krefeld unter allen 400 deutschen Städten und Landkreisen mit 9 von 10 Punkten den 45. Platz. Die Studie legt den Fokus auf die Attraktivität für Unternehmensansiedlungen und berücksichtigt Faktoren wie die Wirtschafts- und Finanzkraft, die Qualität des Bildungsniveaus sowie die Innovationskraft, Internationalität und Erreichbarkeit.

### Unternehmen

#### Chemische Industrie

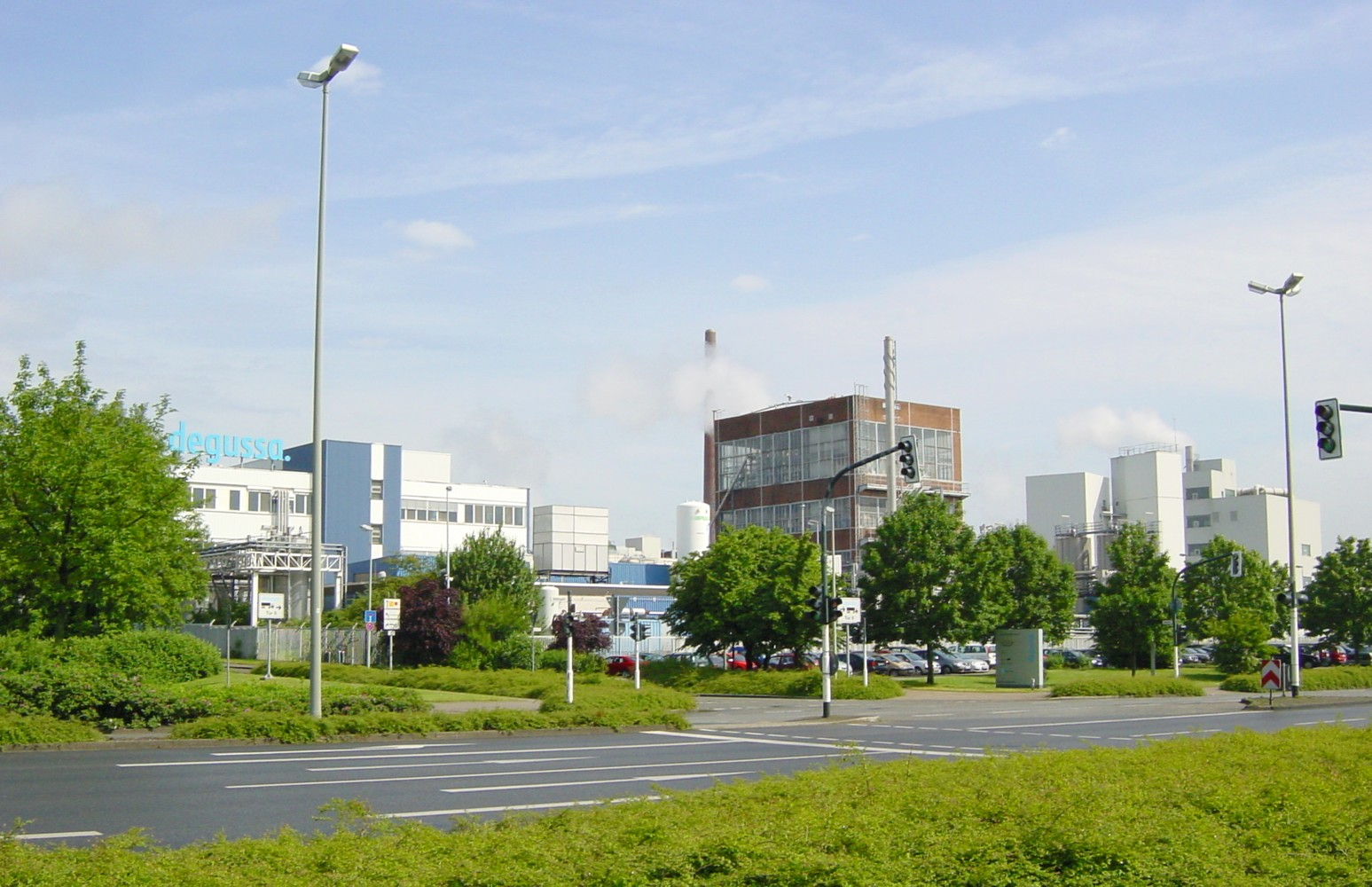
Multi-User Standort Krefeld (Evonik, Ashland, Bozzetto)

Die chemische Industrie ist aufgrund der Nähe zum Rhein vor allem im Stadtteil Uerdingen stark vertreten. Heute arbeiten rund 8.000 Mitarbeiter in der Chemie und damit verbundenen Unternehmen. Innerhalb der Krefelder Wirtschaft bildet der Bereich mit 5,3 % aller Beschäftigten die fünftstärkste Branche.
Bis zur Ausgliederung einzelner Anlagen unterhielt der Chemie-Konzern Bayer AG in Uerdingen sein zweitgrößtes und mit der Gründung im Jahr 1877 durch Edmund ter Meer auch zweitälteste Werk. Es war der Grundstein für den heutigen Chempark Krefeld-Uerdingen, einem Chemiepark auf dem auf einer Fläche von 260 Hektar rund 40 verschiedene eigenständige Unternehmen angesiedelt sind, die hauptsächlich Kunststoffe produzieren. Die Betreibergesellschaft des Chemparks ist die Currenta GmbH und Co. OHG. Seit 2017 hat die Bayer AG keinen Standort mehr in Uerdingen. Darüber hinaus zog sich Bayer sukzessive aus den Mehrheitsbeteiligungen ihrer dort ansässigen Tochter-Gesellschaften, wie z. B. Currenta, Covestro oder Lanxess heraus.
Im Stadtteil Uerdingen sitzt Europas einziger Produzent von Rizinusöl- und Leinölderivaten, die Alberdingk Boley GmbH. In Rheinnähe finden sich noch viele andere kleinere Unternehmen der chemischen Industrie.
Ein weiterer Chemie-Betrieb ist das Krefelder Werk der Evonik, ehemals Stockhausen GmbH. Evonik beschäftigt in Krefeld auf einer Fläche von 19,7 ha. (rund 900 Mitarbeiter 2017) 600 Mitarbeiter (2018). Diese produzieren in Krefeld eine breite Produktpalette. So stellt das Evonik-Werk in Krefeld einerseits als Weltmarktführer Superabsorber für die Hygieneindustrie her, andererseits auch Hautschutzprodukte, Hautpflegeprodukte und spezielle Polymere für die Landwirtschaft, die Kabel- und Verpackungsindustrie sowie für die Brandbekämpfung. In diesem Segment zählen die Produkte zu den Marktführern in Europa.
Des Weiteren unterhält Henkel in Linn am Hafen ein Fragrance Center. Hier werden z. B. neue Duftstoffe entwickelt. Die Dreiring-Werk bzw. ihre Vorgänger stellte im Rheinhafen seit 1905 Feinseifenstücke und ähnliche Produkte her. Das Unternehmen schloss 2020 infolge Insolvenz.

#### Maschinen- und Anlagenbau

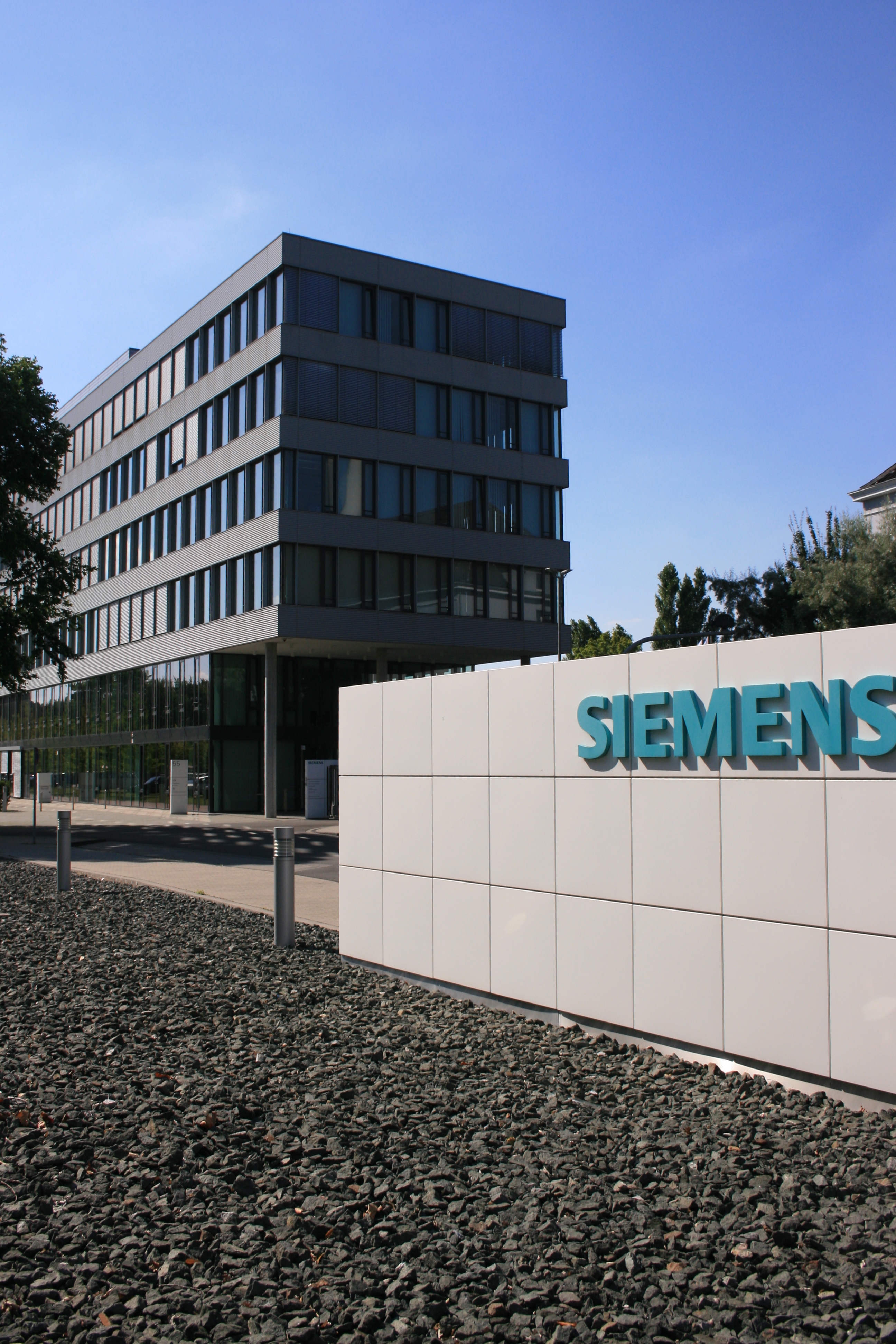
Verwaltungsgebäude von Siemens Mobility

Als Zulieferer für die vielen Unternehmen des Textilgewerbes in der Stadt siedelten sich auch Maschinenbauunternehmen an, vornehmlich für Textilmaschinen. Der Niedergang der Textilindustrie in Krefeld, auch aufgrund der wachsenden Konkurrenz aus Fernost, zog daher viele Maschinenbauunternehmen mit sich, darunter so bekannte Namen wie zum Beispiel Zangs. Ein noch existierendes Unternehmen des Textilmaschinenbaus ist Jagenberg. WUMAG texroll in Linn fertigt Edelstahlzylinder, Textiltrockner, Walzen und Maschinen für die Textil-, Papier- und Kunststoffindustrie. Nach wie vor im Textilmaschinenbau tätig ist auch die zur Schweizer Saurer-Gruppe gehörende Firma Volkmann, die Zwirnmaschinen herstellt. Die 2006 aus dem Textilmaschinenbauer Küsters hervorgegangene Andritz Küsters stellt Anlagen für die Vliesstoff- und Papierproduktion her. Auch ein Kompetenzzentrum von Andritz Separation befindet sich in der Stadt.
Die Siempelkamp-Gruppe ist Hersteller von Maschinen und Anlagen, insbesondere Pressensystemen für die Holz-verarbeitende und Gummi-Industrie. Der Bereich Gusstechnik produziert u. a. Behälterkörper für den Castorbehälter.
Die 1898 in Uerdingen (Casino) gegründete Waggonfabrik Uerdingen, später Teil der DUEWAG, produzierte u. a. den Uerdinger Schienenbus. Heute gehört das Werk der Firma Siemens Mobility zu den modernsten Schienenfahrzeugproduktionsstätten in Europa. Hier werden seit den 1990er Jahren ausschließlich Personenzüge gebaut. Das Werk Uerdingen gilt als das Kompetenzzentrum für Hochgeschwindigkeitszüge in Deutschland (ICE). Im Standort Krefeld-Uerdingen werden Hochgeschwindigkeitszüge für die ganze Welt hergestellt. Hier sind ca. 2500 Menschen beschäftigt.
Im Stadtteil Oppum wurde bereits 1891 die erste Reparaturwerkstatt der Bahn errichtet. Heute ist das ICE-Instandhaltungswerk Krefeld eines der modernsten Werke für die schwere Fahrzeuginstandhaltung der Bahn. Knapp 700 Mitarbeiter sind hier beschäftigt. ICE und elektrische Triebzüge des Nahverkehrs werden generalüberholt, das heißt, alle Bauteile der Fahrzeuge werden geprüft, erneuert oder aufgearbeitet. Dazu gehören Drehgestelle, Radsätze, aber auch kleine Teile wie Stoßdämpfer.
Die D.D.V. GmbH Dulevo in Uerdingen produziert Kehrsaugmaschinen, Naßschrubbautomaten und Straßenreinigungsmaschinen.
Im Gewerbegebiet Krefeld-Fichtenhain befindet sich die Europa-Zentrale des chinesischen Baumaschinenkonzerns XCMG.

#### Metallindustrie

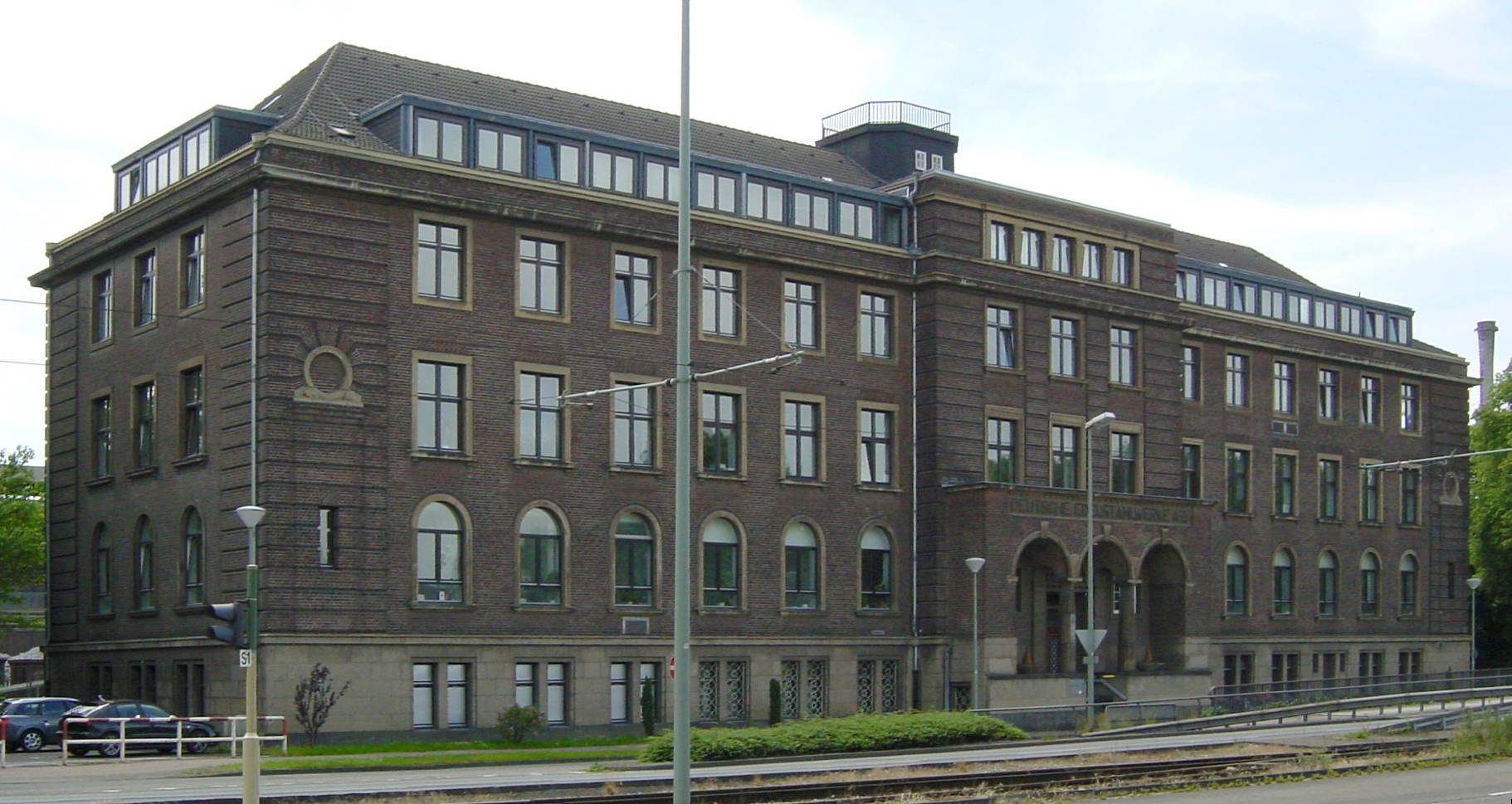
Die alte Betriebsverwaltung der ThyssenKrupp Nirosta

Von August Thyssen und anderen Industriellen wurden 1900 in der nahen Nachbargemeinde Fischeln ein Stahlwerk mit dem Schwerpunkt Werkzeugstähle errichtet. Mit der Eingemeindung Fischelns 1929 fiel der Stadt Krefeld das große Werk zu. Es entwickelte sich zu einem der größten Werke der Deutsche Edelstahlwerke AG im Stadtgebiet. Die spätere ThyssenKrupp Nirosta GmbH an der Oberschlesienstraße wurde 2013 vom finnischen Konzern Outokumpu übernommen. Am gleichen Standort befindet sich das Werk Krefeld der Deutsche Edelstahlwerke Specialty Steel (DEW).
Am Krefelder Hafen betreibt ThyssenKrupp seit 2010 ein neu errichtetes Stahl-Service-Center.

#### Elektronikindustrie
Nach dem Rückgang der Krefelder Textilindustrie siedelten sich auch Unternehmen aus dem Elektronikbereich in Krefeld an, die statt Fäden aus Seide, Litzen aus Kupfer verarbeiten. Trotz der unterschiedlichen Materialien, gibt es in der Verarbeitung dieser Produkte Ähnlichkeiten. Zu diesen Unternehmen zählt der europaweit agierende Kabelkonfektionär CiS electronic GmbH mit Hauptsitz im Krefeld-Fischeln. Die Lumino Licht Elektronik, ein Hersteller in der dynamischen Fahrgastinformationstechnik, ist ebenfalls in Krefeld beheimatet.

#### Textilindustrie
Im 18. Jahrhundert hatte die Textilindustrie Krefeld groß gemacht. Kaiser und Könige aus der ganzen Welt und nicht zuletzt der katholische Klerus kleideten sich gerne in prunkvollen Gewändern aus den kostbaren Stoffen aus Krefeld. Unternehmen wie Floh, Von Beckerath oder Von der Leyen, um nur die drei größten zu nennen, belieferten prominente Kunden wie Napoleon Bonaparte oder den preußischen König Friedrich II.
Nach dem Ersten Weltkrieg schlossen sich mehrere Textilunternehmen zu den Vereinigten Seidenwebereien AG, oder kurz VerSeidAG zusammen. Die Produktpalette des Unternehmens reichte ursprünglich von gewebten Materialien für Architektur und Dachkonstruktionen, über Funktionstextilien für Sicherheits- und Schutzbekleidung und Krawattenstoffe bis hin zu Werbe-Displays und LKW-Planen. Nachdem die Gesellschaft mit ihren verbliebenen Kernaktivitäten Industrietextilien und Ballistic Protection im Jahr 2009 von der Jagenberg AG übernommen worden war, verkaufte diese den Bereich Industrietextilien, gebündelt in der Verseidag-Indutex GmbH, im Jahr 2020 an die französische Serge Ferrari Group S.A. Der Bereich Ballistic Protection war zuvor bereits im Jahr 2010 an Rheinmetall veräußert worden.
Zur Samt- und Seidentradition Krefelds gehört bis heute die Krawattenproduktion. Das Herstellen von Krawattenstoffen und Krawatten, Tüchern sowie deren Webmuster war Spezialität einer Vielzahl Krefelder Unternehmen. Inzwischen hat sich die Herstellung größtenteils in Niedriglohnländer verlagert und die Zahl der Unternehmen ist nicht mehr mit den Blütezeiten vergleichbar. Dennoch kommen auch heute noch etwa 80 Prozent aller in Deutschland produzierten Krawatten aus Krefeld. Beispielsweise produziert der Hersteller Ascot seine Krawatten bis heute ausschließlich in seiner Krefelder Manufaktur. Weitere Krawattenhersteller aus Krefeld sind u. a. Hemley, J.Ploenes und Seidenfalter.

#### Kreativwirtschaft
Kreativwirtschaft in Krefeld ist eine junge Branche, die allerdings auf eine lange Tradition aufbaut. Aus der 1904 gegründeten Handwerker- und Kunstgewerbeschule Krefeld, ab 1949 Werkkunstschule Krefeld, entstand 1971 der Fachbereich Design an der Hochschule Niederrhein. Namen wie Joseph Beuys und Mies van der Rohe mit den Häusern Haus Lange und Haus Esters sind weit über Krefeld hinaus bekannt. Geprägt ist die Kreativwirtschaft in Krefeld von überwiegend kleinen Agenturen aus dem Bereich Design und Werbung.
Um diese Branche zu unterstützen, gibt es eine Gemeinschaftsinitiative der Wirtschaftsförderung Krefeld, dem Kulturbüro Krefeld, der Hochschule Niederrhein, dem Stadtmarketing der Stadt Krefeld und einigen Akteuren aus der Kreativwirtschaft selbst. Die Initiative baut auf das Landescluster CREATIVE.NRW auf.
Die Initiative begann mit einer Auftaktveranstaltung in der Fabrik Heeder im Februar 2011. Danach folgte ein weiteres Netzwerktreffen an der Hochschule Niederrhein. Als erste Teilergebnisse dieser Arbeit sind regelmäßig stattfindende Kreativforen entstanden und der erstmals erschienene Kreativwirtschaftatlas, dieser gibt eine Übersicht über die Kreativen in Krefeld.

#### Nahrungs- und Genussmittelindustrie
Im Krefeld-Uerdingen wird seit dem frühen 19. Jahrhundert der bekannte Branntwein Dujardin Imperial hergestellt, weiterhin der klare Wacholderbrand „Uerdinger“. Ein weit bekanntes, in Krefeld ansässiges Unternehmen ist Dextro Energy, ein Hersteller von Traubenzucker- und Sporternährungsprodukten. Einen bedeutenden, früher unter dem Namen Maizena firmierenden Standort in Krefeld-Linn für die Produktion von Maisstärke unterhält Cargill, einer der weltgrößten Nahrungsmittelkonzerne und größtes privates US-amerikanisches Unternehmen. Der Fischkonserven-Hersteller Saupiquet, ein Unternehmen der Bolton Group, hat seinen Deutschland-Sitz in Krefeld-Oppum.

#### Logistik
Aufgrund der günstigen Verkehrsanbindung unterhalten viele Unternehmen Logistikstandorte in der Stadt. Das weltweit größte Logistikzentrum der Bauhaus-Kette befindet sich im Krefelder Rheinhafen. Der dänische Logistik-Dienstleister DSV unterhält seit 2015 im Gewerbegebiet Krefeld-Fichtenhain ein großes Lager- und Umschlagszentrum. Amazon unterhält im Stadtteil Gellep-Stratum ein Sortierzentrum. Der japanische Sportartikelhersteller Asics unterhält in Krefeld sein größtes europäisches Zentrallager.

#### Finanzbranche
In Krefeld sind zwei Banken ansässig. Zum einen die Volksbank Krefeld und zum anderen die Sparkasse Krefeld.
Das Einzugsgebiet der Volksbank Krefeld erstreckt sich über gesamt Krefeld, Nettetal und St. Tönis sowie St. Hubert. Das der Sparkasse Krefeld geht über Krefeld und den gesamten Kreis Viersen bis in die Gemeinden Geldern, Issum, Kerken, Rheurdt und Wachtendonk im südlichen Kreis Kleve.

#### Sonstiges

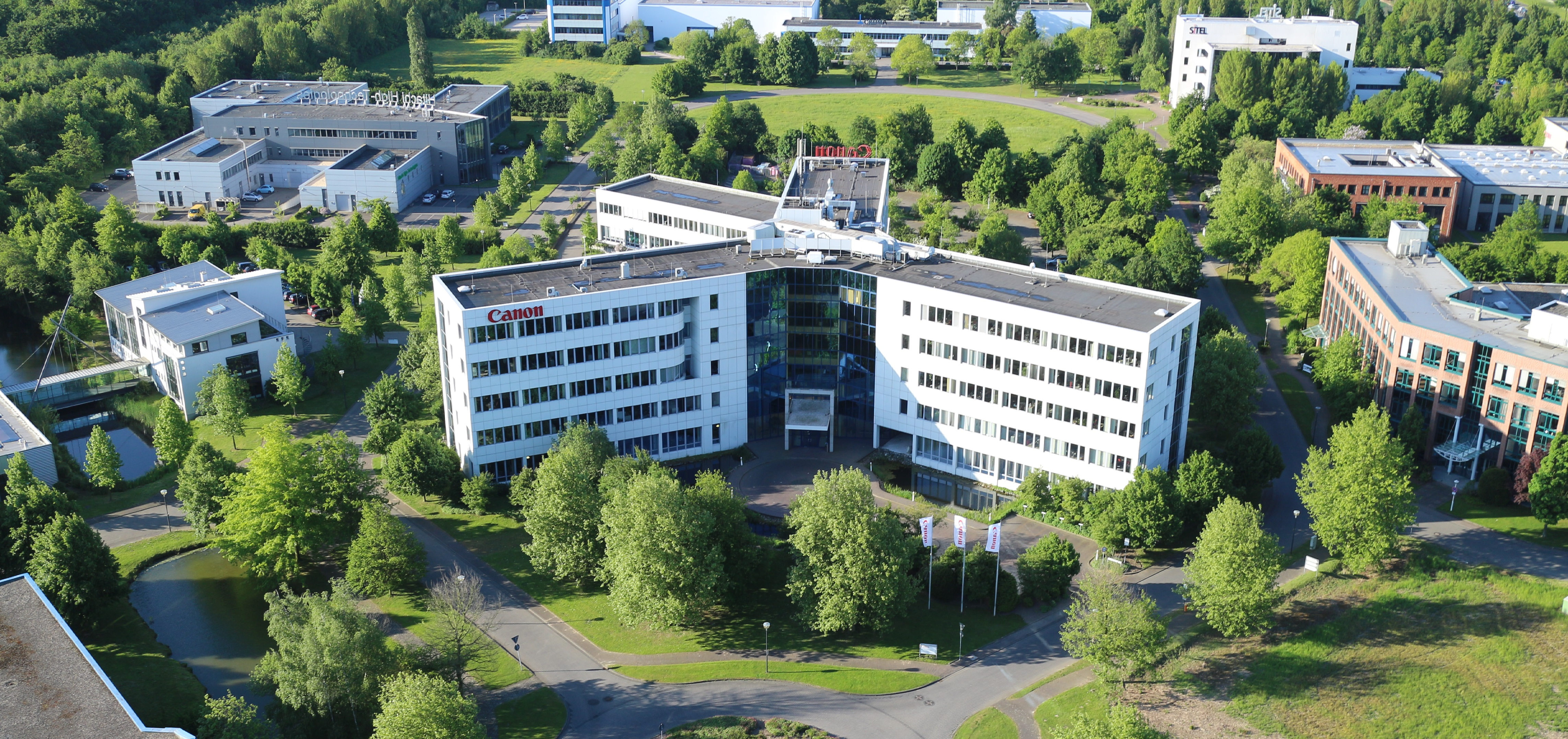
Deutschland-Zentrale von Canon

- Fressnapf, Europas größte Fachhandelskette für Tiernahrung und -zubehör, hat seinen Hauptsitz in Krefeld-Linn.
- Der Tierfutterhersteller Rondo Food hat seinen Unternehmenssitz und größten Produktionsstandort in Krefeld-Bockum.[146]
- Das österreichische Unternehmen EVVA produziert am Standort Krefeld mechanische Schließzylinder und weitere Produkte aus dem Bereich Sicherheitstechnik.
- Canon, ein japanischer Hersteller von Geräten aus der Unterhaltungselektronik, unterhält seine Deutschland-Zentrale mit etwa 600 Mitarbeitern in Krefeld.[147]
- Kawai, ein japanischer und weltweit zweitgrößter Hersteller von Musikinstrumenten wie Flügeln, Pianos, Klavieren und Synthesizern, hat seine Europa-Zentrale in Krefeld.[148]
- Primagas, einer der größten deutschen Flüssiggas-Versorger, hat seinen Hauptsitz in Krefeld.
- Die ViA-Online GmbH, Betreiber der E-Commerce-Lösung Afterbuy, hat ihren Sitz in Krefeld.[149]

### Verkehr

#### Eisenbahn

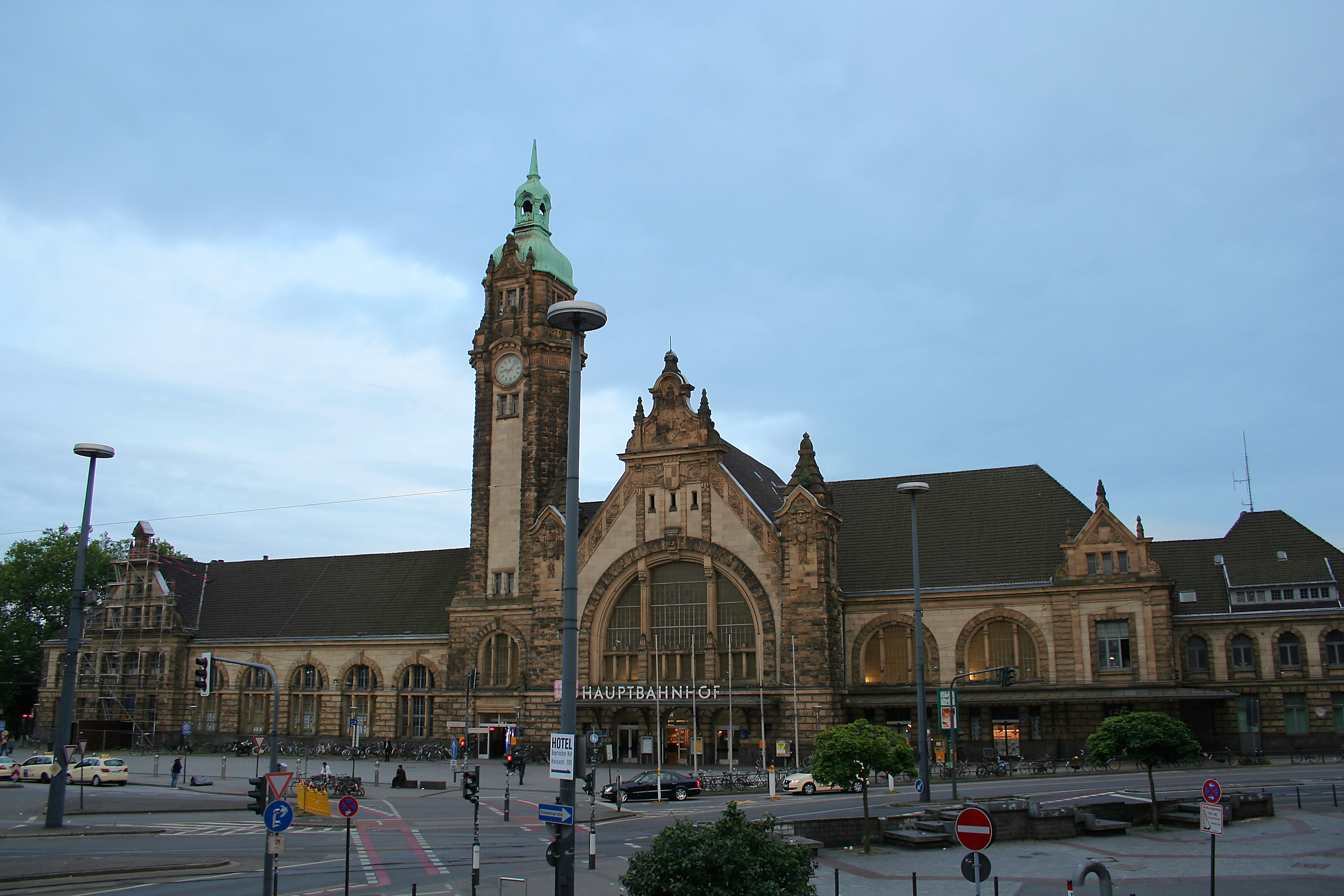
Der Krefelder Hauptbahnhof wurde 1907 erbaut.

Der Krefelder Hauptbahnhof liegt an der zweigleisigen elektrifizierten
- Bahnstrecke Duisburg–Mönchengladbach,

DB-Kursbuchstrecke 425,
auf der im Schienenpersonennahverkehr im Stundentakt der „Niers-Haard-Express“ (RE 42) und halbstündlich die „Rhein-Niers-Bahn“ (RB 33) verkehren, so dass sich ein Angebot von drei Zügen je Stunde ergibt.
Außer dem Hauptbahnhof gibt es an dieser Strecke die Bahnhöfe bzw. Haltepunkte Forsthaus, Krefeld-Oppum, Krefeld-Linn, Krefeld-Uerdingen und Krefeld-Hohenbudberg Chempark.
Zwischen dem Hauptbahnhof und dem Bahnhof Oppum verläuft die
- Linksniederrheinische Strecke

von Kleve nach Düsseldorf (KBS 495) parallel zu obiger Verbindung. Hier fährt wochentags halbstündlich der „Niers-Express“ (RE 10) und von Krefeld nach Köln (-Rheine) im Stundentakt der „Rhein-Münsterland-Express“ (RE 7).
Die nächstgelegenen ICE-Bahnhöfe sind in Duisburg und Düsseldorf. Die frühere Bedeutung Krefelds als Eisenbahnknoten ist jedoch nach Stilllegung des großen Rangierbahnhofs Hohenbudberg (an der Strecke nach Duisburg; früher auf Krefelder Stadtgebiet, heute unmittelbar hinter der Stadtgrenze gelegen) und des östlich vom Hauptbahnhof gelegenen Güterbahnhofs sowie nach weitgehender Aufgabe des Personenfernverkehrs zurückgegangen. Als wichtige Betriebseinrichtung besteht jedoch das Ausbesserungswerk KKROX Krefeld-Oppum, in dem ICE gewartet werden.

#### Öffentlicher Personennahverkehr

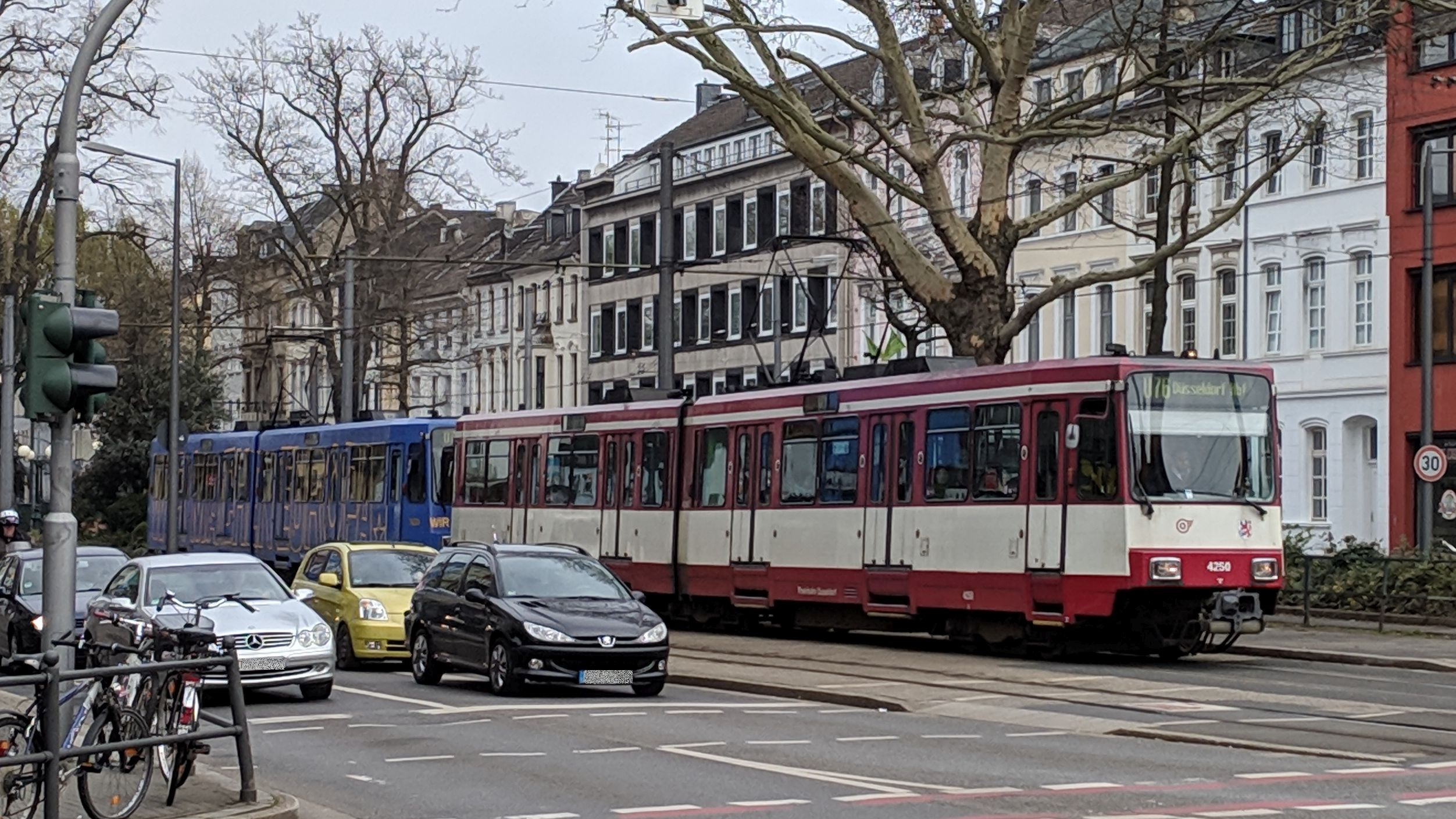
Linie U76 der Stadtbahn Düsseldorf am Ostwall

Den öffentlichen Personennahverkehr (ÖPNV) bedienen vier meterspurige Straßenbahnlinien sowie zahlreiche lokale und regionale Buslinien der Krefelder SWK Mobil. Zusätzlich verbinden die normalspurigen Stadtbahnlinien U70 und U76 der Rheinbahn den zentralen Umsteigepunkt Rheinstraße mit der Landeshauptstadt Düsseldorf. An Wochenenden und Feiertagen verkehren auch Nachtbusse. Zwischen 1949 und 1964 verkehrte außerdem der Oberleitungsbus Krefeld in der Stadt.
Für den gesamten ÖPNV gilt der Tarif des Verkehrsverbundes Rhein-Ruhr (VRR) und tarifraumüberschreitend der NRW-Tarif.

#### Straßen

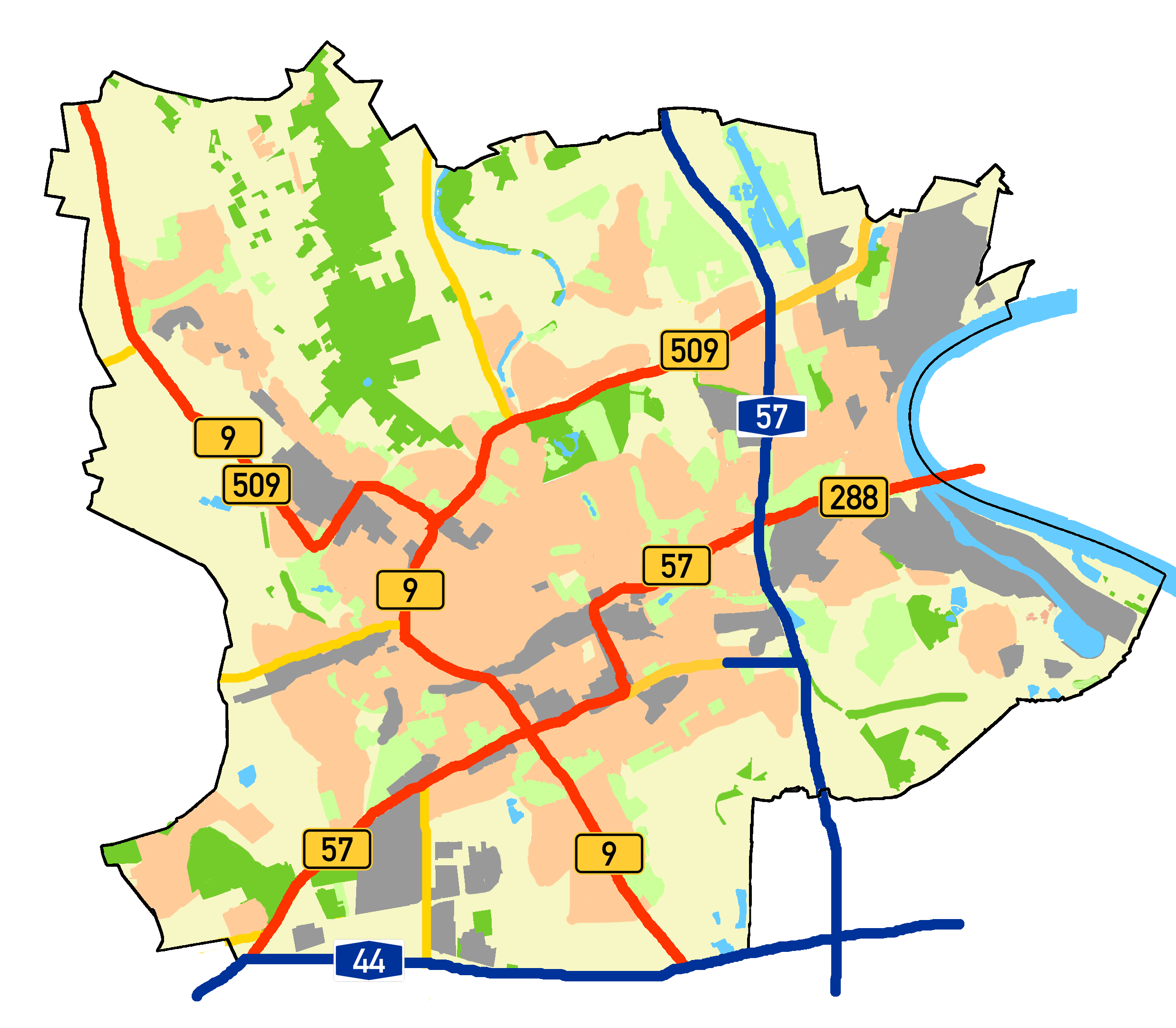
Durch Krefeld verlaufen die Autobahnen A 57 und A 44 sowie vier Bundesstraßen.

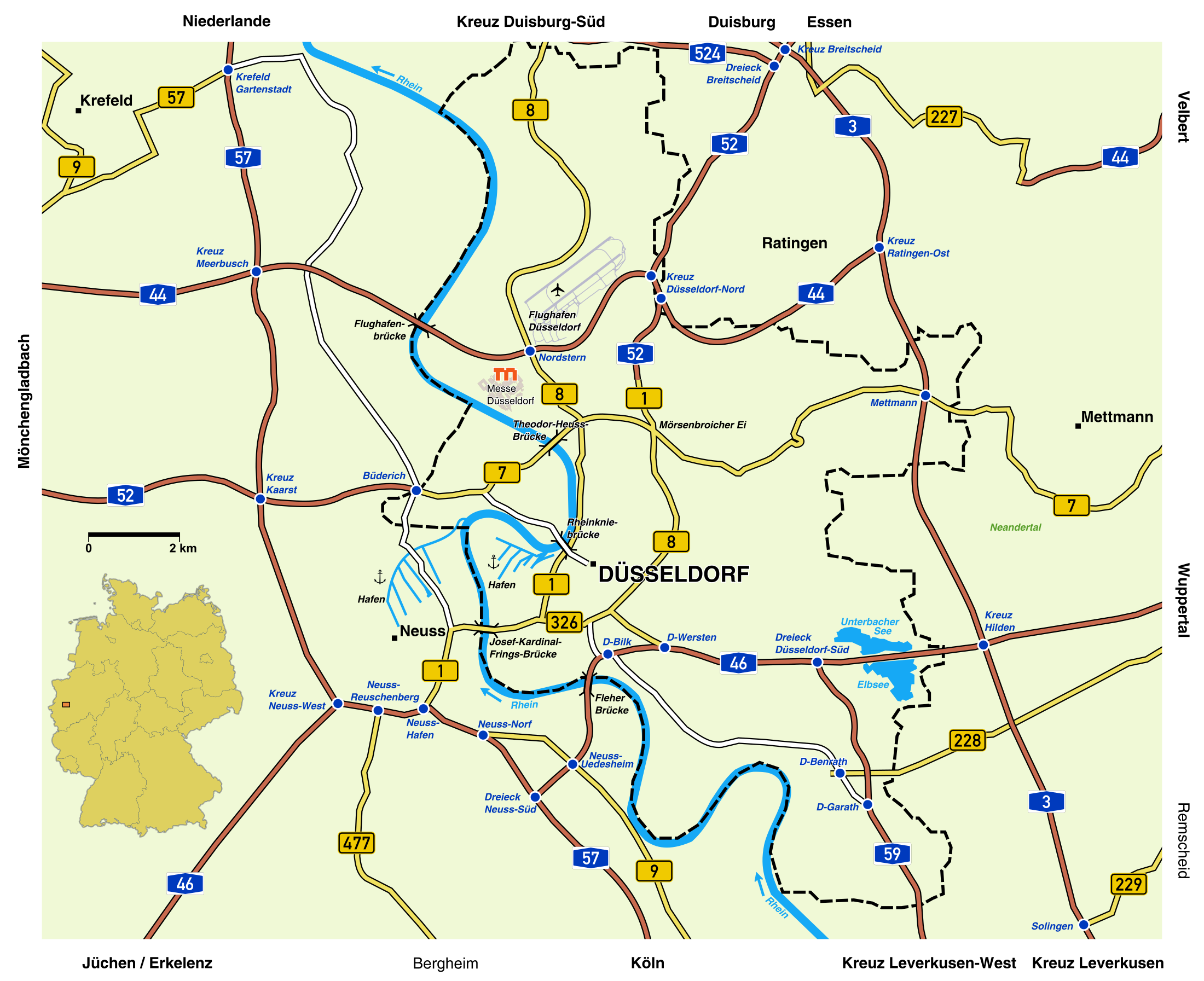
Dichtes Autobahnnetz im Großraum Düsseldorf zu dem auch Krefeld gehört

Siehe auch: Bedeutende Straßen und Plätze von Krefeld
Durch das Stadtgebiet Krefelds führt in nordsüdlicher Richtung die Bundesautobahn A 57 (Köln–Nimwegen), die sich südlich von Krefeld am Autobahnkreuz Meerbusch mit der A 44 (Aachen–Kassel) und nördlich am Autobahnkreuz Moers mit der A 40 Venlo–Dortmund kreuzt.
Des Weiteren führen durch Krefeld die Bundesstraßen B 9 und B 57, die an der Anschlussstelle Krefeld-Zentrum in die A 57 übergeht. Die B 288 beginnt in Krefeld, während die B 509 hier endet.
Das innerstädtische Straßennetz hat eine Gesamtlänge von 760 km, davon sind 370 km als Tempo-30-Zonen (136 Zonen) gekennzeichnet. Krefeld ist eine der wenigen Städte in NRW, in der eine flächenhafte Tempo-30-Zonen-Regelung realisiert worden ist: Zwischen 1988 und 1998 kennzeichnete die Stadt all ihre Wohngebiete als „30er-Zonen“.
Erstmals wurden in Krefeld auch die nach ihr benannten Krefelder Kissen zur Verkehrsberuhigung eingesetzt.

#### Luftverkehr
Der Flughafen Düsseldorf ist etwa 20 km vom Krefelder Stadtzentrum entfernt und ist über die A 57 und A 44 erreichbar.
Im Ortsteil Traar befindet sich der Flugplatz Krefeld-Egelsberg. Der Sonderlandeplatz wird von der Flugplatzgemeinschaft Krefeld-Egelsberg e. V. betrieben.
Der ehemalige Verkehrslandeplatz Krefeld-Bockum wurde von 1916 bis 1918 erbaut und fiel nach Ende des Ersten Weltkriegs in die Hände der belgischen Besatzung. Im Jahr 1926 wurde der Flugplatz in Bockum mit einem regelmäßigen Dienst der damaligen Luft Hansa wiedereröffnet. Im ersten Jahr fanden 228 planmäßige und 348 außerplanmäßige Flüge statt. Am 24. Februar 1945 wurde der Flugplatz Bockum gesprengt, soweit er nicht schon zerstört war. Nach Ende des Zweiten Weltkriegs wurde auf dem Gelände die Siedlung Gartenstadt als komplett neuer Stadtteil Krefelds errichtet.

#### Schifffahrt

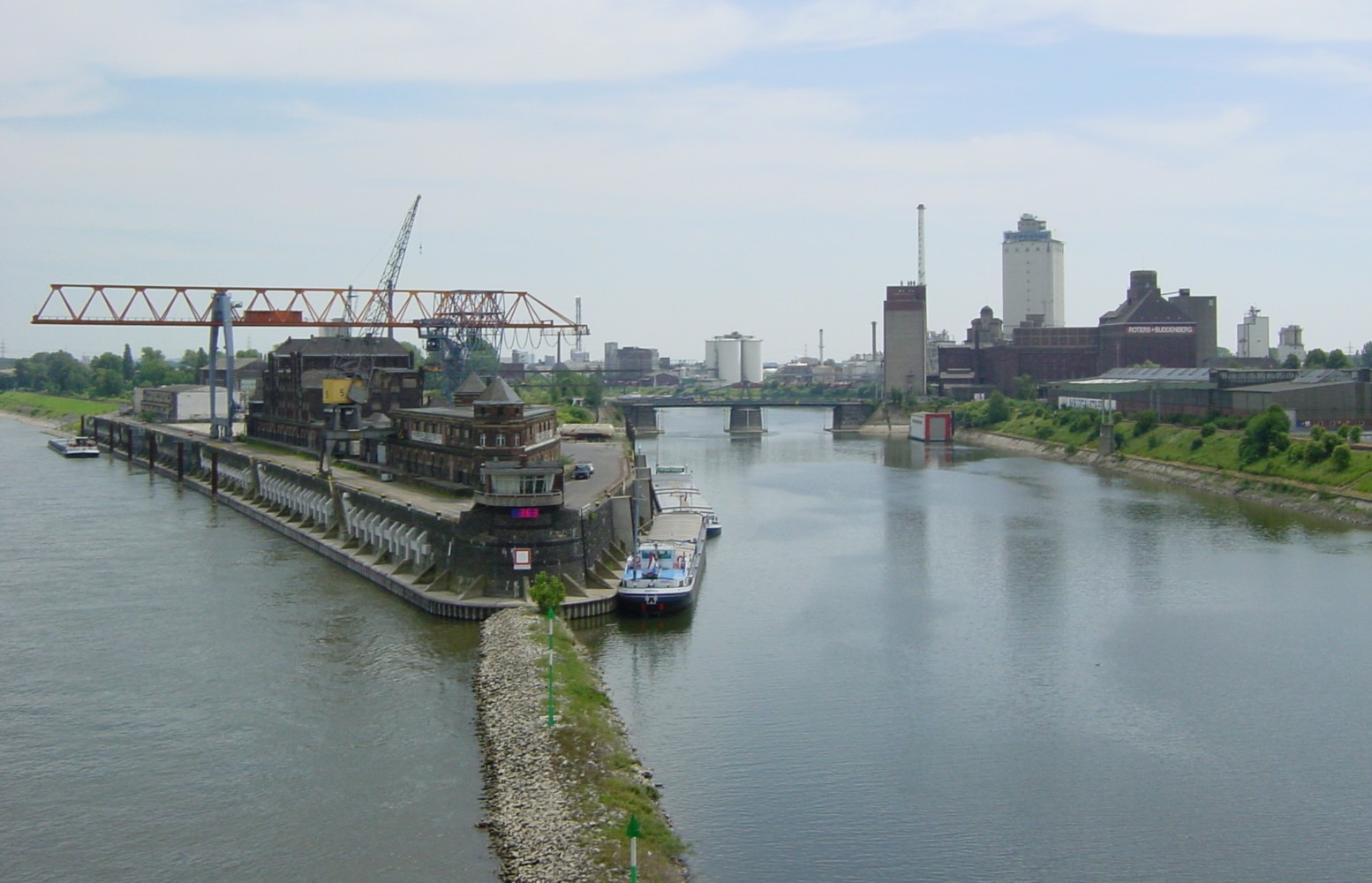
Der Rheinhafen – ein wichtiger Bestandteil der Krefelder Wirtschaft

Im Stadtteil Linn ist der Hafen Krefeld mit Anschluss an den Rhein, mit Hafenanlagen und einem Wendebecken am hinteren Ende. Über die Hafeneinfahrt führt eine historische Drehbrücke. Hafen und Drehbrücke werden betrieben von der Hafen Krefeld GmbH & Co.KG.
In Uerdingen besteht eine Anlegestelle, der Uerdinger Steiger. Hier fahren zeitweise Schiffe zu Tagestouren oder Flusskreuzfahrten an. Die Weiße Flotte sowie die MS Calypso der Phoenix-Reederei legen regelmäßig an.
Die Uerdinger Rheinfront ist 3,6 km lang und war sehr wichtig für den Umschlag von Gütern in der alten Handelsstadt. Das Uerdinger Werft erhielt seine heutige Form im Wesentlichen bei dem Modernisierungsbau 1887/1888. Noch heute wird die Rheinfront am Chempark Krefeld-Uerdingen von Lanxess zur Löschung und Beladung von Binnenschiffen div. Art benutzt.

#### Fahrrad
In Krefeld gibt es mehr als 250 km ausgewiesener Radwege sowie etliche für Radfahrer in beide Richtungen befahrbare Einbahnstraßen. Die Arbeitsgemeinschaft fahrradfreundlicher Städte NRW hat ihren Sitz in der Stadt. Durch Krefeld verläuft die NiederRheinroute. Des Weiteren ist Krefeld ein Start-/Zielort des Niederrheinischen Radwandertags.
Unter dem Projektnamen Promenade soll entlang ehemaliger Bahntrassen eine 14,5 km lange Fahrradstrecke entlang der Ost-West-Achse von Forstwald bis nach Uerdingen entwickelt werden. Einige der 16 Streckenabschnitte sind bereits eröffnet.
Der ADFC-Ortsverband unterhält einen Infoladen am südlichen Rand der Innenstadt. Am westlichen Ende des Hauptbahnhofs gibt es eine Fahrradstation mit bewachter Unterstellmöglichkeit und Reparaturdienst. Der ADAC vergab Krefeld in seinem Test: „Radfahren in Städten“ 2004 die Note „Gut“. Seit 2017 nimmt Krefeld beim Stadtradeln teil.

### Trinkwasserversorgung
Die Gewinnung, Aufbereitung und Verteilung des Trinkwassers wird von den Stadtwerken Krefeld bzw. deren Tochtergesellschaft Netzgesellschaft Niederrhein übernommen. Das Trinkwasser für Krefeld wird ausschließlich aus Grundwasser gewonnen. Zwei Wasserwerke bereiten jährlich 11 Mio. m³ Rohwasser auf (Gladbacher Straße  und In der Elt ). Insgesamt gibt es 41 Brunnen mit einer Tiefe zwischen 30 und 120 Metern. Zur Aufbereitung des Rohwassers erfolgt eine Enteisenung und Entmanganung, der Entzug von Kohlensäure und die Anreicherung mit Sauerstoff. Zusätzlich wird das Wasser seit 2013 enthärtet.
Nach der Aufbereitung gelangt das Trinkwasser in das 836 km lange Leitungsnetz. Mit einer Gesamthärte von 2,21–2,39 mmol/l (12,4–13,4 °dH) fällt das Wasser in den Härtebereich „mittel“.
Der Brutto-Verbrauchspreis liegt bei 1,34 Euro je Kubikmeter.

### Abwasserentsorgung
Die Ableitung des anfallenden Abwassers übernimmt der Kommunalbetrieb Krefeld, die Abwasserreinigung fällt in den Zuständigkeitsbereich der EGK Entsorgungsgesellschaft Krefeld.
Die Kläranlage Krefeld  wurde 1974 in Betrieb genommen und ist mit einer Ausbaugröße von 1,2 Mio. Einwohnerwerten eine der größten in Deutschland. 2019 wurden 26 Mio. m³ Abwasser gereinigt und in den Rhein abgegeben.
Der anfallende Klärschlamm wird in drei Faultürmen à 9.400 m³ in 20 Tagen ausgefault, getrocknet und anschließend zusammen mit dem entstandenen Klärgas in einer Müllverbrennungsanlage mitverbrannt.

### Öffentliche Einrichtungen

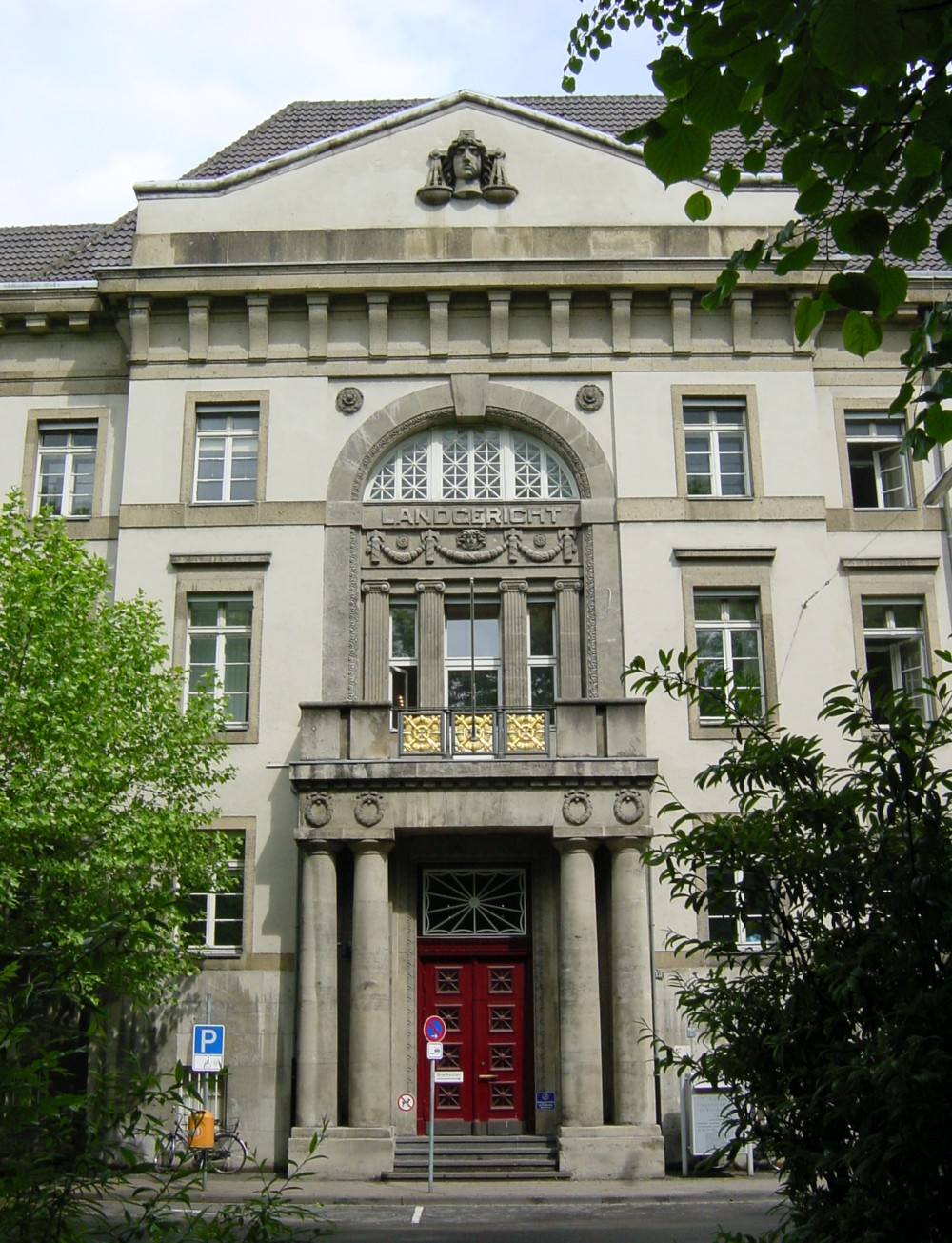
Amts- und Landgericht am Nordwall

Krefeld ist Sitz der Industrie- und Handelskammer (IHK) Mittlerer Niederrhein – Körperschaft des öffentlichen Rechts, deren Kammerbezirk die kreisfreien Städte Krefeld und Mönchengladbach sowie den Rhein-Kreis Neuss und den Kreis Viersen umfasst. Seit 2004 befindet sich das Deutsche Modeinstitut in Krefeld. Des Weiteren sind der Geologische Dienst NRW sowie das Chemische und Veterinäruntersuchungsamt Rhein-Ruhr-Wupper in der Stadt ansässig. Seit 2021 hat die Niederlassung Rheinland der Autobahn GmbH des Bundes ihren Hauptsitz in Krefeld.
Das Amtsgericht Krefeld ist für die kreisfreie Stadt Krefeld und die Stadt Willich im südöstlichen Kreis Viersen zuständig. Zudem befinden sich eines von sechs Landgerichten des Oberlandesgerichtsbezirk Düsseldorf und ein Arbeitsgericht in der Stadt.
Das größte Krankenhaus in Krefeld ist das Helios Klinikum Krefeld (gegründet 1845) mit insgesamt 1.193 Betten (Stand 2017). Weitere Krankenhäuser auf dem Krefelder Stadtgebiet sind das Alexianer-Krankenhaus (gegründet 1863), das Krankenhaus Maria Hilf (gegründet 1913) und das St. Josefshospital (gegründet um 1380).
Die 1827 gegründete Feuerwehr Krefeld unterhält über das Stadtgebiet verteilt 6 Feuerwachen der Freiwilligen Feuerwehr sowie 2 Feuer- und Rettungswachen der Berufsfeuerwehr.

### Bildung
In Krefeld gibt es 31 Grundschulen, vier Hauptschulen, sechs Realschulen, zehn Gymnasien, sieben Gesamtschulen, vier Berufskollegs und sieben Förderschulen.
Krefeld ist außerdem der Hauptsitz der Hochschule Niederrhein. Sie wurde 1971 durch Zusammenschluss von 13 Fach- und Ingenieurschulen gegründet. In Krefeld befinden sich die Fachbereiche Chemie, Design, Elektrotechnik und Informatik, Maschinenbau und Verfahrenstechnik, Wirtschaftsingenieurwesen und Gesundheitswesen. Weitere Fachbereiche dieser Fachhochschule sind in Mönchengladbach angesiedelt.
Die Medicoreha Welsink Akademie führt mit ihren staatlich anerkannten Fachschulen für Physiotherapie und Ergotherapie für 450 Auszubildende die praktische Ausbildung in der Klinik Königshof durch. Des Weiteren kooperiert die medicoreha Welsink Akademie mit der Hochschule Niederrhein, so dass die Auszubildenden den Studiengang „Angewandte Therapiewissenschaften“ belegen können.

### Medien
In Krefeld befindet sich der Sitz der Veranstaltergemeinschaft Lokalfunk Krefeld/Viersen e. V. – Betriebsgesellschaft für Lokalfunk Krefeld/Viersen GmbH & Co. KG. Diese veranstalten das private Hörfunkprogramm „Welle Niederrhein“.
In Krefeld befindet sich ferner ein Pressehaus der „Westdeutschen Zeitung“. Diese Tageszeitung wird in Düsseldorf als Kopfblatt unter dem Namen „Krefelder Zeitung“ herausgegeben. Über das regionale Geschehen berichtet auch die „Rheinische Post“, die ebenfalls in Düsseldorf erscheint und mehrere Lokalausgaben hat. Ursprünglich (bis 1970) handelte es sich bei der „Westdeutschen Zeitung“ um eine eigenständige Krefelder Zeitung, die im Hause C. Busch-du Fallois Söhne erschien. In Krefeld werden zwei lokale Wochenblätter aufgelegt: der „Stadt Spiegel Krefeld“ (mittwochs) – vormals „Stadtanzeiger“ (donnerstags) – und der „Extra Tipp Krefeld“ (sonntags) – vormals „Schöner Sonntag“. Alle zwei Monate erscheint jeweils das kredo-Magazin sowie das Independent-Magazin „Seidenspinner“.